# Bunuri mobile din domeniul științele naturii clasate în patrimoniul cultural național al României aflate în județul Neamț
Acestă listă conține bunurile mobile din domeniul științele naturii clasate în Patrimoniul cultural național al României aflate la momentul clasării în județul Neamț.

## Tezaur
| Foto | Informații generale                                          | Detalii tehnice                                                                  | Descriere | Deținător                                | Legături |
| ---- | ------------------------------------------------------------ | -------------------------------------------------------------------------------- | --- | ---------------------------------------- | -------- |
|      | Erysimum wittmannii ssp. Transsilvanicum (Schur.)            | Descoperit: jud. Neamț, BICAZ-CHEI Dimensiuni: L: 280                            | Rădăcină pivotantă groasă, tulpină înaltă 30-40 cm, densfoliată, cu frunze înguste și liniare, acoperite cu peri, tulpina și ramurile terminate într-un racem florifer scurt; flori odorante de culoare galben deschis. | Muzeul de Științe Naturale, Roman        | Cimec    |
|      | Silene zawadzkii (Herb., 1835)                               | Descoperit: jud. Neamț, Munții Ceahlău Dimensiuni: L: 250                        | Plantă cu tulpină ascendentă, pubescebtă, unifloră, cu inflorescență compusă din 1-7 flori, frunze pielos îngroșate, acuminate, subsesile, indesuite, cele tulpinale mult mai mici, liniare, caliciul puțin umflat cu petale întregi coronate. | Muzeul de Științe Naturale, Roman        | Cimec    |
|      | Erysimum wittmanni (Zaw., 1835)                              | Descoperit: jud. Suceava, Munții Rarău; Pietrele Doamnei Dimensiuni: L: 250      | Rădăcină pivotantă groasă, tulpină înaltă 30-40 cm, densfoliată, cu frunze înguste sau liniare, acoperite cu peri, tulpina și ramurile terminate într-un racem florifer scurt; flori odorante de culoare galben deschis. | Muzeul de Științe Naturale, Roman        | Cimec    |
|      | Dinathus nardiformis (Janka, 1873)                           | Descoperit: jud. Constanța, Munții Măcin Dimensiuni: L: 150-250                  | Plantă cenușie, glabră, tufoasă mică, cu numeroase tulpini drepte, frunze liniar setacee, aciculare, cu 2-3 flori apropiate, deschis purpuree, sau roșie liliachie. | Muzeul de Științe Naturale, Roman        | Cimec    |
|      | SiO2; FeS2; ZnS                                              | Descoperit: jud. Maramureș, Cavnic Dimensiuni: G: 1340                           | Agregate cristalizate: cuarț: habitus granular, culoare albă, luciu, vitros, dar și cristale columnare de 20-30 mm, piritoedri, culoare gălbuie, luciu metalic și cuburi 120 late de blendă, luciu metalic, culoare neagră. | Muzeul de Științe Naturale, Roman        | Cimec    |
|      | SiO2; Silicați; Trigonal                                     | Descoperit: jud. Maramureș, Cavnic Dimensiuni: G: 2750                           | Agregate cristalizate, habitus columnar, cristale bine individualizate finalizate prin prisme hexagonale, înălțimi până la 30 mm, maclate, translucide, albe, luciu vitros. | Muzeul de Științe Naturale, Roman        | Cimec    |
|      | FeS2; Cubic și cuarț: SiO2                                   | Descoperit: jud. Maramureș, Cavnic Dimensiuni: G: 7090                           | Agregat cristalizat; crustă de cuarț alb; luciu vitros, habitus grauntos cu ușoare limonitizări ale piritei care este diseminată în toată masa de cuarț; cristalele de pirită au habitus, cubice tipice „piritoedri”, culoare galben – verzuie, luciu metalic. | Muzeul de Științe Naturale, Roman        | Cimec    |
|      | SiO2.nH2O; cuarț: SiO2; romboedric                           | Descoperit: jud. Maramureș, Cavnic Dimensiuni: G: 1820                           | Eșantion format dintr-o crustă de opal, culoare albă, luciu opalescent peste care s-au format (cristalizat) mici romboedri și piramide de cuarț, culoare albă; translucide; luciu vitros. | Muzeul de Științe Naturale, Roman        | Cimec    |
|      | CaCO3; romboedric și cuarț SiO2; romboedric                  | Descoperit: jud. Maramureș, Nistru Dimensiuni: G: 3940                           | Agregate cristalizate; calcit cu habitus tabular „trandafiri de calcit”, culoare albă, luciu sticlos și perific solitari de cuarț, habitus prismatic, luciu vitros; culoare albăstruie, translucizi. | Muzeul de Științe Naturale, Roman        | Cimec    |
|      | SiO2; romboedric                                             | Descoperit: jud. Maramureș, Cavnic Dimensiuni: G: 2360                           | Eșantion interesant d.p.d.v. mineralogic, prezintă și un aspect deosebit: crusta de calcit limonitizat peste care s-au depus cristale de calcit, culoare albă, luciu gras, în formă de trandafiri. | Muzeul de Științe Naturale, Roman        | Cimec    |
|      | SiO2; romboedric; Calcit; CaCO3; romboedric; Baritină; BaSO4 | Descoperit: jud. Bistrița-Năsăud, RODNA Dimensiuni: G: 780                       | Agregate cristalizate: crustă de calcit, culoare gălbuie, cristale de cuarț, alb-lăptos și baritină lamelară, mată, culoare albă. | Muzeul de Științe Naturale, Roman        | Cimec    |
|      | Dinathus guttatus (M.B., 1808)                               | Descoperit: jud. Vaslui, ZĂPODENI Dimensiuni: L: 450                             | Plantă glacială cu rizom gros, cu rădăcini numeroase, tulpină înaltă până la 50 cm, ramificată cu 4-8 ramuri, unghiulară, cu frunze înguste la ambele capete, flori solitare, petale roz. | Muzeul de Științe Naturale, Roman        | Cimec    |
|      | Gypsophila petraea (Baumg.) (Rchb., 1832)                    | Descoperit: jud. Prahova, Munții Bucegi; Babele Dimensiuni: L: 150-400           | Plantă suriu verde mică, pufoasă, cu tulpini mici, frunze liniar îngroșate, violet nuanțate, flori albe trandafirii, capitole de 1-2 cm diametru. | Muzeul de Științe Naturale, Roman        | Cimec    |
|      | Gypsophila petraea; (Baumg.) (Schb., 1832)                   | Descoperit: jud. Prahova, Munții Bucegi; Piatra Arsă Dimensiuni: L: 200-250      | Plantă suriu verde mică, pufoasă, cu tulpini mici, frunze liniar îngroșate, violet nuanțate, flori albe trandafirii, capitole de 1-2 cm diametru. | Muzeul de Științe Naturale, Roman        | Cimec    |
|      | Gypsophila petraea (Baumg.) (Rchb., 1832)                    | Descoperit: jud. Prahova, Munții Bucegi; Babele Dimensiuni: L: 200               | Plantă suriu verde mică, pufoasă, cu tulpini mici, frunze liniar îngroșate, violet nuanțate, flori albe trandafirii, capitole de 1-2 cm diametru. | Muzeul de Științe Naturale, Roman        | Cimec    |
|      | Gypsophila petraea (Baumg.) (Rchb., 1832)                    | Descoperit: jud. Prahova, Munții Bucegi; Piatra Arsă Dimensiuni: L: 250          | Plantă suriu verde mică, pufoasă, cu tulpini mici, frunze liniar îngroșate, violet nuanțate, flori albe trandafirii, capitole de 1-2 cm diametru. | Muzeul de Științe Naturale, Roman        | Cimec    |
|      | Sesell hippomarathrum (Jacq., 1762)                          | Descoperit: jud. Neamț, com. DUMBRAVA ROȘIE, DUMBRAVA ROȘIE Dimensiuni: L: 30 cm | Rizom pivotant, ramificat, cu resturi fibroase de frunze. Tulpina glabră, erectă, cilindrică, ramificată superior. Frunze glabre, 3-4 penat sectate, îngust liniare, acute și mucronate. Umbele mici, cu 10-12 radii muchiate. Fără involucru. Umbelule compacte cu flori sesile. Foliolele involucrelor concresc. Flori mici, cu pediceli scurți. Petale mici, lungi de 1 mm, albe sau roșiatice, lat ovate, știrbite, terminate cu un lobușor îndoit spre interior. | Muzeul de Științe Naturale, Piatra Neamț | Cimec    |
|      | Astragalus pseudopurpureus (Gușuleac, 1932)                  | Descoperit: jud. Harghita, Cheile Bicazului Dimensiuni: L: 17 cm                 | Tulpini numeroase, ascendente, ramificate, ierbacei, lungi până la 17 cm. Frunze scurt pețiolate, lungi de cca. 8 cm, cu 7-12 perechi de foliole ovale, rotunjite la vârf. Stipele triunghiular lanceolat acuminate. Flori 10-20 sesile, în capitule mici, îndesuite, mult mai lungi decât frunza bracteantă. Bractei lungi, liniare, mai lungi decât pedicelii, cu peri negri. Caliciu lung de 8 mm, tubulos, acoperit cu peri rari, negri. Corolă violaceu cerulee, mai spălăcită la bază, căzătoare. | Muzeul de Științe Naturale, Piatra Neamț | Cimec    |
|      | Astragalus pseudopurpureus (Gușuleac, 1932)                  | Descoperit: jud. Neamț, Cheile Șugăului Dimensiuni: L: 25 cm                     | Tulpini numeroase, ascendente, ramificate, ierbacei, lungi până la 25 cm. Frunze scurt pețiolate, lungi de 8 mm, cu 7-12 perechi de foliole ovale, la vârf rotunjite, descrescente spre vîrful frunzei, pe față glabrescente, pe dos cu peri alipiți. Stipele triunghiular lanceolat acuminate, cele inferioare concrescute până la mijloc. Flori 10-20, sesile, în capitule mici, îndesuite. Bractei îngust lineare; caliciu lung de 8 mm, tubulos, acoperit cu peri rari, negri, alipiți. Corolă violaceu cerulee, mai spălăcită spre bază, căzătoare. Vexil lung de 17-18 mm, aripi lungi de 11-12 mm, lanceolat eliptice, obtuze, carenă lungă de 9-11 mm, obovată, la vârf cu un mucron mic, subventral. | Muzeul de Științe Naturale, Piatra Neamț | Cimec    |
|      | Sesell hippomarathrum (Jacq., 1762)                          | Descoperit: jud. Neamț, com. DUMBRAVA ROȘIE, DUMBRAVA ROȘIE Dimensiuni: L: 38 cm | Rizom pivotant, ramificat, cu resturi de frunze. Tulpină glabră, erectă, de 38 cm, cilindrică, fin striată, ramificată superior. Frunze glabre, 2-3 penat sectate, la bază lung pețiolate. Frunze tulpinale mai reduse și mai puțin sectate, sesile. Vagine alungite. Involucru lipsă. Umbele mici cu 10-12 radii. Umbelule compacte, cu flori aproape sesile. Flori mici cu pediceli scurți, îngroșați și păroși. Petale mici de cca. 1 mm, albe sau roșietice. | Muzeul de Științe Naturale, Piatra Neamț | Cimec    |
|      | Sesell hippomarathrum (Jacq., 1762)                          | Descoperit: jud. Neamț, com. DUMBRAVA ROȘIE, DUMBRAVA ROȘIE Dimensiuni: L: 19 cm | Rizom pivotant, ramificat. Tulpină glabră, erectă, cilindrică, fin striată, ramificată superior. Frunze glabre, 2-3 penat sectate, lung pețiolate, îngust liniare. Umbele mici, cu 10-12 radii muchiate. Involucru lipsă. Umbelule compacte, cu flori aproape sesile. Flori mici, cu pediceli scurți. Petale mici, lungi de 1 mm. | Muzeul de Științe Naturale, Piatra Neamț | Cimec    |
|      | Sesell hippomarathrum (Jacq., 1762)                          | Descoperit: jud. Neamț, com. DUMBRAVA ROȘIE, DUMBRAVA ROȘIE Dimensiuni: L: 28 cm | | Muzeul de Științe Naturale, Piatra Neamț | Cimec    |

## Fond
| Foto | Informații generale                                                         | Detalii tehnice                                                                                | Descriere | Deținător                                                                        | Legături |
| ---- | --------------------------------------------------------------------------- | ---------------------------------------------------------------------------------------------- | --- | -------------------------------------------------------------------------------- | -------- |
|      | Erysimum wittmanni Zaw., 1835                                               | Descoperit: jud. HARGHITA, Masivul Hășmaș, vf. Suhard Dimensiuni: L: 23 cm                     | Rădăcină pivotantă groasă, cu ramuri subțiri. Tulpină erectă, de 31 cm înălțime, groasă, colțuroasă, verde, ramificată. Frunze tulpinale lanceolate, mai late la mijloc, cele inferioare în semirozetă. Racem florifer scurt și foarte dens. Flori odorante de culoare galben-deschisă, pedicel floral lung de 4-6 cm. Sepale liniar lanceolate lungi de 9-10,5 cm, albe-gălbui, submembranoase, la vârf murdar verzi. Două opuse dilatate saciform și ceva mai lungi decât cele nedilatate. Petale mari, mai lungi de cca. 2 ori față de caliciu. Silicve erecte sau arcuite lungi de 8-10 cm. | Complexul Muzeal Județean Neamț - Muzeul de Științe Naturale Piatra-Neamț, Neamț | Cimec    |
|      | Dianthus petraeus Wald. et Kit. ssp. spiculifolius (Schur) Ciocârlan        | Descoperit: jud. HARGHITA, Masivul Hășmaș, vf. Suhardu Mare Dimensiuni: L: 26 cm               | Rădăcină solidă, multicapitată. Plantă tufoasă, cu tulpini numeroase, tetragonale, cu 1-2 flori albe sau rozee. Frunze verzi, liniar subulate, neînțepătoare, 3-nervate, pe margini scabre, late de 1-1,5 mm, cu vagina de 2 mm. Caliciu glabru, verde sau purpuriu nuanțat. Dinții caliciului pe margini dens sbârlit păroși și scurt aristați. Lamina petalelor lungă de 1-2 cm, albă sau rozee, subrotundă. | Complexul Muzeal Județean Neamț - Muzeul de Științe Naturale Piatra-Neamț, Neamț | Cimec    |
|      | Dianthus petraeus Wald. et Kit. ssp. spiculifolius (Schur) Ciocârlan        | Descoperit: jud. HARGHITA, Masivul Hășmaș, vf. Suhardu Mare Dimensiuni: L: 26 cm               | Rădăcină solidă, multicapitată. Plantă tufoasă, cu tulpini numeroase, tetragonale, cu 1-2 flori albe sau rozee. Frunze verzi, liniar subulate, neînțepătoare, 3- nervate, pe margini scabre, late de 1-1,5 mm, cu vagina de 2 mm. Caliciu glabru, verde sau purpuriu nuanțat. Dinții caliciului pe margini dens sbârlit păroși și scurt aristați. Lamina petalelor lungă de 1-2 cm, albă sau rozee, subrotundă. | Complexul Muzeal Județean Neamț - Muzeul de Științe Naturale Piatra-Neamț, Neamț | Cimec    |
|      | Dianthus petraeus Wald. et Kit. ssp. spiculifolius (Schur) Ciocârlan        | Descoperit: jud. NEAMȚ, Cheile Bicazului Dimensiuni: L: 23 cm                                  | Rădăcină solidă, multicapitată. Plantă tufoasă, cu tulpini numeroase, tetragonale, cu 1-2 flori albe sau rozee. Frunze verzi, liniar subulate, neînțepătoare, 3- nervate, pe margini scabre, late de 1-1,5 mm, cu vagina de 2 mm. Caliciu glabru, verde sau purpuriu nuanțat. Dinții caliciului pe margini dens sbârlit păroși și scurt aristați. Lamina petalelor lungă de 1-2 cm, albă sau rozee, subrotundă. | Complexul Muzeal Județean Neamț - Muzeul de Științe Naturale Piatra-Neamț, Neamț | Cimec    |
|      | Dianthus petraeus Wald. et Kit. ssp. spiculifolius (Schur) Ciocârlan        | Descoperit: jud. HARGHITA, Cheile Bicazului Dimensiuni: L: 30 cm                               | Rădăcină solidă, multicapitată. Plantă tufoasă, cu tulpini numeroase, tetragonale, cu 1-2 flori albe sau rozee. Frunze verzi, liniar subulate, neînțepătoare, 3- nervate, pe margini scabre, late de 1-1,5 mm, cu vagina de 2 mm. Caliciu glabru, verde sau purpuriu nuanțat. DinŃii caliciului pe margini dens sbârlit păroși și scurt aristați. Lamina petalelor lungă de 1-2 cm, albă sau rozee, subrotundă. | Complexul Muzeal Județean Neamț - Muzeul de Științe Naturale Piatra-Neamț, Neamț | Cimec    |
|      | Leucanthemum waldsteinii (Schultz) Pouzar                                   | Descoperit: jud. NEAMȚ, Cheile Bicăjelului Dimensiuni: L: 48 cm                                | Rizom oblic. Tulpină arcuită la bază, simplă, foliată până aproape de inflorescență. Frunze bazale orbiculare, cordate, lung pețiolate, adânc crenate, glabre. Cele tulpinale inferioare subrotunde, brusc atenuate în pețiol; cele mijlocii și superioare lent prelungite. Antodiu mare. Involucru semiglobulos, turtit, cu foliole multiseriate, alungit triunghiulare, pe margini negre. Flori radiare albe, îngust lanceolate, lungi până la 3 cm. | Complexul Muzeal Județean Neamț - Muzeul de Științe Naturale Piatra-Neamț, Neamț | Cimec    |
|      | Scabiosa lucida Vill. ssp. barbata Nyar.                                    | Descoperit: jud. HARGHITA, Masivul Hășmaș- Surduc Dimensiuni: L: 32 cm                         | Tulpină erectă, ramificată. Frunzele rozetelor sterile eliptice, ușor atenuate în pețiol lung, dur dințate, glabre, lucioase; cele tulpinale inferioare lirate, cu segment terminal mare, eliptic, dur dințat și laciniile laterale lanceolate, glabre. Peduncul lung, nefoliat, unicapitulat. Capitule mari, de 3-5 cm, cu foliole involucrale mai scurte decât florile. Flori purpuriu liliachii, cele marginale radiante. | Complexul Muzeal Județean Neamț - Muzeul de Științe Naturale Piatra-Neamț, Neamț | Cimec    |
|      | Scabiosa lucida Vill. ssp. barbata Nyar.                                    | Descoperit: jud. HARGHITA, Masivul Hășmaș- Surduc Dimensiuni: L: 40 cm                         | Tulpină erectă, ramificată. Frunzele rozetelor sterile eliptice, ușor atenuate în pețiol lung, dur dințate, glabre, lucioase; cele tulpinale inferioare lirate, cu segment terminal mare, eliptic, dur dințat și laciniile laterale lanceolate, glabre. Peduncul lung, nefoliat, unicapitulat. Capitule mari, de 3-5 cm, cu foliole involucrale mai scurte decât florile. Flori purpuriu liliachii, cele marginale radiante. | Complexul Muzeal Județean Neamț - Muzeul de Științe Naturale Piatra-Neamț, Neamț | Cimec    |
|      | Aconitum moldavicum Hacq.                                                   | Descoperit: jud. NEAMȚ, Cheile Bicăjelului Dimensiuni: L: 43 cm                                | Rizom cărnos, ramificat. Tulpini erecte, ramificate, glabrescente, cu frunze bazale mari, reniforme, lung pețiolate, cu pețioli păroși, sectate. Inflorescența - racem lung, ramificat. Flori purpurii-violete lungi de 30 mm, glabrescente. Coif cilindro-conic cu vârf boltit, adesea mai umflat, la mijloc îngustat, fruntea arcuită, cioc proeminent. | Complexul Muzeal Județean Neamț - Muzeul de Științe Naturale Piatra-Neamț, Neamț | Cimec    |
|      | Aconitum moldavicum Hacq. (1790)                                            | Descoperit: jud. NEAMȚ, Cheile Bicăjelului Dimensiuni: L: 40 cm                                | Rizom cărnos, ramificat. Tulpini erecte, ramificate, glabrescente, cu frunze bazale mari, reniforme, lung pețiolate, cu pețioli păroși, sectate. Inflorescența - racem lung, ramificat. Flori purpurii-violete lungi de 30 mm, glabrescente. Coif cilindro-conic cu vârf boltit, adesea mai umflat, la mijloc îngustat, fruntea arcuită, cioc proeminent. | Complexul Muzeal Județean Neamț - Muzeul de Științe Naturale Piatra-Neamț, Neamț | Cimec    |
|      | Aconitum moldavicum Hacq., 1790                                             | Descoperit: jud. NEAMȚ, Cheile Bicăjelului Dimensiuni: L: 52 cm                                | Rizom cărnos, ramificat. Tulpini erecte, ramificate, glabrescente, cu frunze bazale mari, reniforme, lung pețiolate, cu pețioli păroși, sectate. Inflorescența - racem lung, ramificat. Flori purpurii-violete lungi de 30 mm, glabrescente. Coif cilindro-conic cu vârf boltit, adesea mai umflat, la mijloc îngustat, fruntea arcuită, cioc proeminent. | Complexul Muzeal Județean Neamț - Muzeul de Științe Naturale Piatra-Neamț, Neamț | Cimec    |
|      | Aconitum moldavicum Hacq.                                                   | Descoperit: jud. NEAMȚ, Cheile Bicăjelului Dimensiuni: L: 42 cm                                | Rizom cărnos, ramificat. Tulpini erecte, ramificate, glabrescente, cu frunze bazale mari, reniforme, lung pețiolate, cu pețioli păroși, sectate. Frunze tulpinale glabre, de-a lungul nervurilor păroase. Inflorescența - racem lung, ramificat. Flori purpurii-violete. Coif cilindro-conic cu vârf boltit. Foliole laterale sau și inferioare la exterior bombate cu marginile glabre și mijlocul păros. Carpele și folicule pubescente sau glabre. | Complexul Muzeal Județean Neamț - Muzeul de Științe Naturale Piatra-Neamț, Neamț | Cimec    |
|      | Thymus pulcherrimus Schur (1866)                                            | Descoperit: jud. NEAMȚ, com. CEAHLĂU, Masivul Ceahlău Dimensiuni: L: 9 cm                      | Rizom lemnos, scurt, ramificat la bază care emite tulpini sterile lung repente și lăstari repenți, care poartă ramuri florifere scurte, păroase pe muchii. Frunze rotunjit lat ovate sau orbiculare, la bază cuneate sau trunchiate, glabre sau pe ambele fețe lung păroase, scurt pețiolate, cu pețioli ciliați. Inflorescențe capitule globuloase. Caliciu negru purpuriu, glandulos punctat, cu peri rari. Corolă purpurie, mare, care întrece de 2 ori caliciul. | Complexul Muzeal Județean Neamț - Muzeul de Științe Naturale Piatra-Neamț, Neamț | Cimec    |
|      | Thymus pulcherrimus Schur (1866)                                            | Descoperit: jud. NEAMȚ, com. CEAHLĂU, Masivul Ceahlău Dimensiuni: L: 11 cm                     | Rizom lemnos, scurt, ramificat la bază care emite tulpini sterile lung repente și lăstari repenți, care poartă ramuri florifere scurte, păroase pe muchii. Frunze rotunjit lat ovate sau orbiculare, la bază cuneate sau trunchiate, glabre sau pe ambele fețe lung păroase, scurt pețiolate, cu pețioli ciliați. Inflorescențe capitule globuloase. Caliciu negru purpuriu, glandulos punctat, cu peri rari. Corolă purpurie, mare, care întrece de 2 ori caliciul. | Complexul Muzeal Județean Neamț - Muzeul de Științe Naturale Piatra-Neamț, Neamț | Cimec    |
|      | Thymus pulcherrimus Schur (1866)                                            | Descoperit: jud. NEAMȚ, com. CEAHLĂU, Masivul Ceahlău Dimensiuni: L: 8 cm                      | Rizom lemnos, scurt, ramificat la bază care emite tulpini sterile lung repente și lăstari repenți, care poartă ramuri florifere scurte, păroase pe muchii. Frunze rotunjit lat ovate sau orbiculare, la bază cuneate sau trunchiate, glabre sau pe ambele fețe lung păroase, scurt pețiolate, cu pețioli ciliați. Inflorescențe capitule globuloase. Caliciu negru purpuriu, glandulos punctat, cu peri rari. Corolă purpurie, mare, care întrece de 2 ori caliciul. | Complexul Muzeal Județean Neamț - Muzeul de Științe Naturale Piatra-Neamț, Neamț | Cimec    |
|      | Dianthus tenuifolius Schur.                                                 | Descoperit: jud. NEAMȚ, com. CEAHLĂU, Masivul Ceahlău Dimensiuni: L: 22 cm                     | Plantă de 22 cm, îndesuit cespitoasă. Tulpini numeroase. Frunze tulpinale liniare, acute, trinerve. Glomerule florale cu puține flori. Bractei ierboase sau uscate. Scvamele involucrale ale caliciului ovate, foarte late, negre-brunii. Caliciu verde, la vârf brun verde. Dinții caliciului lanceolați, triunghiulari, acuți. Lamina petalelor de 8-12 cm, roșie închisă. | Complexul Muzeal Județean Neamț - Muzeul de Științe Naturale Piatra-Neamț, Neamț | Cimec    |
|      | Dianthus tenuifolius Schur.                                                 | Descoperit: jud. NEAMȚ, com. CEAHLĂU, Masivul Ceahlău Dimensiuni: L: 20 cm                     | Plantă de 20 cm, îndesuit cespitoasă. Tulpini numeroase. Frunze tulpinale liniare, acute, trinerve. Glomerule florale cu puține flori. Bractei ierboase sau uscate. Scvamele involucrale ale caliciului ovate, foarte late, negre-brunii. Caliciu verde, la vârf brun verde. Dinții caliciului lanceolați, triunghiulari, acuți. Lamina petalelor de 8-12 cm, roșie închisă. | Complexul Muzeal Județean Neamț - Muzeul de Științe Naturale Piatra-Neamț, Neamț | Cimec    |
|      | Campanula carpatica Jacq.                                                   | Descoperit: jud. NEAMȚ, com. CEAHLĂU, Masivul Ceahlău Dimensiuni: L: 20 cm                     | Rizom cilindric, cu rădăcini fasciculate. Tulpină glabră, în partea inferioară culcată, apoi arcuit ascendentă. Frunze radicale rozulare, alungit lanceolate, la vârf acutiuscule. Flori tetramere axilare sau terminale, în capitul îndesuit, la bază cu 2 bractei membranoase. Caliciu campanulat, membranos. Corolă cuneat campanulată, albastră azurie, de lungimea tubului. | Complexul Muzeal Județean Neamț - Muzeul de Științe Naturale Piatra-Neamț, Neamț | Cimec    |
|      | Gypsophila petraea (Baumg.) Rchb.                                           | Descoperit: jud. NEAMȚ, com. CEAHLĂU, Masivul Ceahlău Dimensiuni: L: 9 cm                      | Plantă suriu-verde, mică, tufoasă, formând pernițe compacte. Tulpini mici, erecte, simple, viloase. Frunze liniare relativ îngroșate, obtuziuscule, cele tulpinale opuse, sesile, amplexicaule, la vârf violet nuanțate. Flori albe-trandafirii, în dichazii îngrămădite. Capitule de 1-2 cm diametru. Caliciu 5 - partit, petale 5, stamine 10, stile 2 filiforme. | Complexul Muzeal Județean Neamț - Muzeul de Științe Naturale Piatra-Neamț, Neamț | Cimec    |
|      | Gypsophila petraea (Baumg.) Rchb.                                           | Descoperit: jud. HARGHITA, Masivul Hășmaș- Vf. Suhard Dimensiuni: L: 15 cm                     | Plantă suriu-verde, mică, tufoasă, formând pernițe compacte. Tulpini mici, erecte, simple, viloase. Frunze liniare relativ îngroșate, obtuziuscule, cele tulpinale opuse, sesile, amplexicaule, la vârf violet nuanțate. Flori albe-trandafirii, în dichazii îngrămădite. Capitule de 1-2 cm diametru. Caliciu 5 - partit, petale 5, stamine 10, stile 2 filiforme. | Complexul Muzeal Județean Neamț - Muzeul de Științe Naturale Piatra-Neamț, Neamț | Cimec    |
|      | Centaurea pinnatifida Schur (1866)                                          | Descoperit: jud. HARGHITA, Masivul Hășmaș- Vf. Suhard Dimensiuni: L: 23 cm                     | Rizom repent și subțire. Tulpină scundă, ascendentă, simplă, alb tomentoasă, inferior îndesuit foliată. Frunze bazale și tulpinale inferioare lung pețiolate, lanceolate, acute, penat fidate. Cele mijlocii îngustate la bază, sesile, lanceolate, acute. Toate pe față verzi, pe dos alb argintiu tomentoase. Antodii solitare, lat ovoidale. Foliole involucrale verzi. | Complexul Muzeal Județean Neamț - Muzeul de Științe Naturale Piatra-Neamț, Neamț | Cimec    |
|      | Centaurea pinnatifida Schur (1866)                                          | Descoperit: jud. HARGHITA, Masivul Hășmaș- Vf. Suhard Dimensiuni: L: 24 cm                     | Rizom repent și subțire. Tulpină scundă, ascendentă, simplă, alb tomentoasă, inferior îndesuit foliată. Frunze bazale și tulpinale inferioare lung pețiolate, lanceolate, acute, penat fidate. Cele mijlocii îngustate la bază, sesile, lanceolate, acute. Toate pe față verzi, pe dos alb argintiu tomentoase. Antodii solitare, lat ovoidale. Foliole involucrale verzi. | Complexul Muzeal Județean Neamț - Muzeul de Științe Naturale Piatra-Neamț, Neamț | Cimec    |
|      | Centaurea pinnatifida Schur (1866)                                          | Descoperit: jud. HARGHITA, Masivul Hășmaș- Vf. Suhard Dimensiuni: L: 22 cm                     | Rizom repent și subțire. Tulpină scundă, ascendentă, simplă, alb tomentoasă, inferior îndesuit foliată. Frunze bazale și tulpinale inferioare lung pețiolate, lanceolate, acute, penat fidate. Cele mijlocii îngustate la bază, sesile, lanceolate, acute. Toate pe față verzi, pe dos alb argintiu tomentoase. Antodii solitare, lat ovoidale. Foliole involucrale verzi. | Complexul Muzeal Județean Neamț - Muzeul de Științe Naturale Piatra-Neamț, Neamț | Cimec    |
|      | Helictotrichon decorum (Janka) Henrard, 1940                                | Descoperit: jud. HARGHITA, Masivul Hășmaș- Vf. Suhard Dimensiuni: L: 58 cm                     | Plantă cespitoasă, foarte scurt stoloniferă. Frunze late de 3-5 mm, adesea convolute, pe față des costate, canaliculate, dens și fin păroase, pe dos netede, necostate. Vagine netede sau glabriuscule. Ligula foarte scurtă sau lipsește. Panicul multilateral, contras, de 15 cm, cu ramuri subțiri, flexuoase, cu câte 1-3 spiculețe. Spiculețe cu 3-4 flori. | Complexul Muzeal Județean Neamț - Muzeul de Științe Naturale Piatra-Neamț, Neamț | Cimec    |
|      | Thymus comosus Heuff, 1852                                                  | Descoperit: jud. HARGHITA, Masivul Hășmaș, Cupaș Dimensiuni: L: 9 cm                           | Rizom lemnos, viguros, cu numeroase tulpini suberecte, ascendente și prostrate, abundent ramificate în partea inferioară. Ramuri florifere cilindrice, de jur împrejur fin puberule. Frunze lat ovate, rotunjite, la bază brusc cuneate, cu pețiol lung patent ciliați și lamina glabră, cu nervație marginată. Inflorescență globuloasă, în partea inferioară întreruptă. Flori mari. Caliciu de 3-5 mm, păros pe partea ventrală, pe cea dorsală glabrescent, cu dinți triunghiulari lanceolați. | Complexul Muzeal Județean Neamț - Muzeul de Științe Naturale Piatra-Neamț, Neamț | Cimec    |
|      | Gentiana phlogifolia Schott. et Ky.                                         | Descoperit: jud. HARGHITA, Masivul Hășmaș, Cupaș Dimensiuni: L: 18 cm                          | Rizom cilindric, cu rădăcini fasciculate. Tulpină glabră, în partea inferioară culcată, apoi arcuit ascendentă. Frunze radicale rozulare, alungit lanceolate, la vârf acutiuscule. Flori tetramere axilare sau terminale, în capitul îndesuit, la bază cu 2 bractei memranoase. Caliciu campanulat, membranos. Corolă cuneat campanulată, albastră azurie, de lungimea tubului. | Complexul Muzeal Județean Neamț - Muzeul de Științe Naturale Piatra-Neamț, Neamț | Cimec    |
|      | Gentiana phlogifolia Schott. et Ky.                                         | Descoperit: jud. HARGHITA, Masivul Hășmaș, Cupaș Dimensiuni: L: 17 cm                          | Rizom cilindric, cu rădăcini fasciculate. Tulpină glabră, în partea inferioară culcată, apoi arcuit ascendentă. Frunze radicale rozulare, alungit lanceolate, la vârf acutiuscule. Flori tetramere axilare sau terminale, în capitul îndesuit, la bază cu 2 bractei memranoase. Caliciu campanulat, membranos. Corolă cuneat campanulată, albastră azurie, de lungimea tubului. | Complexul Muzeal Județean Neamț - Muzeul de Științe Naturale Piatra-Neamț, Neamț | Cimec    |
|      | Thymus comosus Heuff, 1852                                                  | Descoperit: jud. NEAMȚ, Cheile Bicazului Dimensiuni: L: 9 cm                                   | Rizom lemnos, viguros, cu numeroase tulpini suberecte, ascendente și prostrate, abundent ramificate în partea inferioară. Ramuri florifere cilindrice, de jur împrejur fin puberule. Frunze lat ovate, rotunjite, la bază brusc cuneate, cu pețiol lung patent ciliați și lamina glabră, cu nervație marginată. Inflorescență globuloasă, în partea inferioară întreruptă. Flori mari. Caliciu de 3-5 mm, păros pe partea ventrală, pe cea dorsală glabrescent, cu dinți triunghiulari lanceolați. | Complexul Muzeal Județean Neamț - Muzeul de Științe Naturale Piatra-Neamț, Neamț | Cimec    |
|      | Campanula polymorpha Witas, 1906                                            | Descoperit: jud. NEAMȚ, com. CEAHLĂU, Masivul Ceahlău Dimensiuni: L: 11 cm                     | Rizom subțire, multicapitat. Tulpină ascendentă, glabră. Frunzele fasciculelor sterile reniforme, groase, late, crenat dințate, lung și fin pețiolate, nu sunt prezente la înflorire. Cele inferioare eliptice sau lanceolate, denticulate, pețiolate sau atenuate în pețiol, cele mijlocii liniar lanceolate, la vârf obtuziuscule. Tulpină paucifloră. Bobocii și florile mari, erecte, albastre violacee închis. Laciniile caliciului variabile, mai scurte decât jumătatea corolei, alipite de corolă. Corolă mare, erectă, campanulată. | Complexul Muzeal Județean Neamț - Muzeul de Științe Naturale Piatra-Neamț, Neamț | Cimec    |
|      | Poa rehmanni A. et G. (1900)                                                | Descoperit: jud. HARGHITA, Masivul Hășmaș- Telecu Mare Dimensiuni: L: 40 cm                    | Plantă deschis verde, lax cespitoasă. Rizom repent. Lăstari extravaginali. Tulpina subțire, glabră, ascendentă, moale. Vagine netede, cilindrice. Frunze îngust liniare, plane, conduplicate, late de 1,5-3 cm. Ligula foarte scurtă: panicul oblong, de până la 10 cm, la înflorire răsfirat, sărac, cu ramurile scabre, cele inferioare câte două. Spiculețe ovat lanceolate, lungi de 2-6 mm, cu 2-6 flori, verzi până la brunii-deschis. Glume lanceolate, acute. Paleea inferioară lanceolată, obtuziusculă. | Complexul Muzeal Județean Neamț - Muzeul de Științe Naturale Piatra-Neamț, Neamț | Cimec    |
|      | Coada iepurelui                                                             | Descoperit: jud. HARGHITA, Masivul Hășmaș- vf. Suhardu Mare Dimensiuni: L: 42 cm               | Plantă dens cespitoasă. Tulpină erectă, foliată până la mijloc. Frunze bazale conduplicate, acute, pe față cenușii, scabre, pe margini foarte scabre. Ligula foarte scurtă. Panicul spiciform dens, ovoidal. Spiculețe lungi de 3-6 mm, murdar albăstrui. Glume ovat lanceolate, de 3-4 mm, coriacee, dispers păroase, uninervate, cu aristă lungă de 0,5-2,5 mm. Paleea inferioară ovată, de 3-4 mm, glabră, 3- dințată. Paleea superioară de 3-5 mm. | Complexul Muzeal Județean Neamț - Muzeul de Științe Naturale Piatra-Neamț, Neamț | Cimec    |
|      | Thymus comosus Heuff.                                                       | Descoperit: jud. NEAMȚ, Cheile Bicazului Dimensiuni: L: 9 cm                                   | Rizom lemnos, viguros, cu numeroase tulpini suberecte, ascendente și prostrate, abundent ramificate în partea inferioară. Ramuri florifere cilindrice, de jur împrejur fin puberule. Frunze lat ovate, rotunjite, la bază brusc cuneate, cu pețiol lung patent ciliați și lamina glabră, cu nervație marginată. Inflorescență globuloasă, în partea inferioară întreruptă. Flori mari. Caliciu de 3-5 mm, păros pe partea ventrală, pe cea dorsală glabrescent, cu dinți triunghiulari lanceolați. | Complexul Muzeal Județean Neamț - Muzeul de Științe Naturale Piatra-Neamț, Neamț | Cimec    |
|      | Trollius europaeus L., 1753                                                 | Descoperit: jud. NEAMȚ, Depresiunea Bicăjel Dimensiuni: 25 cm                                  | Plante cu tulpini glabre, puțin ramificate. Frunze tulpinale sesile, cele bazale pețiolate, palmat-sectate. Flori actonomorfe globuloase, cu diametrul de 4-5 cm, solitare, pe un peduncul lung. Folioleleperiantului 5-15, petaloide, galbene, concave, se acoperă formând o floare globuloasă. Stamine multe, cu antere mai scurte de jumătatea filamentelor. | Muzeul de Științe Naturale, Piatra Neamț                                         | Cimec    |
|      | Primula elatior (L.) Hill. ssp. leucophylla (Pax) Harrison, 1897            | Descoperit: jud. NEAMȚ, com. PÂNGĂRAȚI, Curmătura Babei Dimensiuni: 15 cm                      | Rizom cilindric, cu resturi de frunze vechi și care emite rozete de frunze. Tulpină înaltă de 30 cm, erectă, neramificată. Frunze pe față slab, pe dos des suriu lanuginoase, întregi. Antodii emisferice, îngrămădite în cime dense, capituliforme, cu foliole inegale, stelat extinse, mai ales pe față des alb lanat tomentoase. Foliole involucrale ovat lanceolate, pe dos lanuginoase, bruniu- negre. Florile discului tubuloase, sterile, cele radiare în mai multe serii. Rareori antodiile sunt monoice. Flori puțin mai scurte decât papusul. Achenă de 1 mm lungime. | Muzeul de Științe Naturale, Piatra Neamț                                         | Cimec    |
|      | Campanula carpatica Jacq.                                                   | Descoperit: jud. NEAMȚ, com. Ceahlău, Masivul Ceahlău Dimensiuni: L: 14 cm                     | Rizom cilindric, cu rădăcini fasciculate. Tulpină glabră, în partea inferioară culcată, apoi arcuit ascendentă. Frunze radicale rozulare, alungit lanceolate, la vârf acutiuscule. Flori tetramere axilare sau terminale, în capitul îndesuit, la bază cu 2 bractei membranoase. Caliciu campanulat, membranos. Corolă cuneat campanulată, albastră azurie, de lungimea tubului. | Muzeul de Științe Naturale, Piatra Neamț                                         | Cimec    |
|      | Campanula carpatica Jacq.                                                   | Descoperit: jud. NEAMȚ, com. CEAHLĂU, Masivul Ceahlău Dimensiuni: 15 cm                        | Rizom cilindric, cu rădăcini fasciculate. Tulpină glabră, în partea inferioară culcată, apoi arcuit ascendentă. Frunze radicale rozulare, alungit lanceolate, la vârf acutiuscule. Flori tetramere axilare sau terminale, în capitul îndesuit, la bază cu 2 bractei membranoase. Caliciu campanulat, membranos. Corolă cuneat campanulată, albastră azurie, de lungimea tubului. | Muzeul de Științe Naturale, Piatra Neamț                                         | Cimec    |
|      | Phyteuma tetramerum Schur                                                   | Descoperit: jud. SUCEAVA, Masivul Rarău Dimensiuni: 30 cm                                      | Plantă scundă, cu rizom relativ gros, cilindric, cu rozetă bazală. Tulpină glabră, simplă, erectă. Frunze bazale întregi, liniare, cele tulpinale 1-3, cele superioare ovat lanceolate, cu baza mai dilatată. Toate frunzele întregi sau neânsemnat dințate la vârf. Inflorescența- capitul terminal globulos cu 5-12 flori albastru violacee. Caliciu cu dinți îngust triunghiulari. | Muzeul de Științe Naturale, Piatra Neamț                                         | Cimec    |
|      | Phyteuma tetramerum Schur                                                   | Descoperit: jud. SUCEAVA, Masivul Rarău Dimensiuni: 31 cm                                      | Plantă scundă, cu rizom relativ gros, cilindric, cu rozetă bazală. Tulpină glabră, simplă, erectă. Frunze bazale întregi, liniare, cele tulpinale 1-3, cele superioare ovat lanceolate, cu baza mai dilatată. Toate frunzele întregi sau neânsemnat dințate la vârf. Inflorescența- capitul terminal globulos cu 5-12 flori albastru violacee. Caliciu cu dinți îngust triunghiulari. | Muzeul de Științe Naturale, Piatra Neamț                                         | Cimec    |
|      | Centaurea pinnatifida Schur (1866)                                          | Descoperit: jud. NEAMȚ, com. CEAHLĂU, Masivul Ceahlău Dimensiuni: 15 cm                        | Rizom repent și subțire. Tulpină scundă, ascendentă, simplă, alb tomentoasă, inferior îndesuit foliată. Frunze bazale și tulpinale inferioare lung pețiolate, lanceolate, acute, penat fidate. Cele mijlocii îngustate la bază, sesile, lanceolate, acute. Toate pe față verzi, pe dos alb argintiu tomentoase. Antodii solitare, lat ovoidale. Foliole involucrale verzi. | Muzeul de Științe Naturale, Piatra Neamț                                         | Cimec    |
|      | Leontopodium alpinum Cass., 1821                                            | Descoperit: jud. NEAMȚ, com. CEAHLĂU, Masivul Ceahlău Dimensiuni: 12 cm                        | Rizom cilindric, cu resturi de frunze vechi și care emite rozete de frunze. Tulpină înaltă de 30 cm, erectă, neramificată. Frunze pe față slab, pe dos des suriu lanuginoase, întregi. Antodii emisferice, îngrămădite în cime dense, capituliforme, cu foliole inegale, stelat extinse, mai ales pe față des alb lanat tomentoase. Foliole involucrale ovat lanceolate, pe dos lanuginoase, bruniu- negre. Florile discului tubuloase, sterile, cele radiare în mai multe serii. Rareori antodiile sunt monoice. Flori puțin mai scurte decât papusul. Achenă de 1 mm lungime. | Muzeul de Științe Naturale, Piatra Neamț                                         | Cimec    |
|      | Leontopodium alpinum Cass., 1821                                            | Descoperit: jud. NEAMȚ, com. CEAHLĂU, Masivul Ceahlău, Detunatele Dimensiuni: 14 cm            | Rizom cilindric, cu resturi de frunze vechi și care emite rozete de frunze. Tulpină înaltă de 30 cm, erectă, neramificată. Frunze pe față slab, pe dos des suriu lanuginoase, întregi. Antodii emisferice, îngrămădite în cime dense, capituliforme, cu foliole inegale, stelat extinse, mai ales pe față des alb lanat tomentoase. Foliole involucrale ovat lanceolate, pe dos lanuginoase, bruniu- negre. Florile discului tubuloase, sterile, cele radiare în mai multe serii. Rareori antodiile sunt monoice. Flori puțin mai scurte decât papusul. Achenă de 1 mm lungime. | Muzeul de Științe Naturale, Piatra Neamț                                         | Cimec    |
|      | Leontopodium alpinum Cass., 1821                                            | Descoperit: jud. NEAMȚ, com. CEAHLĂU, Masivul Ceahlău- Detunatele Dimensiuni: 14 cm            | Rizom cilindric, cu resturi de frunze vechi și care emite rozete de frunze. Tulpină înaltă de 30 cm, erectă, neramificată. Frunze pe față slab, pe dos des suriu lanuginoase, întregi. Antodii emisferice, îngrămădite în cime dense, capituliforme, cu foliole inegale, stelat extinse, mai ales pe față des alb lanat tomentoase. Foliole involucrale ovat lanceolate, pe dos lanuginoase, bruniu- negre. Florile discului tubuloase, sterile, cele radiare în mai multe serii. Rareori antodiile sunt monoice. Flori puțin mai scurte decât papusul. Achenă de 1 mm lungime. | Muzeul de Științe Naturale, Piatra Neamț                                         | Cimec    |
|      | Gypsophila petraea (Baumg.) Rchb.                                           | Descoperit: jud. NEAMȚ, com. CEAHLĂU, Masivul Ceahlău Dimensiuni: 11 cm                        | Plantă suriu-verde, mică, tufoasă, formând pernițe compacte. Tulpini mici, erecte, simple, viloase. Frunze liniare relativ îngroșate, obtuziuscule, cele tulpinale opuse, sesile, amplexicaule, la vârf violet nuanțate. Flori albe- trandafirii, în dichazii îngrămădite. Capitule de 1-2 cm diametru. Caliciu 5- partit, petale 5, stamine 10, stile 2 filiforme. | Muzeul de Științe Naturale, Piatra Neamț                                         | Cimec    |
|      | Gypsophila petraea (Baumg.) Rchb. (1832)                                    | Descoperit: jud. NEAMȚ, com. CEAHLĂU, Masivul Ceahlău Dimensiuni: 10 cm                        | Plantă suriu-verde, mică, tufoasă, formând pernițe compacte. Tulpini mici, erecte, simple, viloase. Frunze liniare relativ îngroșate, obtuziuscule, cele tulpinale opuse, sesile, amplexicaule, la vârf violet nuanțate. Flori albe- trandafirii, în dichazii îngrămădite. Capitule de 1-2 cm diametru. Caliciu 5- partit, petale 5, stamine 10, stile 2 filiforme. | Muzeul de Științe Naturale, Piatra Neamț                                         | Cimec    |
|      | Silene zawadzkii Herb., 1843                                                | Descoperit: jud. HARGHITA, Masivul Hășmaș, vf. Suhardu Mare Dimensiuni: 16 cm                  | Tulpină ascendentă, pubescentă, simplă, cu 3 flori. Frunze pieloase, îngroșate, mărunt ciliate pe margini, glabre, late de 1-4 cm, oblomgi, acuminate; cele tulpinale mai mici, lanceolate. Petale întregi, coronate, caliciu puțin umflat. | Muzeul de Științe Naturale, Piatra Neamț                                         | Cimec    |
|      | Silene zawadzkii Herb., 1835                                                | Descoperit: jud. HARGHITA, Masivul Hășmaș, vf. Suhardu Mare Dimensiuni: 15 cm                  | Tulpină înaltă de 28 cm, ascendentă, pubescentă, simplă, unifloră sau cimoasă. Inflorescența din 1-7 flori. Frunze pieloase, îngroșate, glabre, mărunt ciliate pe margini, cele radicale oblongi, late de 1-4 cm, acuminate, subsesile, îndesuite, cele tulpinale mai mici, lanceolate sau liniare. Caliciu de 1,5 cm, puțin umflat, multistriat, reticulat, pubescent. | Muzeul de Științe Naturale, Piatra Neamț                                         | Cimec    |
|      | Silene zawadzkii (Herb.) A. Br. (1843)                                      | Descoperit: jud. HARGHITA, Masivul Hășmaș, vf. Suhardu Mare Dimensiuni: 17 cm                  | Tulpină ascendentă, pubescentă, simplă, cu 3 flori. Frunze pieloase, îngroșate, mărunt ciliate pe margini, glabre, late de 1-4 cm, oblomgi, acuminate; cele tulpinale mai mici, lanceolate. Petale întregi, coronate, caliciu puțin umflat. | Muzeul de Științe Naturale, Piatra Neamț                                         | Cimec    |
|      | Dianthus petraeus Wald. et Kit. ssp. spiculifolius (Schur) Ciocârlan        | Descoperit: jud. HARGHITA, Masivul Hășmaș, vf. Suhardu Mare Dimensiuni: 20 cm                  | Rădăcină solidă, multicapitată. Plantă tufoasă, cu tulpini numeroase, tetragonale, cu 1-2 flori albe sau rozee. Frunze verzi, liniar subulate, neînțepătoare, 3- nervate, pe margini scabre, late de 1-1,5 mm, cu vagina de 2 mm. Caliciu glabru, verde sau purpuriu nuanțat. Dinții caliciului pe margini dens sbârlit păroși și scurt aristați. Lamina petalelor lungă de 1-2 cm, albă sau rozee, subrotundă. | Muzeul de Științe Naturale, Piatra Neamț                                         | Cimec    |
|      | Thymus comosus Heuff. et Gris. (1852)                                       | Descoperit: jud. NEAMȚ, com. BICAZ-CHEI, Masivul Hășmaș, Cheile Șugăului Dimensiuni: 8 cm      | Rizom lemnos, viguros, cu numeroase tulpini suberecte, ascendente și prostrate, abundent ramificate în partea inferioară. Ramuri florifere cilindrice, de jur împrejur fin puberule. Frunze lat ovate, rotunjite, la bază brusc cuneate, cu pețiol lung patent ciliați și lamina glabră, cu nervație marginată. Inflorescență globuloasă, în partea inferioară întreruptă. Flori mari. Caliciu de 3-5 mm, păros pe partea ventrală, pe cea dorsală glabrescent, cu dinți triunghiulari lanceolați. | Muzeul de Științe Naturale, Piatra Neamț                                         | Cimec    |
|      | Thymus comosus Heuff. et Gris. (1852)                                       | Descoperit: jud. NEAMȚ, com. BICAZ-CHEI, Cheile Bicazului Dimensiuni: 11 cm                    | Rizom lemnos, viguros, cu numeroase tulpini suberecte, ascendente și prostrate, abundent ramificate în partea inferioară. Ramuri florifere cilindrice, de jur împrejur fin puberule. Frunze lat ovate, rotunjite, la bază brusc cuneate, cu pețiol lung patent ciliați și lamina glabră, cu nervație marginată. Inflorescență globuloasă, în partea inferioară întreruptă. Flori mari. Caliciu de 3-5 mm, păros pe partea ventrală, pe cea dorsală glabrescent, cu dinți triunghiulari lanceolați. | Muzeul de Științe Naturale, Piatra Neamț                                         | Cimec    |
|      | Leucanthemum waldsteinii (Schultz) Pouzar                                   | Descoperit: jud. NEAMȚ, Cheile Bicăjelului Dimensiuni: 40 cm                                   | Rizom oblic. Tulpină arcuită la bază, simplă, foliată până aproape de inflorescență. Frunze bazale orbiculare, cordate, lung pețiolate, adânc crenate, glabre. Cele tulpinale inferioare subrotunde, brusc atenuate în pețiol; cele mijlocii și superioare lent prelungite. Antodiu mare. Involucru semiglobulos, turtit, cu foliole multiseriate, alungit triunghiulare, pe margini negre. Flori radiare albe, îngust lanceolate, lungi până la 3 cm. | Muzeul de Științe Naturale, Piatra Neamț                                         | Cimec    |
|      | Thymus pulcherrimus Schur, 1866                                             | Descoperit: jud. NEAMȚ, com. CEAHLĂU, Masivul Ceahlău Dimensiuni: 10 cm                        | Rizom lemnos, scurt, ramificat la bază care emite tulpini sterile lung repente și lăstari repenți, care poartă ramuri florifere scurte, păroase pe muchii. Frunze rotunjit lat ovate sau orbiculare, la bază cuneate sau trunchiate, glabre sau pe ambele fețe lung păroase, scurt pețiolate, cu pețioli ciliați. Inflorescenșe capitule globuloase. Caliciu negru purpuriu, glandulos punctat, cu peri rari. Corolă purpurie, mare, care întrece de 2 ori caliciul. | Muzeul de Științe Naturale, Piatra Neamț                                         | Cimec    |
|      | Thymus pulcherrimus Schur, 1866                                             | Descoperit: jud. NEAMȚ, com. CEAHLĂU, Masivul Ceahlău Dimensiuni: 8 cm                         | Rizom lemnos, scurt, ramificat la bază care emite tulpini sterile lung repente și lăstari repenți, care poartă ramuri florifere scurte, păroase pe muchii. Frunze rotunjit lat ovate sau orbiculare, la bază cuneate sau trunchiate, glabre sau pe ambele fețe lung păroase, scurt pețiolate, cu pețioli ciliați. Inflorescenșe capitule globuloase. Caliciu negru purpuriu, glandulos punctat, cu peri rari. Corolă purpurie, mare, care întrece de 2 ori caliciul. | Muzeul de Științe Naturale, Piatra Neamț                                         | Cimec    |
|      | Centaurea pinnatifida Schur, 1866                                           | Descoperit: jud. HARGHITA, Masivul Hășmaș, vf. Suhard Dimensiuni: 15 cm                        | Rizom repent și subțire. Tulpină scundă, ascendentă, simplă, alb tomentoasă, inferior îndesuit foliată. Frunze bazale și tulpinale inferioare lung pețiolate, lanceolate, acute, penat fidate. Cele mijlocii îngustate la bază, sesile, lanceolate, acute. Toate pe față verzi, pe dos alb argintiu tomentoase. Antodii solitare, lat ovoidale. Foliole involucrale verzi. | Muzeul de Științe Naturale, Piatra Neamț                                         | Cimec    |
|      | Centaurea pinnatifida Schur, 1866                                           | Descoperit: jud. HARGHITA, Masivul Hășmaș, vf. Suhard Dimensiuni: 13 cm                        | Rizom repent și subțire. Tulpină scundă, ascendentă, simplă, alb tomentoasă, inferior îndesuit foliată. Frunze bazale și tulpinale inferioare lung pețiolate, lanceolate, acute, penat fidate. Cele mijlocii îngustate la bază, sesile, lanceolate, acute. Toate pe față verzi, pe dos alb argintiu tomentoase. Antodii solitare, lat ovoidale. Foliole involucrale verzi. | Muzeul de Științe Naturale, Piatra Neamț                                         | Cimec    |
|      | Dianthus tenuifolius; Schur 1859                                            | Descoperit: jud. NEAMȚ, com. CEAHLĂU Dimensiuni: L. 21 cm                                      | Plantă de 22 cm, îndesuit cespitoasă. Tulpini numeroase. Frunze tulpinale liniare, acute, trinerve. Glomerule florale cu puține flori. Bractei ierboase sau uscate. Scvamele involucrale ale caliciului ovate, foarte late, negre- brunii. Caliciu verde, la vârf brun verde. Dinții caliciului lanceolați, triunghiulari, acuți. Lamina petalelor de 8-12 cm, roșie închisă. | Muzeul de Științe Naturale, Piatra Neamț                                         | Cimec    |
|      | Dianthus tenuifolius; Schur 1859                                            | Descoperit: jud. SUCEAVA, Masivul Rarău Dimensiuni: 20 cm                                      | Plantă de 22 cm, îndesuit cespitoasă. Tulpini numeroase. Frunze tulpinale liniare, acute, trinerve. Glomerule florale cu puține flori. Bractei ierboase sau uscate. Scvamele involucrale ale caliciului ovate, foarte late, negre- brunii. Caliciu verde, la vârf brun verde. Dinții caliciului lanceolați, triunghiulari, acuți. Lamina petalelor de 8-12 cm, roșie închisă. | Muzeul de Științe Naturale, Piatra Neamț                                         | Cimec    |
|      | Silene zawadzkii Herb., 1835                                                | Descoperit: jud. HARGHITA, Masivul Hășmaș, vf. Suhard Dimensiuni: L. 25 cm                     | Tulpină înaltă de 28 cm, ascendentă, pubescentă, simplă, unifloră sau cimoasă. Inflorescența din 1-7 flori. Frunze pieloase, îngroșate, glabre, mărunt ciliate pe margini, cele radicale oblongi, late de 1-4 cm, acuminate, subsesile, îndesuite, cele tulpinale mai mici, lanceolate sau liniare. Caliciu de 1,5 cm, puțin umflat, multistriat, reticulat, pubescent. | Muzeul de Științe Naturale, Piatra Neamț                                         | Cimec    |
|      | Leontopodium alpinum Cass., 1821                                            | Descoperit: jud. NEAMȚ, com. Ceahlău, Muntele Ceahlău Dimensiuni: L: 14 cm                     | Rizom cilindric, acoperit cu resturi de frunze vechi. Tulpină înaltă de 15 cm, neramificată, tomentoasă. Frunzele rozetei sublanceolate, obtuziuscule, cele tulpinale alungit lanceolate. Frunze pe față slab, pe dos des suriu lanuginoase. Antodii emisferice îngrămădite în cime dense, capituliforme, înconjurate de 5-15 foliole lanceolate, inegale ca lungime, mai ales pe față alb lanat tomentoase. Foliole involucrale imbricate, ovat lanceolate, pe dos lanuginoase, la vârf glabre. Florile discului tubuloase, femele, sterile, cele radiare femele, în mai multe serii, îngust tubuloase. Rareori antodiile sunt monoice. Flori mai scurte decât papusul.                                    | Muzeul de Științe Naturale, Piatra Neamț                                         | Cimec    |
|      | Leontopodium alpinum Cass., 1821                                            | Descoperit: jud. HARGHITA, Masivul Hășmaș, Telecu Mare Dimensiuni: L=23 cm                     | Rizom cilindric, cu resturi de frunze vechi și care emite rozete de frunze. Tulpină înaltă de 30 cm, erectă, neramificată. Frunze pe față slab, pe dos des suriu lanuginoase, întregi. Antodii emisferice, îngrămădite în cime dense, capituliforme, cu foliole inegale, stelat extinse, mai ales pe față des alb lanat tomentoase. Foliole involucrale ovat lanceolate, pe dos lanuginoase, bruniu- negre. Florile discului tubuloase, sterile, cele radiare în mai multe serii. Rareori antodiile sunt monoice. Flori puțin mai scurte decât papusul. Achenă de 1 mm lungime. | Muzeul de Științe Naturale, Piatra Neamț                                         | Cimec    |
|      | Gypsophila petraea (Baumg.) Rchb.                                           | Descoperit: jud. HARGHITA, Masivul Hășmaș Dimensiuni: 9 cm                                     | Plantă suriu-verde, mică, tufoasă, formând pernițe compacte. Tulpini mici, erecte, simple, viloase. Frunze liniare relativ îngroșate, obtuziuscule, cele tulpinale opuse, sesile, amplexicaule, la vârf violet nuanțate. Flori albe- trandafirii, în dichazii îngrămădite. Capitule de 1-2 cm diametru. Caliciu 5- partit, petale 5, stamine 10, stile 2 filiforme. | Muzeul de Științe Naturale, Piatra Neamț                                         | Cimec    |
|      | Symphytum cordatum; W. et K. 1802                                           | Descoperit: jud. HARGHITA, Masivul Hășmaș- Telecu Mare Dimensiuni: L: 34 cm                    | Rizom gros, cărnos, orizontal repent, ramificat. În primul an emite 1-2 frunze bazale, în anul următor una sau mai multe tulpini. Tulpină simplă, înaltă de 25 cm, glabrescentă, cu puțini perișori. Frunze bazale lung pețiolate, scurt acuminate la vârf, la bază adânc cordate, pe față glabriuscule. Frunze tulpinale 2-3, lat ovate, la bază cordate, scurt pețiolate. Cincine pauciflore, cu pediceli mărunt pubescenți și cu peri mai lungi, disperși. Caliciu pubescent, cu 5 lacinii lanceolate, ciliate. Coraola auriu galbenă, de 2 ori mai lungă decât caliciul. | Muzeul de Științe Naturale, Piatra Neamț                                         | Cimec    |
|      | Dianthus petraeus Wald. et Kit. ssp. spiculifolius Schur (1866)             | Descoperit: jud. NEAMȚ, Cheile Bicazului Dimensiuni: L: 20 cm                                  | Rădăcină solidă, multicapitată. Plantă tufoasă, cu tulpini numeroase, tetragonale, cu 1-2 flori albe sau rozee. Frunze verzi, liniar subulate, neînțepătoare, 3- nervate, pe margini scabre, late de 1-1,5 mm, cu vagina de 2 mm. Caliciu glabru, verde sau purpuriu nuanțat. Dinții caliciului pe margini dens sbârlit păroși și scurt aristați. Lamina petalelor lungă de 1-2 cm, albă sau rozee, subrotundă. | Muzeul de Științe Naturale, Piatra Neamț                                         | Cimec    |
|      | Dianthus petraeus Wald. et Kit. ssp. spiculifolius (Schur) Ciocârlan        | Descoperit: jud. HARGHITA, Masivul Hășmaș, vf. Suhard Dimensiuni: L: 21 cm                     | Rădăcină solidă, multicapitată. Plantă tufoasă, cu tulpini numeroase, tetragonale, cu 1-2 flori albe sau rozee. Frunze verzi, liniar subulate, neînțepătoare, 3- nervate, pe margini scabre, late de 1-1,5 mm, cu vagina de 2 mm. Caliciu glabru, verde sau purpuriu nuanțat. Dinții caliciului pe margini dens sbârlit păroși și scurt aristați. Lamina petalelor lungă de 1-2 cm, albă sau rozee, subrotundă. | Muzeul de Științe Naturale, Piatra Neamț                                         | Cimec    |
|      | Centaurea pinnatifida; Schur 1866                                           | Descoperit: jud. HARGHITA, MasivulHășmaș, vf. Suhard Dimensiuni: L: 13 cm                      | Rizom repent și subțire. Tulpină scundă, ascendentă, simplă, alb tomentoasă, inferior îndesuit foliată. Frunze bazale și tulpinale inferioare lung pețiolate, lanceolate, acute, penat fidate. Cele mijlocii îngustate la bază, sesile, lanceolate, acute. Toate pe față verzi, pe dos alb argintiu tomentoase. Antodii solitare, lat ovoidale. Foliole involucrale verzi. | Muzeul de Științe Naturale, Piatra Neamț                                         | Cimec    |
|      | Campanula carpatica; Jacq. 1770                                             | Descoperit: jud. NEAMȚ, Cheile Bicazului Dimensiuni: L: 15 cm                                  | Rizom cilindric, cu rădăcini fasciculate. Tulpină glabră, în partea inferioară culcată, apoi arcuit ascendentă. Frunze radicale rozulare, alungit lanceolate, la vârf acutiuscule. Flori tetramere axilare sau terminale, în capitul îndesuit, la bază cu 2 bractei memranoase. Caliciu campanulat, membranos. Corolă cuneat campanulată, albastră azurie, de lungimea tubului. | Muzeul de Științe Naturale, Piatra Neamț                                         | Cimec    |
|      | Campanula carpatica Jacq.                                                   | Descoperit: jud. NEAMȚ, Cheile Bicazului Dimensiuni: L: 12 cm                                  | Rizom cilindric, cu rădăcini fasciculate. Tulpină glabră, în partea inferioară culcată, apoi arcuit ascendentă. Frunze radicale rozulare, alungit lanceolate, la vârf acutiuscule. Flori tetramere axilare sau terminale, în capitul îndesuit, la bază cu 2 bractei memranoase. Caliciu campanulat, membranos. Corolă cuneat campanulată, albastră azurie, de lungimea tubului. | Muzeul de Științe Naturale, Piatra Neamț                                         | Cimec    |
|      | Primula elatior (L.) Hill. ssp. leucophylla (Pax) Harrison, 1897            | Descoperit: jud. NEAMȚ, com. PÂNGĂRAȚI, Curmătura Babei Dimensiuni: L. 22 cm                   | Rizom cilindric, cu resturi de frunze vechi și care emite rozete de frunze. Tulpină înaltă de 30 cm, erectă, neramificată. Frunze pe față slab, pe dos des suriu lanuginoase, întregi. Antodii emisferice, îngrămădite în cime dense, capituliforme, cu foliole inegale, stelat extinse, mai ales pe față des alb lanat tomentoase. Foliole involucrale ovat lanceolate, pe dos lanuginoase, bruniu- negre. Florile discului tubuloase, sterile, cele radiare în mai multe serii. Rareori antodiile sunt monoice. Flori puțin mai scurte decât papusul. Achenă de 1 mm lungime. | Muzeul de Științe Naturale, Piatra Neamț                                         | Cimec    |
|      | Primula elatior (L.) Hill. ssp. leucophylla (Pax) Harrison, 1897            | Descoperit: jud. NEAMȚ, com. PÂNGĂRAȚI, Curmătura Babei Dimensiuni: 12 cm                      | Rizom cilindric, cu resturi de frunze vechi și care emite rozete de frunze. Tulpină înaltă de 30 cm, erectă, neramificată. Frunze pe față slab, pe dos des suriu lanuginoase, întregi. Antodii emisferice, îngrămădite în cime dense, capituliforme, cu foliole inegale, stelat extinse, mai ales pe față des alb lanat tomentoase. Foliole involucrale ovat lanceolate, pe dos lanuginoase, bruniu- negre. Florile discului tubuloase, sterile, cele radiare în mai multe serii. Rareori antodiile sunt monoice. Flori puțin mai scurte decât papusul. Achenă de 1 mm lungime. | Muzeul de Științe Naturale, Piatra Neamț                                         | Cimec    |
|      | Primula elatior (L.) Grufb. ssp. leucophylla; Pax. 1897                     | Descoperit: jud. NEAMȚ, com. PÂNGĂRAȚI, Curmătura Babei Dimensiuni: L:20 cm                    | Rizom cilindric, cu resturi de frunze vechi și care emite rozete de frunze. Tulpină înaltă de 30 cm, erectă, neramificată. Frunze pe față slab, pe dos des suriu lanuginoase, întregi. Antodii emisferice, îngrămădite în cime dense, capituliforme, cu foliole inegale, stelat extinse, mai ales pe față des alb lanat tomentoase. Foliole involucrale ovat lanceolate, pe dos lanuginoase, bruniu- negre. Florile discului tubuloase, sterile, cele radiare în mai multe serii. Rareori antodiile sunt monoice. Flori puțin mai scurte decât papusul. Achenă de 1 mm lungime. | Muzeul de Științe Naturale, Piatra Neamț                                         | Cimec    |
|      | Primula elatior (L.) Grufb. ssp. leucophylla Pax 1897                       | Descoperit: jud. NEAMȚ, com. PÂNGĂRAȚI, Curmătura Babei Dimensiuni: L: 22 cm                   | Rizom cilindric, cu resturi de frunze vechi și care emite rozete de frunze. Tulpină înaltă de 30 cm, erectă, neramificată. Frunze pe față slab, pe dos des suriu lanuginoase, întregi. Antodii emisferice, îngrămădite în cime dense, capituliforme, cu foliole inegale, stelat extinse, mai ales pe față des alb lanat tomentoase. Foliole involucrale ovat lanceolate, pe dos lanuginoase, bruniu- negre. Florile discului tubuloase, sterile, cele radiare în mai multe serii. Rareori antodiile sunt monoice. Flori puțin mai scurte decât papusul. Achenă de 1 mm lungime. | Muzeul de Științe Naturale, Piatra Neamț                                         | Cimec    |
|      | Dianthus tenuifolius Schur 1859                                             | Descoperit: jud. HARGHITA, Lacu Roșu Dimensiuni: L: 20 cm                                      | Plantă de 22 cm, îndesuit cespitoasă. Tulpini numeroase. Frunze tulpinale liniare, acute, trinerve. Glomerule florale cu puține flori. Bractei ierboase sau uscate. Scvamele involucrale ale caliciului ovate, foarte late, negre-brunii. Caliciu verde, la vârf brun verde. Dinții caliciului lanceolați, triunghiulari, acuți. Lamina petalelor de 8-12 cm, roșie închisă. | Muzeul de Științe Naturale, Piatra Neamț                                         | Cimec    |
|      | Dianthus tenuifolius Schur, 1859                                            | Descoperit: jud. HARGHITA, Lacu Roșu Dimensiuni: L: 20 cm                                      | Plantă de 22 cm, îndesuit cespitoasă. Tulpini numeroase. Frunze tulpinale liniare, acute, trinerve. Glomerule florale cu puține flori. Bractei ierboase sau uscate. Scvamele involucrale ale caliciului ovate, foarte late, negre-brunii. Caliciu verde, la vârf brun verde. Dinții caliciului lanceolați, triunghiulari, acuți. Lamina petalelor de 8-12 cm, roșie închisă. | Muzeul de Științe Naturale, Piatra Neamț                                         | Cimec    |
|      | Dianthus tenuifolius; Schur 1859                                            | Descoperit: jud. NEAMȚ, com. Ceahlău, Masivul Ceahlău Dimensiuni: L. 18 cm                     | Plantă de 22 cm, îndesuit cespitoasă. Tulpini numeroase. Frunze tulpinale liniare, acute, trinerve. Glomerule florale cu puține flori. Bractei ierboase sau uscate. Scvamele involucrale ale caliciului ovate, foarte late, negre- brunii. Caliciu verde, la vârf brun verde. Dinții caliciului lanceolați, triunghiulari, acuți. Lamina petalelor de 8-12 cm, roșie închisă. | Muzeul de Științe Naturale, Piatra Neamț                                         | Cimec    |
|      | Silene zawadzkii; Herb 1843                                                 | Descoperit: jud. NEAMȚ, com. CEAHLĂU, Masivul Ceahlău Dimensiuni: L: 19 cm                     | Tulpină ascendentă, pubescentă, simplă, cu 3 flori. Frunze pieloase, îngroșate, mărunt ciliate pe margini, glabre, late de 1-4 cm, oblomgi, acuminate; cele tulpinale mai mici, lanceolate. Petale întregi, coronate, caliciu puțin umflat. | Muzeul de Științe Naturale, Piatra Neamț                                         | Cimec    |
|      | Silene zawadzkii Herb., 1835                                                | Descoperit: jud. NEAMȚ, com. CEAHLĂU, Masivul Ceahlău Dimensiuni: L: 37 cm                     | Tulpină înaltă de 37 cm, ascendentă, pubescentă, simplă, paucifloră. Inflorescența compusă din 1-7 flori. Frunze pieloase, îngroșate, glabre, scabre, mărunt ciliate pe margini, late de 1-4 cm, acuminate, îndesuite. Caliciu lung de 1,5 cm, puțin umflat, multistriat, reticulat, pubescent, cu dinți ovați, obtuzi. Petale întregi, coronate. | Muzeul de Științe Naturale, Piatra Neamț                                         | Cimec    |
|      | Ranunculus carpaticus Herb., 1836                                           | Descoperit: jud. NEAMȚ, com. CEAHLĂU, Masivul Ceahlău Dimensiuni: L. 20 cm                     | Rizom orizontal alb, cu rădăcini fibroase abundente. Tulpină erectă, înaltă de 20 cm, simplă, unifloră.Frunze bazale 1-3, mari, lung pețiolate. Frunza tulpinală inferioară asemănătoare cu cele bazale, cea superioară sesilă, cu lacinii lanceolate. Flori mari, de 3-4 cm în diametru, galbene aurii. Sepale 5, păroase, petale de 2 cm lungime, stamine numeroase, carpele cu stigmat recurbat. | Muzeul de Științe Naturale, Piatra Neamț                                         | Cimec    |
|      | Ranunculus carpaticus; Herb. 1836                                           | Descoperit: jud. NEAMȚ, com. CEAHLĂU, Masivul Ceahlău Dimensiuni: L: 17 cm                     | Rizom orizontal, alb, gros, cu rădăcini fibroase abundente. Tulpină erectă, înaltă de 18 cm, simplă. Toată planta glabrescentă. Frunze bazale 1-3, mari, late, lung pețiolate, adânc trisectate, lat rombic obovate. Frunza superioară sesilă. Flori mari, de 3-4 cm diametru, galbene- aurii. Sepale 5, alungit ovale, petale de 2 cm, lat obovate, stamine numeroase. | Muzeul de Științe Naturale, Piatra Neamț                                         | Cimec    |
|      | Ranunculus carpaticus Herb.,1836                                            | Descoperit: jud. NEAMȚ, com. CEAHLĂU, Masivul Ceahlău Dimensiuni: L: 15 cm                     | Rizom orizontal, alb, gros, cu rădăcini fibroase abundente. Tulpină erectă, înaltă de 18 cm, simplă. Toată planta glabrescentă. Frunze bazale 1-3, mari, late, lung pețiolate, adânc trisectate, lat rombic obovate. Frunza superioară sesilă. Flori mari, de 3-4 cm diametru, galbene- aurii. Sepale 5, alungit ovale, petale de 2 cm, lat obovate, stamine numeroase. | Muzeul de Științe Naturale, Piatra Neamț                                         | Cimec    |
|      | Ranunculus carpaticus, Herb 1836                                            | Descoperit: jud. NEAMȚ, com. CEAHLĂU, Masivul Ceahlău                                          | Rizom orizontal alb, cu rădăcini fibroase abundente. Tulpină erectă, înaltă de 20 cm, simplă, unifloră. Frunze bazale 1-3, mari, lung pețiolate. Frunza tulpinală inferioară asemănătoare cu cele bazale, cea superioară sesilă, cu lacinii lanceolate. Flori mari, de 3-4 cm în diametru, galbene aurii. Sepale 5, păroase, petale de 2 cm lungime, stamine numeroase, carpele cu stigmat recurbat. | Muzeul de Științe Naturale, Piatra Neamț                                         | Cimec    |
|      | Phyteuma tetramerum Schur, 1859                                             | Descoperit: jud. SUCEAVA, Masivul Rarău Dimensiuni: L: 13 cm                                   | Plantă scundă, cu rizom relativ gros, cilindric, cu rozetă bazală. Tulpină glabră, simplă, erectă. Frunze bazale întregi, liniare, cele tulpinale 1-3, cele superioare ovat lanceolate, cu baza mai dilatată. Toate frunzele întregi sau neânsemnat dințate la vârf. Inflorescența- capitul terminal globulos cu 5-12 flori albastru violacee. Caliciu cu dinți îngust triunghiulari. | Muzeul de Științe Naturale, Piatra Neamț                                         | Cimec    |
|      | Phyteuma tetramerum Schur                                                   | Descoperit: jud. SUCEAVA, Masivul Rarău Dimensiuni: L: 9 cm                                    | Plantă scundă, cu rizom relativ gros, cilindric, cu rozetă bazală. Tulpină glabră, simplă, erectă. Frunze bazale întregi, liniare, cele tulpinale 1-3, cele superioare ovat lanceolate, cu baza mai dilatată. Toate frunzele întregi sau neânsemnat dințate la vârf. Inflorescența- capitul terminal globulos cu 5-12 flori albastru violacee. Caliciu cu dinți îngust triunghiulari. | Muzeul de Științe Naturale, Piatra Neamț                                         | Cimec    |
|      | Centaurea pinnatifida Schur                                                 | Descoperit: jud. NEAMȚ, com. CEAHLĂU, Masivul Ceahlău, vf. Toaca Dimensiuni: L: 16 cm          | Rizom repent și subțire. Tulpină scundă, ascendentă, simplă, alb tomentoasă, inferior îndesuit foliată. Frunze bazale și tulpinale inferioare lung pețiolate, lanceolate, acute, penat fidate. Cele mijlocii îngustate la bază, sesile, lanceolate, acute. Toate pe față verzi, pe dos alb argintiu tomentoase. Antodii solitare, lat ovoidale. Foliole involucrale verzi. | Muzeul de Științe Naturale, Piatra Neamț                                         | Cimec    |
|      | Leontopodium alpinum Cass., 1821                                            | Descoperit: jud. NEAMȚ, com. Ceahlău, Masivul Ceahlău- Detunata Dimensiuni: L: 19 cm           | Rizom cilindric, acoperit cu resturi de frunze vechi. Tulpină erectă, neramificată, tomentoasă. Frunzele rozetelor sublanceolate, cele tulpinale alungit lanceolate, acute. Frunze pe față slab, pe dos des suriu lanuginoase, întregi. Antodii emisferice, îngrămădite ăn cime dense, capituliforme, înconjurate de 5-15 foliole lanceolate, inegale, stelat extinse. Foliole involucrale imbricate, ovat lanceolate. Florile discului tubuloase, femele, sterile; cele radiare femele, în mai multe serii. Rareori antodiile sunt monoice. | Muzeul de Științe Naturale, Piatra Neamț                                         | Cimec    |
|      | Leontopodium alpinum; Cass. 1821                                            | Descoperit: jud. NEAMȚ, com. Ceahlău, Masivul Ceahlău Dimensiuni: L:14 cm                      | Rizom cilindric, cu resturi de frunze vechi și care emite rozete de frunze. Tulpină înaltă de 30 cm, erectă, neramificată. Frunze pe față slab, pe dos des suriu lanuginoase, întregi. Antodii emisferice, îngrămădite în cime dense, capituliforme, cu foliole inegale, stelat extinse, mai ales pe față des alb lanat tomentoase. Foliole involucrale ovat lanceolate, pe dos lanuginoase, bruniu- negre. Florile discului tubuloase, sterile, cele radiare în mai multe serii. Rareori antodiile sunt monoice. Flori puțin mai scurte decât papusul. Achenă de 1 mm lungime. | Muzeul de Științe Naturale, Piatra Neamț                                         | Cimec    |
|      | Gypsophila petraea (Baumg.) (Rchb.)                                         | Descoperit: jud. Neamț, Masivul Ceahlău Dimensiuni: L: 9 cm                                    | Plantă suriu-verde, mică, tufoasă, formând pernițe compacte. Tulpini mici, erecte, simple, viloase. Frunze liniare relativ îngroșate, obtuziuscule, cele tulpinale opuse, sesile, amplexicaule, la vârf violet nuanțate. Flori albe-trandafirii, în dichazii îngrămădite. Capitule de 1-2 cm diametru. Caliciu 5-partit, petale 5, stamine 10, stile 2 filiforme. | Muzeul de Științe Naturale, Piatra Neamț                                         | Cimec    |
|      | Centaurea pinnatifida (Schur, 1866)                                         | Descoperit: jud. Harghita, Masivul Hășmaș, vf. Suhard Dimensiuni: L: 31 cm                     | Rizom repent și subțire. Tulpină scundă, ascendentă, simplă, alb tomentoasă, inferior îndesuit foliată. Frunze bazale și tulpinale inferioare lung pețiolate, lanceolate, acute, penat fidate. Cele mijlocii îngustate la bază, sesile, lanceolate, acute. Toate pe față verzi, pe dos alb-argintiu tomentoase. Antodii solitare, lat ovoidale. Foliole involucrale verzi. | Muzeul de Științe Naturale, Piatra Neamț                                         | Cimec    |
|      | Centaurea pinnatifida (Schur, 1866)                                         | Descoperit: jud. Harghita, Masivul Hășmaș, vf. Suhard Dimensiuni: L: 30 cm                     | Rizom repent și subțire. Tulpină scundă, ascendentă, simplă, alb tomentoasă, inferior îndesuit foliată. Frunze bazale și tulpinale inferioare lung pețiolate, lanceolate, acute, penat fidate. Cele mijlocii îngustate la bază, sesile, lanceolate, acute. Toate pe față verzi, pe dos alb-argintiu tomentoase. Antodii solitare, lat ovoidale. Foliole involucrale verzi. | Muzeul de Științe Naturale, Piatra Neamț                                         | Cimec    |
|      | Gentiana phlogifolia (Schott. et Ky.)                                       | Descoperit: jud. Neamț, Cheile Șugăului Dimensiuni: L: 17 cm                                   | Rizom cilindric, cu rădăcini fasciculate. Tulpină glabră, în partea inferioară culcată, apoi arcuit ascendentă. Frunze radicale rozulare, alungit lanceolate, la vârf acutiuscule. Flori tetramere axilare sau terminale, în capitul îndesuit, la bază cu 2 bractei membranoase. Caliciu campanulat, membranos. Corolă cuneat campanulată, albastră azurie, de lungimea tubului. | Muzeul de Științe Naturale, Piatra Neamț                                         | Cimec    |
|      | Gentiana phlogifolia (Schott. et Ky.)                                       | Descoperit: jud. Neamț, Masivul Hășmaș - Telecu Mare Dimensiuni: L: 19 cm                      | Rizom cilindric, cu rădăcini fasciculate. Tulpină glabră, în partea inferioară culcată, apoi arcuit ascendentă. Frunze radicale rozulare, alungit lanceolate, la vârf acutiuscule. Flori tetramere axilare sau terminale, în capitul îndesuit, la bază cu 2 bractei membranoase. Caliciu campanulat, membranos. Corolă cuneat campanulată, albastră azurie, de lungimea tubului. | Muzeul de Științe Naturale, Piatra Neamț                                         | Cimec    |
|      | Helictotrichon decorum (Janka) (Henrard)                                    | Descoperit: jud. Neamț, Masivul Hășmaș, vf. Suhard Dimensiuni: L: 58 cm                        | Plantă cespitoasă, foarte scurt stoloniferă. Frunze late de 3-5 mm, adesea convolute, pe față des costate, canaliculate, dens și fin păroase, pe dos netede, necostate. Vagine netede sau glabriuscule. Ligula foarte scurtă sau lipsește. Panicul multilateral, contras, de 15 cm, cu ramuri subțiri, flexuoase, cu câte 1-3 spiculețe. Spiculețele cu 3-4 flori. | Muzeul de Științe Naturale, Piatra Neamț                                         | Cimec    |
|      | Aconitum moldavicum (Hacq., 1790)                                           | Descoperit: jud. Harghita, Masivul Hășmaș Dimensiuni: L: 50 cm                                 | Rizom cărnos, ramificat. Tulpini erecte, ramificate, glabrescente, cu frunze bazale mari, reniforme, lung pețiolate, cu pețioli păroși, sectate. Inflorescența - racem lung, ramificat. Flori purpurii-violete, lungi de 30 mm, glabrescente: Coif cilindro-conic cu vârf boltit, adesea mai umflat, la mijloc îngustat, fruntea arcuită, cioc proeminent. | Muzeul de Științe Naturale, Piatra Neamț                                         | Cimec    |
|      | Campanula carpatica (Jacq.)                                                 | Descoperit: jud. Neamț, Cheile Bicazului Dimensiuni: L: 14 cm                                  | Rizom cilindric, cu rădăcini fasciculate. Tulpină glabră, în partea inferioară culcată, apoi arcuit ascendentă. Frunze radicale rozulare, alungit lanceolate, la vârf acutiuscule. Flori tetramere axilare sau terminale, în capitul îndesuit, la bază cu 2 bractei membranoase. Caliciu campanulat, membranos. Corolă cuneat campanulată, albastră azurie, de lungimea tubului. | Muzeul de Științe Naturale, Piatra Neamț                                         | Cimec    |
|      | Silene zawadzkii (Herb., 1835)                                              | Descoperit: jud. Neamț, Cheile Bicazului Dimensiuni: L: 26 cm                                  | Tulpină înaltă de 30 cm, ascendentă, pubescentă, simplă. Inflorescență cimoasă paucifloră, cu 1-7 flori. Frunze pieloase, îngroșate, scabre pe ambele fețe, glabre, mărunt ciliate pe margini. Frunze radicale oblongi, late de 1-4 cm, acuminate, îndesuite, cele tulpinale mai mici, lanceolate. Caliciu lung de 1,5 cm, puțin umflat, pubescent, cu dinții ovați, obtuzi. Petale întregi, coronate. | Muzeul de Științe Naturale, Piatra Neamț                                         | Cimec    |
|      | Dianthus tenuifolius (Schur)                                                | Descoperit: jud. Harghita, Masivul Hăsmas, vf. Suhardu Mare Dimensiuni: L: 19 cm               | Plantă de 22 cm, îndesuit cespitoasă. Tulpini numeroase. Frunze tulpinale liniare, acute, trinerve. Glomerule florale cu puține flori. Bractei ierboase sau uscate. Scvamele involucrale ale caliciului ovate, foarte late, negre-brunii. Caliciu verde, la vârf brun verde. Dinții caliciului lanceolați, triunghiulari, acuți. Lamina petalelor de 8-12 cm, roșie închisă. | Muzeul de Științe Naturale, Piatra Neamț                                         | Cimec    |
|      | Dianthus petraeus (Waldst. et Kit.), ssp. spiculifolius (Schur) (Ciocârlan) | Descoperit: jud. Harghita, Cheile Bicazului Dimensiuni: L: 24 cm                               | Rădăcină solidă, multicapitată. Plantă tufoasă, cu tulpini numeroase, tetragonale, cu 1-2 flori albe sau rozee. Frunze verzi, liniar subulate, neînțepătoare, 3-nervate, pe margini scabre, late de 1-1,5 mm, cu vagina de 2 mm. Caliciu glabru, verde sau purpuriu nuanțat. Dinții caliciului pe margini dens sbârlit păroși și scurt aristați. Lamina petalelor lungă de 1-2 cm, albă sau rozee, subrotundă. | Muzeul de Științe Naturale, Piatra Neamț                                         | Cimec    |
|      | Centaurea pinnatifida (Schur, 1866)                                         | Descoperit: jud. Harghita, Cheile Bicazului Dimensiuni: L: 22 cm                               | Rizom repent și subțire. Tulpină scundă, ascendentă, simplă, alb tomentoasă, inferior îndesuit foliată. Frunze bazale și tulpinale inferioare lung pețiolate, lanceolate, acute, penat fidate. Cele mijlocii îngustate la bază, sesile, lanceolate, acute. Toate pe față verzi, pe dos alb-argintiu tomentoase. Antodii solitare, lat ovoidale. Foliole involucrale verzi. | Muzeul de Științe Naturale, Piatra Neamț                                         | Cimec    |
|      | Dianthus petraeus (Waldst. et Kit.), ssp. spiculifolius (Schur) (Ciocârlan) | Descoperit: jud. Neamț, Masivul Ceahlău Dimensiuni: L: 30 cm                                   | Rădăcină solidă, multicapitată. Plantă tufoasă, cu tulpini numeroase, tetragonale, cu 1-2 flori albe sau rozee. Frunze verzi, liniar subulate, neînțepătoare, 3- nervate, pe margini scabre, late de 1-1,5 mm, cu vagina de 2 mm. Caliciu glabru, verde sau purpuriu nuanțat. Dinții caliciului pe margini dens sbârlit păroși și scurt aristați. Lamina petalelor lungă de 1-2 cm, albă sau rozee, subrotundă. | Muzeul de Științe Naturale, Piatra Neamț                                         | Cimec    |
|      | Ranunculus carpaticus (Herb., 1836)                                         | Descoperit: jud. Neamț, com. PÂNGĂRAȚI, Muncelu Dimensiuni: L: 22 cm                           | Rizom orizontal alb, cu rădăcini fibroase abundente. Tulpină erectă, înaltă de 20 cm, simplă, unifloră. Frunze bazale 1-3, mari, lung pețiolate. Frunza tulpinală inferioară asemănătoare cu cele bazale, cea superioară sesilă, cu lacinii lanceolate. Flori mari, de 3-4 cm în diametru, galbene aurii. Sepale 5, păroase, petale de 2 cm lungime, stamine numeroase, carpele cu stigmat recurbat. | Muzeul de Științe Naturale, Piatra Neamț                                         | Cimec    |
|      | Hepatica transilvanica (Fuss., 1848)                                        | Descoperit: jud. Neamț, com. HANGU, RUGINEȘTI Dimensiuni: L: 19 cm                             | Plantă de 19 cm înălțime, cu rizom oblic, lung, la vârf cu frunze și flori. Frunze cu lobii încă o dată lobulați, cu lobuli obtuzi, rotunjiți. Flori mari de 2,5 - 4 cm în diametru. Foliole involucrale 2-3 ori dințate la vârf. | Muzeul de Științe Naturale, Piatra Neamț                                         | Cimec    |
|      | Primula elatior (L.) Hill. ssp. leucophylla (Pax.) (Harrison)               | Descoperit: jud. Neamț, com. PÂNGĂRAȚI, Curmătura Babei Dimensiuni: L: 17 cm                   | Rizom cilindric, cu resturi de frunze vechi și care emite rozete de frunze. Tulpină înaltă de 30 cm, erectă, neramificată. Frunze pe față slab, pe dos des suriu lanuginoase, întregi. Antodii emisferice, îngrămădite în cime dense, capituliforme, cu foliole inegale, stelat extinse, mai ales pe față des alb lanat tomentoase. Foliole involucrale ovat lanceolate, pe dos lanuginoase, bruniu-negre. Florile discului tubuloase, sterile, cele radiare în mai multe serii. Rareori antodiile sunt monoice. Flori puțin mai scurte decât papusul. Achenă de 1 mm lungime. | Muzeul de Științe Naturale, Piatra Neamț                                         | Cimec    |
|      | Primula elatior (L.) Hill. ssp. leucophylla (Pax.) (Harrison)               | Descoperit: jud. Neamț, com. PÂNGĂRAȚI, Curmătura Babei Dimensiuni: L: 18 cm                   | Rizom cilindric, cu resturi de frunze vechi și care emite rozete de frunze. Tulpină înaltă de 30 cm, erectă, neramificată. Frunze pe față slab, pe dos des suriu lanuginoase, întregi. Antodii emisferice, îngrămădite în cime dense, capituliforme, cu foliole inegale, stelat extinse, mai ales pe față des alb lanat tomentoase. Foliole involucrale ovat lanceolate, pe dos lanuginoase, bruniu-negre. Florile discului tubuloase, sterile, cele radiare în mai multe serii. Rareori antodiile sunt monoice. Flori puțin mai scurte decât papusul. Achenă de 1 mm lungime. | Muzeul de Științe Naturale, Piatra Neamț                                         | Cimec    |
|      | Primula elatior (L.) Hill. ssp. leucophylla (Pax.) (Harrison)               | Descoperit: jud. Neamț, com. PÂNGĂRAȚI, Curmătura Babei Dimensiuni: L: 16 cm                   | Rizom cilindric, cu resturi de frunze vechi și care emite rozete de frunze. Tulpină înaltă de 30 cm, erectă, neramificată. Frunze pe față slab, pe dos des suriu lanuginoase, întregi. Antodii emisferice, îngrămădite în cime dense, capituliforme, cu foliole inegale, stelat extinse, mai ales pe față des alb lanat tomentoase. Foliole involucrale ovat lanceolate, pe dos lanuginoase, bruniu-negre. Florile discului tubuloase, sterile, cele radiare în mai multe serii. Rareori antodiile sunt monoice. Flori puțin mai scurte decât papusul. Achenă de 1 mm lungime. | Muzeul de Științe Naturale, Piatra Neamț                                         | Cimec    |
|      | Symphytum cordatum (W. et K.)                                               | Descoperit: jud. Neamț, com. PÂNGĂRAȚI, Dealul Gicovanu Dimensiuni: L: 30 cm                   | Rizom gros, cărnos, orizontal repent, ramificat. În primul an emite 1-2 frunze bazale, în anul următor una sau mai multe tulpini. Tulpină simplă, înaltă de 25 cm, glabrescentă, cu puțini perișori. Frunze bazale lung pețiolate, scurt acuminate la vârf, la bază adânc cordate, pe față glabriuscule. Frunze tulpinale 2-3, lat ovate, la bază cordate, scurt pețiolate. Cincine pauciflore, cu pediceli mărunt pubescenți și cu peri mai lungi, disperși. Caliciu pubescent, cu 5 lacinii lanceolate, ciliate. Corola auriu galbenă, de 2 ori mai lungă decât caliciul. | Muzeul de Științe Naturale, Piatra Neamț                                         | Cimec    |
|      | Symphytum cordatum (W. et K.)                                               | Descoperit: jud. Neamț, com. PÂNGĂRAȚI, Dealul Gicovanu Dimensiuni: L: 27 cm                   | Rizom gros, cărnos, orizontal repent, ramificat. În primul an emite 1-2 frunze bazale, în anul următor una sau mai multe tulpini. Tulpină simplă, înaltă de 25 cm, glabrescentă, cu puțini perișori. Frunze bazale lung pețiolate, scurt acuminate la vârf, la bază adânc cordate, pe față glabriuscule. Frunze tulpinale 2-3, lat ovate, la bază cordate, scurt pețiolate. Cincine pauciflore, cu pediceli mărunt pubescenți și cu peri mai lungi, disperși. Caliciu pubescent, cu 5 lacinii lanceolate, ciliate. Corola auriu galbenă, de 2 ori mai lungă decât caliciul. | Muzeul de Științe Naturale, Piatra Neamț                                         | Cimec    |
|      | Symphytum cordatum (W. et K.)                                               | Descoperit: jud. Neamț, com. PÂNGĂRAȚI, Dealul Gicovanu Dimensiuni: L: 25 cm                   | Rizom gros, cărnos, orizontal repent, ramificat. În primul an emite 1-2 frunze bazale, în anul următor una sau mai multe tulpini. Tulpină simplă, înaltă de 25 cm, glabrescentă, cu puțini perișori. Frunze bazale lung pețiolate, scurt acuminate la vârf, la bază adânc cordate, pe față glabriuscule. Frunze tulpinale 2-3, lat ovate, la bază cordate, scurt pețiolate. Cincine pauciflore, cu pediceli mărunt pubescenți și cu peri mai lungi, disperși. Caliciu pubescent, cu 5 lacinii lanceolate, ciliate. Corola auriu galbenă, de 2 ori mai lungă decât caliciul. | Muzeul de Științe Naturale, Piatra Neamț                                         | Cimec    |
|      | Dianthus tenuifolius (Schur)                                                | Descoperit: jud. Harghita, Lacu Roșu Dimensiuni: L: 22 cm                                      | Plantă de 22 cm, îndesuit cespitoasă. Tulpini numeroase. Frunze tulpinale liniare, acute, trinerve. Glomerule florale cu puține flori. Bractei ierboase sau uscate. Scvamele involucrale ale caliciului ovate, foarte late, negre-brunii. Caliciu verde, la vârf brun-verde. Dinții caliciului lanceolați, triunghiulari, acuți. Lamina petalelor de 8-12 cm, roșie închisă. | Muzeul de Științe Naturale, Piatra Neamț                                         | Cimec    |
|      | Dianthus tenuifolius (Schur)                                                | Descoperit: jud. Harghita, Lacu Roșu Dimensiuni: L: 20 cm                                      | Plantă de 22 cm, îndesuit cespitoasă. Tulpini numeroase. Frunze tulpinale liniare, acute, trinerve. Glomerule florale cu puține flori. Bractei ierboase sau uscate. Scvamele involucrale ale caliciului ovate, foarte late, negre-brunii. Caliciu verde, la vârf brun-verde. Dinții caliciului lanceolați, triunghiulari, acuți. Lamina petalelor de 8-12 cm, roșie închisă. | Muzeul de Științe Naturale, Piatra Neamț                                         | Cimec    |
|      | Dianthus tenuifolius (Schur)                                                | Descoperit: jud. Harghita, Lacu Roșu Dimensiuni: L: 18 cm                                      | Plantă de 22 cm, îndesuit cespitoasă. Tulpini numeroase. Frunze tulpinale liniare, acute, trinerve. Glomerule florale cu puține flori. Bractei ierboase sau uscate. Scvamele involucrale ale caliciului ovate, foarte late, negre-brunii. Caliciu verde, la vârf brun-verde. Dinții caliciului lanceolați, triunghiulari, acuți. Lamina petalelor de 8-12 cm, roșie închisă. | Muzeul de Științe Naturale, Piatra Neamț                                         | Cimec    |
|      | Silene zawadzkii (Herb, 1843)                                               | Descoperit: jud. Neamț, com. CEAHLĂU, Masivul Ceahlău Dimensiuni: L: 22 cm                     | Tulpină ascendentă, pubescentă, simplă, cu 3 flori. Frunze pieloase, îngroșate, mărunt ciliate pe margini, glabre, late de 1-4 cm, oblomgi, acuminate; cele tulpinale mai mici, lanceolate. Petale întregi, coronate, caliciu puțin umflat. | Muzeul de Științe Naturale, Piatra Neamț                                         | Cimec    |
|      | Silene zawadzkii (Herb, 1843)                                               | Descoperit: jud. Neamț, com. CEAHLĂU, Masivul Ceahlău Dimensiuni: L: 21 cm                     | Tulpină ascendentă, pubescentă, simplă, cu 3 flori. Frunze pieloase, îngroșate, mărunt ciliate pe margini, glabre, late de 1-4 cm, oblomgi, acuminate; cele tulpinale mai mici, lanceolate. Petale întregi, coronate, caliciu puțin umflat. | Muzeul de Științe Naturale, Piatra Neamț                                         | Cimec    |
|      | Silene zawadzkii (Herb, 1843)                                               | Descoperit: jud. Neamț, com. CEAHLĂU, Masivul Ceahlău Dimensiuni: L: 18 cm                     | Tulpină ascendentă, pubescentă, simplă, cu 3 flori. Frunze pieloase, îngroșate, mărunt ciliate pe margini, glabre, late de 1-4 cm, oblomgi, acuminate; cele tulpinale mai mici, lanceolate. Petale întregi, coronate, caliciu puțin umflat. | Muzeul de Științe Naturale, Piatra Neamț                                         | Cimec    |
|      | Gypsophila petraea (Baumg.) (Rchb., 1753)                                   | Descoperit: jud. Neamț, com. CEAHLĂU, Masivul Ceahlău Dimensiuni: L: 8 cm                      | Plantă suriu-verde, mică, tufoasă, formând pernițe compacte. Tulpini mici, erecte, simple, viloase. Frunze liniare relativ îngroșate, obtuziuscule, cele tulpinale opuse, sesile, amplexicaule, la vârf violet nuanțate. Flori albe-trandafirii, în dichazii îngrămădite. Capitule de 1-2 cm diametru. Caliciu 5-partit, petale 5, stamine 10, stile 2 filiforme. | Muzeul de Științe Naturale, Piatra Neamț                                         | Cimec    |
|      | Ranunculus carpaticus (Herb., 1836)                                         | Descoperit: jud. Neamț, com. CEAHLĂU, Masivul Ceahlău Dimensiuni: L: 23 cm                     | Rizom orizontal alb, cu rădăcini fibroase abundente. Tulpină erectă, înaltă de 20 cm, simplă, unifloră. Frunze bazale 1-3, mari, lung pețiolate. Frunza tulpinală inferioară asemănătoare cu cele bazale, cea superioară sesilă, cu lacinii lanceolate. Flori mari, de 3-4 cm în diametru, galbene aurii. Sepale 5, păroase, petale de 2 cm lungime, stamine numeroase, carpele cu stigmat recurbat. | Muzeul de Științe Naturale, Piatra Neamț                                         | Cimec    |
|      | Ranunculus carpaticus (Herb., 1836)                                         | Descoperit: jud. Neamț, com. CEAHLĂU, Masivul Ceahlău Dimensiuni: L: 21 cm                     | Rizom orizontal alb, cu rădăcini fibroase abundente. Tulpină erectă, înaltă de 20 cm, simplă, unifloră. Frunze bazale 1-3, mari, lung pețiolate. Frunza tulpinală inferioară asemănătoare cu cele bazale, cea superioară sesilă, cu lacinii lanceolate. Flori mari, de 3-4 cm în diametru, galbene aurii. Sepale 5, păroase, petale de 2 cm lungime, stamine numeroase, carpele cu stigmat recurbat. | Muzeul de Științe Naturale, Piatra Neamț                                         | Cimec    |
|      | Phyteuma tetramerum (Schur)                                                 | Descoperit: jud. Suceava, Masivul Rarău Dimensiuni: L: 35 cm                                   | Plantă scundă, cu rizom relativ gros, cilindric, cu rozetă bazală. Tulpină glabră, simplă, erectă. Frunzele bazale întregi, liniare, cele tulpinale 1-3, cele superioare ovat lanceolate, cu baza mai dilatată. Toate frunzele întregi sau neînsemnat dințate la vârf. Inflorescența - capitul terminal globulos cu 5-12 flori albastru violacee. Caliciu cu dinți îngust triunghiulari. | Muzeul de Științe Naturale, Piatra Neamț                                         | Cimec    |
|      | Phyteuma tetramerum (Schur)                                                 | Descoperit: jud. Suceava, Masivul Rarău Dimensiuni: L: 32 cm                                   | Plantă scundă, cu rizom relativ gros, cilindric, cu rozetă bazală. Tulpină glabră, simplă, erectă. Frunzele bazale întregi, liniare, cele tulpinale 1-3, cele superioare ovat lanceolate, cu baza mai dilatată. Toate frunzele întregi sau neînsemnat dințate la vârf. Inflorescența - capitul terminal globulos cu 5-12 flori albastru violacee. Caliciu cu dinți îngust triunghiulari. | Muzeul de Științe Naturale, Piatra Neamț                                         | Cimec    |
|      | Phyteuma tetramerum (Schur)                                                 | Descoperit: jud. Suceava, Masivul Rarău Dimensiuni: L: 31 cm                                   | Plantă scundă, cu rizom relativ gros, cilindric, cu rozetă bazală. Tulpină glabră, simplă, erectă. Frunzele bazale întregi, liniare, cele tulpinale 1-3, cele superioare ovat lanceolate, cu baza mai dilatată. Toate frunzele întregi sau neînsemnat dințate la vârf. Inflorescența - capitul terminal globulos cu 5-12 flori albastru violacee. Caliciu cu dinți îngust triunghiulari. | Muzeul de Științe Naturale, Piatra Neamț                                         | Cimec    |
|      | Centaurea pinnatifida (Schur, 1866)                                         | Descoperit: jud. Neamț, com. CEAHLĂU, Masivul Ceahlău, vf. Toaca Dimensiuni: L: 18 cm          | Rizom repent și subțire. Tulpină scundă, ascendentă, simplă, alb tomentoasă, inferior îndesuit foliată. Frunze bazale și tulpinale inferioare lung pețiolate, lanceolate, acute, penat fidate. Cele mijlocii îngustate la bază, sesile, lanceolate, acute. Toate pe față verzi, pe dos alb-argintiu tomentoase. Antodii solitare, lat ovoidale. Foliole involucrale verzi. | Muzeul de Științe Naturale, Piatra Neamț                                         | Cimec    |
|      | Centaurea pinnatifida (Schur, 1866)                                         | Descoperit: jud. Neamț, com. CEAHLĂU, Masivul Ceahlău, vf. Toaca Dimensiuni: L: 20 cm          | Rizom repent și subțire. Tulpină scundă, ascendentă, simplă, alb tomentoasă, inferior îndesuit foliată. Frunze bazale și tulpinale inferioare lung pețiolate, lanceolate, acute, penat fidate. Cele mijlocii îngustate la bază, sesile, lanceolate, acute. Toate pe față verzi, pe dos alb-argintiu tomentoase. Antodii solitare, lat ovoidale. Foliole involucrale verzi. | Muzeul de Științe Naturale, Piatra Neamț                                         | Cimec    |
|      | Centaurea pinnatifida (Schur, 1866)                                         | Descoperit: jud. Neamț, com. CEAHLĂU, Masivul Ceahlău, vf. Toaca Dimensiuni: L: 21 cm          | Rizom repent și subțire. Tulpină scundă, ascendentă, simplă, alb tomentoasă, inferior îndesuit foliată. Frunze bazale și tulpinale inferioare lung pețiolate, lanceolate, acute, penat fidate. Cele mijlocii îngustate la bază, sesile, lanceolate, acute. Toate pe față verzi, pe dos alb-argintiu tomentoase. Antodii solitare, lat ovoidale. Foliole involucrale verzi. | Muzeul de Științe Naturale, Piatra Neamț                                         | Cimec    |
|      | Centaurea pinnatifida (Schur, 1866)                                         | Descoperit: jud. Neamț, com. CEAHLĂU, Masivul Ceahlău, vf. Toaca Dimensiuni: L: 20 cm          | Rizom repent și subțire. Tulpină scundă, ascendentă, simplă, alb tomentoasă, inferior îndesuit foliată. Frunze bazale și tulpinale inferioare lung pețiolate, lanceolate, acute, penat fidate. Cele mijlocii îngustate la bază, sesile, lanceolate, acute. Toate pe față verzi, pe dos alb-argintiu tomentoase. Antodii solitare, lat ovoidale. Foliole involucrale verzi. | Muzeul de Științe Naturale, Piatra Neamț                                         | Cimec    |
|      | Leontopodium alpinum (Cass., 1821)                                          | Descoperit: jud. Neamț, com. CEAHLĂU, Masivul Ceahlău, Detunatele Dimensiuni: L: 18 cm         | Rizom cilindric, cu resturi de frunze vechi și care emite rozete de frunze. Tulpină înaltă de 30 cm, erectă, neramificată. Frunze pe față slab, pe dos des suriu lanuginoase, întregi. Antodii emisferice, îngrămădite în cime dense, capituliforme, cu foliole inegale, stelat extinse, mai ales pe față des alb lanat tomentoase. Foliole involucrale ovat lanceolate, pe dos lanuginoase, bruniu-negre. Florile discului tubuloase, sterile, cele radiare în mai multe serii. Rareori antodiile sunt monoice. Flori puțin mai scurte decât papusul. Achenă de 1 mm lungime. | Muzeul de Științe Naturale, Piatra Neamț                                         | Cimec    |
|      | Leontopodium alpinum (Cass., 1821)                                          | Descoperit: jud. Neamț, com. CEAHLĂU, Masivul Ceahlău, Detunatele Dimensiuni: L: 17 cm         | Rizom cilindric, cu resturi de frunze vechi și care emite rozete de frunze. Tulpină înaltă de 30 cm, erectă, neramificată. Frunze pe față slab, pe dos des suriu lanuginoase, întregi. Antodii emisferice, îngrămădite în cime dense, capituliforme, cu foliole inegale, stelat extinse, mai ales pe față des alb lanat tomentoase. Foliole involucrale ovat lanceolate, pe dos lanuginoase, bruniu-negre. Florile discului tubuloase, sterile, cele radiare în mai multe serii. Rareori antodiile sunt monoice. Flori puțin mai scurte decât papusul. Achenă de 1 mm lungime. | Muzeul de Științe Naturale, Piatra Neamț                                         | Cimec    |
|      | Leontopodium alpinum (Cass., 1821)                                          | Descoperit: jud. Neamț, com. CEAHLĂU, Masivul Ceahlău, Detunatele Dimensiuni: L: 15 cm         | Rizom cilindric, cu resturi de frunze vechi și care emite rozete de frunze. Tulpină înaltă de 30 cm, erectă, neramificată. Frunze pe față slab, pe dos des suriu lanuginoase, întregi. Antodii emisferice, îngrămădite în cime dense, capituliforme, cu foliole inegale, stelat extinse, mai ales pe față des alb lanat tomentoase. Foliole involucrale ovat lanceolate, pe dos lanuginoase, bruniu-negre. Florile discului tubuloase, sterile, cele radiare în mai multe serii. Rareori antodiile sunt monoice. Flori puțin mai scurte decât papusul. Achenă de 1 mm lungime. | Muzeul de Științe Naturale, Piatra Neamț                                         | Cimec    |
|      | Leontopodium alpinum (Cass., 1821)                                          | Descoperit: jud. Neamț, com. CEAHLĂU, Masivul Ceahlău, Detunatele Dimensiuni: L: 11 cm         | Rizom cilindric, cu resturi de frunze vechi și care emite rozete de frunze. Tulpină înaltă de 30 cm, erectă, neramificată. Frunze pe față slab, pe dos des suriu lanuginoase, întregi. Antodii emisferice, îngrămădite în cime dense, capituliforme, cu foliole inegale, stelat extinse, mai ales pe față des alb lanat tomentoase. Foliole involucrale ovat lanceolate, pe dos lanuginoase, bruniu-negre. Florile discului tubuloase, sterile, cele radiare în mai multe serii. Rareori antodiile sunt monoice. Flori puțin mai scurte decât papusul. Achenă de 1 mm lungime. | Muzeul de Științe Naturale, Piatra Neamț                                         | Cimec    |
|      | Gypsophila petraea (Baumg.) (Rchb., 1753)                                   | Descoperit: jud. Neamț, com. CEAHLĂU, Masivul Ceahlău Dimensiuni: L: 8 cm                      | Plantă suriu-verde, mică, tufoasă, formând pernițe compacte. Tulpini mici, erecte, simple, viloase. Frunze liniare relativ îngroșate, obtuziuscule, cele tulpinale opuse, sesile, amplexicaule, la vârf violet nuanțate. Flori albe-trandafirii, în dichazii îngrămădite. Capitule de 1-2 cm diametru. Caliciu 5-partit, petale 5, stamine 10, stile 2 filiforme. | Muzeul de Științe Naturale, Piatra Neamț                                         | Cimec    |
|      | Gypsophila petraea (Baumg.) (Rchb., 1753)                                   | Descoperit: jud. Neamț, com. CEAHLĂU, Masivul Ceahlău Dimensiuni: L: 9 cm                      | Plantă suriu-verde, mică, tufoasă, formând pernițe compacte. Tulpini mici, erecte, simple, viloase. Frunze liniare relativ îngroșate, obtuziuscule, cele tulpinale opuse, sesile, amplexicaule, la vârf violet nuanțate. Flori albe-trandafirii, în dichazii îngrămădite. Capitule de 1-2 cm diametru. Caliciu 5-partit, petale 5, stamine 10, stile 2 filiforme. | Muzeul de Științe Naturale, Piatra Neamț                                         | Cimec    |
|      | Gypsophila petraea (Baumg.) (Rchb., 1753)                                   | Descoperit: jud. Neamț, com. CEAHLĂU, Masivul Ceahlău Dimensiuni: L: 8 cm                      | Plantă suriu-verde, mică, tufoasă, formând pernițe compacte. Tulpini mici, erecte, simple, viloase. Frunze liniare relativ îngroșate, obtuziuscule, cele tulpinale opuse, sesile, amplexicaule, la vârf violet nuanțate. Flori albe-trandafirii, în dichazii îngrămădite. Capitule de 1-2 cm diametru. Caliciu 5-partit, petale 5, stamine 10, stile 2 filiforme. | Muzeul de Științe Naturale, Piatra Neamț                                         | Cimec    |
|      | Primula elatior (L.) Hill. ssp. leucophylla (Pax.) (Harrison)               | Descoperit: jud. Neamț, Bâtca Doamnei Dimensiuni: L: 16 cm                                     | Rizom cilindric, cu resturi de frunze vechi și care emite rozete de frunze. Tulpină înaltă de 30 cm, erectă, neramificată. Frunze pe față slab, pe dos des suriu lanuginoase, întregi. Antodii emisferice, îngrămădite în cime dense, capituliforme, cu foliole inegale, stelat extinse, mai ales pe față des alb lanat tomentoase. Foliole involucrale ovat lanceolate, pe dos lanuginoase, bruniu-negre. Florile discului tubuloase, sterile, cele radiare în mai multe serii. Rareori antodiile sunt monoice. Flori puțin mai scurte decât papusul. Achenă de 1 mm lungime. | Muzeul de Științe Naturale, Piatra Neamț                                         | Cimec    |
|      | Primula elatior (L.) Hill. ssp. leucophylla (Pax.) (Harrison)               | Descoperit: jud. Neamț, Mt. Cernegura Dimensiuni: L: 19 cm                                     | Rizom cilindric, cu resturi de frunze vechi și care emite rozete de frunze. Tulpină înaltă de 30 cm, erectă, neramificată. Frunze pe față slab, pe dos des suriu lanuginoase, întregi. Antodii emisferice, îngrămădite în cime dense, capituliforme, cu foliole inegale, stelat extinse, mai ales pe față des alb lanat tomentoase. Foliole involucrale ovat lanceolate, pe dos lanuginoase, bruniu-negre. Florile discului tubuloase, sterile, cele radiare în mai multe serii. Rareori antodiile sunt monoice. Flori puțin mai scurte decât papusul. Achenă de 1 mm lungime. | Muzeul de Științe Naturale, Piatra Neamț                                         | Cimec    |
|      | Primula elatior (L.) Hill. ssp. leucophylla (Pax.) (Harrison)               | Descoperit: jud. Neamț, com. DOBRENI, Horaița Dimensiuni: L: 22 cm                             | Rizom cilindric, cu resturi de frunze vechi și care emite rozete de frunze. Tulpină înaltă de 30 cm, erectă, neramificată. Frunze pe față slab, pe dos des suriu lanuginoase, întregi. Antodii emisferice, îngrămădite în cime dense, capituliforme, cu foliole inegale, stelat extinse, mai ales pe față des alb lanat tomentoase. Foliole involucrale ovat lanceolate, pe dos lanuginoase, bruniu-negre. Florile discului tubuloase, sterile, cele radiare în mai multe serii. Rareori antodiile sunt monoice. Flori puțin mai scurte decât papusul. Achenă de 1 mm lungime. | Muzeul de Științe Naturale, Piatra Neamț                                         | Cimec    |
|      | Cypripedium calceolus (L., 1753)                                            | Descoperit: jud. Neamț, com. POIANA TEIULUI, DREPTU Dimensiuni: L: 30 cm                       | Rizom repent, acoperit de solzi, cu rădăcini relativ groase.Tulpina pubescentă, cilindrică. Frunze alterne, câte 3-4, lat eliptice, cu baza vaginiform amplexicaulă, acute, proeminent nervate, cutate. Flori solitare, mari de 3-4 cm diametru. Tepale 4, patente, așezate în cruce, cele 2 laterale lanceolate, acute, răsucite, cea superioară mai lată, cea inferioară adesea la vârf bidințată. Label mai scurt decât celelalte tepale. | Muzeul de Științe Naturale, Piatra Neamț                                         | Cimec    |
|      | Dianthus tenuifolius (Schur)                                                | Descoperit: jud. Neamț, com. CEAHLĂU, Masivul Ceahlău Dimensiuni: L: 20 cm                     | Plantă de 22 cm, îndesuit cespitoasă. Tulpini numeroase. Frunze tulpinale liniare, acute, trinerve. Glomerule florale cu puține flori. Bractei ierboase sau uscate. Scvamele involucrale ale caliciului ovate, foarte late, negre-brunii. Caliciu verde, la vârf brun-verde. Dinții caliciului lanceolați, triunghiulari, acuți. Lamina petalelor de 8-12 cm, roșie închisă. | Muzeul de Științe Naturale, Piatra Neamț                                         | Cimec    |
|      | Campanula carpatica (Jacq.)                                                 | Descoperit: jud. Suceava, BROȘTENI Dimensiuni: L: 15 cm                                        | Rizom cilindric, cu rădăcini fasciculate. Tulpină glabră, în partea inferioară culcată, apoi arcuit ascendentă. Frunze radicale rozulare, alungit lanceolate, la vârf acutiuscule. Flori tetramere axilare sau terminale, în capitul îndesuit, la bază cu 2 bractei membranoase. Caliciu campanulat, membranos. Corolă cuneat campanulată, albastră azurie, de lungimea tubului. | Muzeul de Științe Naturale, Piatra Neamț                                         | Cimec    |
|      | Campanula carpatica (Jacq.)                                                 | Descoperit: jud. Suceava, BROȘTENI Dimensiuni: L: 12 cm                                        | Rizom cilindric, cu rădăcini fasciculate. Tulpină glabră, în partea inferioară culcată, apoi arcuit ascendentă. Frunze radicale rozulare, alungit lanceolate, la vârf acutiuscule. Flori tetramere axilare sau terminale, în capitul îndesuit, la bază cu 2 bractei membranoase. Caliciu campanulat, membranos. Corolă cuneat campanulată, albastră azurie, de lungimea tubului. | Muzeul de Științe Naturale, Piatra Neamț                                         | Cimec    |
|      | Juniperus sabina (L.)                                                       | Descoperit: jud. Harghita, Masivul Hășmaș, vf. Suhard Dimensiuni: L: 16 cm                     | Arbust cu tulpini culcate, foarte ramificate. Frunze solzoase, ovat-rombice, mici de 1 mm, obtuze, așezate opus pe 4 șiruri, imbricate. Flori monoice sau dioice. Cele femele terminale. Fructele - pseudobace cu 4 solzi, sferice sau globulos ovate, pedunculate, negre-albăstrui. | Muzeul de Științe Naturale, Piatra Neamț                                         | Cimec    |
|      | Juniperus sabina (L.)                                                       | Descoperit: jud. Harghita, Masivul Hășmaș, vf. Suhard Dimensiuni: L: 25 cm                     | Arbust cu tulpini culcate, foarte ramificate. Frunze solzoase, ovat-rombice, mici de 1 mm, obtuze, așezate opus pe 4 șiruri, imbricate. Flori monoice sau dioice. Cele femele terminale. Fructele - pseudobace cu 4 solzi, sferice sau globulos ovate, pedunculate, negre-albăstrui. | Muzeul de Științe Naturale, Piatra Neamț                                         | Cimec    |
|      | Juniperus sabina (L.)                                                       | Descoperit: jud. Harghita, Masivul Hășmaș, vf. Suhard Dimensiuni: L: 26 cm                     | Arbust cu tulpini culcate, foarte ramificate. Frunze solzoase, ovat-rombice, mici de 1 mm, obtuze, așezate opus pe 4 șiruri, imbricate. Flori monoice sau dioice. Cele femele terminale. Fructele - pseudobace cu 4 solzi, sferice sau globulos ovate, pedunculate, negre-albăstrui. | Muzeul de Științe Naturale, Piatra Neamț                                         | Cimec    |
|      | Dianthus petraeus (Waldst. et Kit.), ssp. spiculifolius (Schur) (Ciocârlan) | Descoperit: jud. Neamț, Cheilie Bicazului Dimensiuni: L: 25 cm                                 | Rădăcină solidă, multicapitată. Plantă tufoasă, cu tulpini numeroase, tetragonale, cu 1-2 flori albe sau rozee. Frunze verzi, liniar subulate, neînțepătoare, 3- nervate, pe margini scabre, late de 1-1,5 mm, cu vagina de 2 mm. Caliciu glabru, verde sau purpuriu nuanțat. Dinții caliciului pe margini dens sbârlit păroși și scurt aristați. Lamina petalelor lungă de 1-2 cm, albă sau rozee, subrotundă. | Muzeul de Științe Naturale, Piatra Neamț                                         | Cimec    |
|      | Dianthus petraeus (Waldst. et Kit.), ssp. spiculifolius (Schur) (Ciocârlan) | Descoperit: jud. Neamț, Cheilie Bicazului Dimensiuni: L: 28 cm                                 | Rădăcină solidă, multicapitată. Plantă tufoasă, cu tulpini numeroase, tetragonale, cu 1-2 flori albe sau rozee. Frunze verzi, liniar subulate, neînțepătoare, 3- nervate, pe margini scabre, late de 1-1,5 mm, cu vagina de 2 mm. Caliciu glabru, verde sau purpuriu nuanțat. Dinții caliciului pe margini dens sbârlit păroși și scurt aristați. Lamina petalelor lungă de 1-2 cm, albă sau rozee, subrotundă. | Muzeul de Științe Naturale, Piatra Neamț                                         | Cimec    |
|      | Dianthus petraeus (Waldst. et Kit.), ssp. spiculifolius (Schur) (Ciocârlan) | Descoperit: jud. Neamț, Cheilie Bicazului Dimensiuni: L: 22 cm                                 | Rădăcină solidă, multicapitată. Plantă tufoasă, cu tulpini numeroase, tetragonale, cu 1-2 flori albe sau rozee. Frunze verzi, liniar subulate, neînțepătoare, 3- nervate, pe margini scabre, late de 1-1,5 mm, cu vagina de 2 mm. Caliciu glabru, verde sau purpuriu nuanțat. Dinții caliciului pe margini dens sbârlit păroși și scurt aristați. Lamina petalelor lungă de 1-2 cm, albă sau rozee, subrotundă. | Muzeul de Științe Naturale, Piatra Neamț                                         | Cimec    |
|      | Helictotrichon decorum (Janka) (Henrard, 1940)                              | Descoperit: jud. Neamț, Cheilie Bicazului Dimensiuni: L: 55 cm                                 | Plantă cespitoasă, foarte scurt stoloniferă. Frunze late de 3-5 mm, adesea convolute, pe față des costate, canaliculate, dens și fin păroase, pe dos netede, necostate. Vagine netede sau glabriuscule. Ligula foarte scurtă sau lipsește. Panicul multilateral, contras, de 15 cm, cu ramuri subțiri, flexuoase, cu câte 1-3 spiculețe. Spiculețele cu 3-4 flori. | Muzeul de Științe Naturale, Piatra Neamț                                         | Cimec    |
|      | Helictotrichon decorum (Janka) (Henrard)                                    | Descoperit: jud. Neamț, Cheilie Bicazului Dimensiuni: L: 60 cm                                 | Plantă cespitoasă, foarte scurt stoloniferă. Frunze late de 3-5 mm, adesea convolute, pe față des costate, canaliculate, dens și fin păroase, pe dos netede, necostate. Vagine netede sau glabriuscule. Ligula foarte scurtă sau lipsește. Panicul multilateral, contras, de 15 cm, cu ramuri subțiri, flexuoase, cu câte 1-3 spiculețe. Spiculețele cu 3-4 flori. | Muzeul de Științe Naturale, Piatra Neamț                                         | Cimec    |
|      | Helictotrichon decorum (Janka) (Henrard)                                    | Descoperit: jud. Neamț, Cheilie Bicazului Dimensiuni: L: 60 cm                                 | Plantă cespitoasă, foarte scurt stoloniferă. Frunze late de 3-5 mm, adesea convolute, pe față des costate, canaliculate, dens și fin păroase, pe dos netede, necostate. Vagine netede sau glabriuscule. Ligula foarte scurtă sau lipsește. Panicul multilateral, contras, de 15 cm, cu ramuri subțiri, flexuoase, cu câte 1-3 spiculețe. Spiculețele cu 3-4 flori. | Muzeul de Științe Naturale, Piatra Neamț                                         | Cimec    |
|      | Helictotrichon decorum (Janka) (Henrard)                                    | Descoperit: jud. Neamț, Cheilie Bicazului Dimensiuni: L: 58 cm                                 | Plantă cespitoasă, foarte scurt stoloniferă. Frunze late de 3-5 mm, adesea convolute, pe față des costate, canaliculate, dens și fin păroase, pe dos netede, necostate. Vagine netede sau glabriuscule. Ligula foarte scurtă sau lipsește. Panicul multilateral, contras, de 15 cm, cu ramuri subțiri, flexuoase, cu câte 1-3 spiculețe. Spiculețele cu 3-4 flori. | Muzeul de Științe Naturale, Piatra Neamț                                         | Cimec    |
|      | Helictotrichon decorum (Janka) (Henrard)                                    | Descoperit: jud. Neamț, Cheilie Bicazului Dimensiuni: L: 51 cm                                 | Plantă cespitoasă, foarte scurt stoloniferă. Frunze late de 3-5 mm, adesea convolute, pe față des costate, canaliculate, dens și fin păroase, pe dos netede, necostate. Vagine netede sau glabriuscule. Ligula foarte scurtă sau lipsește. Panicul multilateral, contras, de 15 cm, cu ramuri subțiri, flexuoase, cu câte 1-3 spiculețe. Spiculețele cu 3-4 flori. | Muzeul de Științe Naturale, Piatra Neamț                                         | Cimec    |
|      | Androsace villosa (L.) ssp. arachnoidea (Schott., Nym. et Kots.) (Nym.)     | Descoperit: jud. Harghita, Masivul Hășmaș, vf. Suhard Dimensiuni: L: 3 cm                      | Plantă scundă, formând tufe dese, acoperite cu peri lungi, albi, deși. Ramuri scurte de 2 cm, nefoliate, rigide, închis brune, la vârf cu o rozetă de frunze. Frunze numeroase, de 5 mm, liniar lanceolate. Tulpină floriferă de 3-5 cm, la vârf cu o umbelă cu mai multe flori. Bractei liniar lanceolate acute. Caliciu campanulat, de 4 mm, cu lacinii îngust lanceolate. Corolă albă sau roșcată, cu gât galben roșcat. | Muzeul de Științe Naturale, Piatra Neamț                                         | Cimec    |
|      | Androsace villosa (L.) ssp. arachnoidea (Schott., Nym. et Kots.) (Nym.)     | Descoperit: jud. Harghita, Masivul Hășmaș, vf. Suhard Dimensiuni: L: 4 cm                      | Plantă scundă, formând tufe dese, acoperite cu peri lungi, albi, deși. Ramuri scurte de 2 cm, nefoliate, rigide, închis brune, la vârf cu o rozetă de frunze. Frunze numeroase, de 5 mm, liniar lanceolate. Tulpină floriferă de 3-5 cm, la vârf cu o umbelă cu mai multe flori. Bractei liniar lanceolate acute. Caliciu campanulat, de 4 mm, cu lacinii îngust lanceolate. Corolă albă sau roșcată, cu gât galben roșcat. | Muzeul de Științe Naturale, Piatra Neamț                                         | Cimec    |
|      | Dianthus tenuifolius (Schur)                                                | Descoperit: jud. Harghita, Cheile Bicazului Dimensiuni: L: 21 cm                               | Plantă de 22 cm, îndesuit cespitoasă. Tulpini numeroase. Frunze tulpinale liniare, acute, trinerve. Glomerule florale cu puține flori. Bractei ierboase sau uscate. Scvamele involucrale ale caliciului ovate, foarte late, negre-brunii. Caliciu verde, la vârf brun verde. Dinții caliciului lanceolați, triunghiulari, acuți. Lamina petalelor de 8-12 cm, roșie închisă. | Muzeul de Științe Naturale, Piatra Neamț                                         | Cimec    |
|      | Centaurea pinnatifida (Schur, 1866)                                         | Descoperit: jud. Harghita, Masivul Hășmaș, vf. Suhard Dimensiuni: L: 20 cm                     | Rizom repent și subțire. Tulpină scundă, ascendentă, simplă, alb tomentoasă, inferior îndesuit foliată. Frunze bazale și tulpinale inferioare lung pețiolate, lanceolate, acute, penat fidate. Cele mijlocii îngustate la bază, sesile, lanceolate, acute. Toate pe față verzi, pe dos alb-argintiu tomentoase. Antodii solitare, lat ovoidale. Foliole involucrale verzi. | Muzeul de Științe Naturale, Piatra Neamț                                         | Cimec    |
|      | Campanula carpatica (Jacq.)                                                 | Descoperit: jud. Neamț, Cheile Bicazului Dimensiuni: L: 14 cm                                  | Rizom cilindric, cu rădăcini fasciculate. Tulpină glabră, în partea inferioară culcată, apoi arcuit ascendentă. Frunze radicale rozulare, alungit lanceolate, la vârf acutiuscule. Flori tetramere axilare sau terminale, în capitul îndesuit, la bază cu 2 bractei membranoase. Caliciu campanulat, membranos. Corolă cuneat campanulată, albastră azurie, de lungimea tubului. | Muzeul de Științe Naturale, Piatra Neamț                                         | Cimec    |
|      | Thymus comosus (Heuff.)                                                     | Descoperit: jud. Neamț, Cheile Bicazului Dimensiuni: L: 9 cm                                   | Rizom lemnos, viguros, cu numeroase tulpini suberecte, ascendente și prostrate, abundent ramificate în partea inferioară. Ramuri florifere cilindrice, de jur împrejur fin puberule. Frunze lat ovate, rotunjite, la bază brusc cuneate, cu pețiol lung patent ciliați și lamina glabră, cu nervație marginată. Inflorescență globuloasă, în partea inferioară întreruptă. Flori mari. Caliciu de 3-5 mm, păros pe partea ventrală, pe cea dorsală glabrescent, cu dinți triunghiulari lanceolați. | Muzeul de Științe Naturale, Piatra Neamț                                         | Cimec    |
|      | Thymus comosus (Heuff.)                                                     | Descoperit: jud. Neamț, Cheile Bicazului Dimensiuni: L: 8 cm                                   | Rizom lemnos, viguros, cu numeroase tulpini suberecte, ascendente și prostrate, abundent ramificate în partea inferioară. Ramuri florifere cilindrice, de jur împrejur fin puberule. Frunze lat ovate, rotunjite, la bază brusc cuneate, cu pețiol lung patent ciliați și lamina glabră, cu nervație marginată. Inflorescență globuloasă, în partea inferioară întreruptă. Flori mari. Caliciu de 3-5 mm, păros pe partea ventrală, pe cea dorsală glabrescent, cu dinți triunghiulari lanceolați. | Muzeul de Științe Naturale, Piatra Neamț                                         | Cimec    |
|      | Silene nutans L. ssp. dubia (Herb.) (Zapal)                                 | Descoperit: jud. Harghita, Masivul Hășmaș Dimensiuni: L: 25 cm                                 | Tulpină înaltă de 26 cm, în partea inferioară acoperită cu peri mici, alipiți. Inflorescență compusă din dichazii scurt pedunculate, mutante. Caliciu de 10-11 mm, acoperit cu peri setiformi, cu puține glande. Petale galbene, de 14-17 mm, cu unguicule auriculate. | Muzeul de Științe Naturale, Piatra Neamț                                         | Cimec    |
|      | Silene nutans L. ssp. dubia (Herb.) (Zapal)                                 | Descoperit: jud. Harghita, Masivul Hășmaș Dimensiuni: L: 27 cm                                 | Tulpină înaltă de 26 cm, în partea inferioară acoperită cu peri mici, alipiți. Inflorescență compusă din dichazii scurt pedunculate, mutante. Caliciu de 10-11 mm, acoperit cu peri setiformi, cu puține glande. Petale galbene, de 14-17 mm, cu unguicule auriculate. | Muzeul de Științe Naturale, Piatra Neamț                                         | Cimec    |
|      | Thymus comosus (Heuff.)                                                     | Descoperit: jud. Neamț, Cheile Bicazului Dimensiuni: L: 9 cm                                   | Rizom lemnos, viguros, cu numeroase tulpini suberecte, ascendente și prostrate, abundent ramificate în partea inferioară. Ramuri florifere cilindrice, de jur împrejur fin puberule. Frunze lat ovate, rotunjite, la bază brusc cuneate, cu pețiol lung patent ciliați și lamina glabră, cu nervație marginată. Inflorescență globuloasă, în partea inferioară întreruptă. Flori mari. Caliciu de 3-5 mm, păros pe partea ventrală, pe cea dorsală glabrescent, cu dinți triunghiulari lanceolați. | Muzeul de Științe Naturale, Piatra Neamț                                         | Cimec    |
|      | Taxus baccata (Linnaeus, 1753)                                              | Descoperit: jud. Neamț, com. BOTEȘTI Dimensiuni: L: 40 cm                                      | Arbori cu frunze aciculare persistente, așezate spiralat. Flori dioice. Flori mascule cu 6-14 stamine, cu filamente lățite la vârf, în formă de scut. Florile femele înconjurate de 3 perechi de solzi, stau pe câte un lujer scurt. Sămânță cu tegument lemnos, acoperită incomplet de un aril cărnos, în formă de cupă. | Muzeul de Științe Naturale, Piatra Neamț                                         | Cimec    |
|      | Campanula carpatica (Jacq.)                                                 | Descoperit: jud. Neamț, Cheile Bicazului Dimensiuni: L: 15 cm                                  | | Muzeul de Științe Naturale, Piatra Neamț                                         | Cimec    |
|      | Silene zawadzkii (Herb. A. Br., 1843)                                       | Descoperit: jud. Harghita, Masivul Hășmaș, vf. Suhardu Mare Dimensiuni: L: 25 cm               | Tulpină ascendentă, pubescentă, simplă, cu 3 flori. Frunze pieloase, îngroșate, mărunt ciliate pe margini, glabre, late de 1-4 cm, oblomgi, acuminate; cele tulpinale mai mici, lanceolate. Petale întregi, coronate, caliciu puțin umflat. | Muzeul de Științe Naturale, Piatra Neamț                                         | Cimec    |
|      | Silene zawadzkii (Herb. A. Br., 1843)                                       | Descoperit: jud. Harghita, Masivul Hășmaș, vf. Suhardu Mare Dimensiuni: L: 27 cm               | Tulpină ascendentă, pubescentă, simplă, cu 3 flori. Frunze pieloase, îngroșate, mărunt ciliate pe margini, glabre, late de 1-4 cm, oblomgi, acuminate; cele tulpinale mai mici, lanceolate. Petale întregi, coronate, caliciu puțin umflat. | Muzeul de Științe Naturale, Piatra Neamț                                         | Cimec    |
|      | Gypsophila petraea (Baumg.) (Rchb., 1753)                                   | Descoperit: jud. Harghita, Masivul Hășmaș, vf. Suhardu Mare Dimensiuni: L: 9 cm                | Plantă suriu-verde, mică, tufoasă, formând pernițe compacte. Tulpini mici, erecte, simple, viloase. Frunze liniare relativ îngroșate, obtuziuscule, cele tulpinale opuse, sesile, amplexicaule, la vârf violet nuanțate. Flori albe-trandafirii, în dichazii îngrămădite. Capitule de 1-2 cm diametru. Caliciu 5-partit, petale 5, stamine 10, stile 2 filiforme. | Muzeul de Științe Naturale, Piatra Neamț                                         | Cimec    |
|      | Gypsophila petraea (Baumg.) (Rchb., 1753)                                   | Descoperit: jud. Harghita, Masivul Hășmaș, vf. Suhardu Mare Dimensiuni: L: 11 cm               | | Muzeul de Științe Naturale, Piatra Neamț                                         | Cimec    |
|      | Dianthus petraeus (Waldst. et Kit.), ssp. spiculifolius (Schur) (Ciocârlan) | Descoperit: jud. Neamț, Cheilie Șugăului Dimensiuni: L: 24 cm                                  | Rădăcină solidă, multicapitată. Plantă tufoasă, cu tulpini numeroase, tetragonale, cu 1-2 flori albe sau rozee. Frunze verzi, liniar subulate, neînțepătoare, 3- nervate, pe margini scabre, late de 1-1,5 mm, cu vagina de 2 mm. Caliciu glabru, verde sau purpuriu nuanțat. Dinții caliciului pe margini dens sbârlit păroși și scurt aristați. Lamina petalelor lungă de 1-2 cm, albă sau rozee, subrotundă. | Muzeul de Științe Naturale, Piatra Neamț                                         | Cimec    |
|      | Dianthus petraeus (Waldst. et Kit.), ssp. spiculifolius (Schur) (Ciocârlan) | Descoperit: jud. Neamț, Cheilie Șugăului Dimensiuni: L: 22 cm                                  | Rădăcină solidă, multicapitată. Plantă tufoasă, cu tulpini numeroase, tetragonale, cu 1-2 flori albe sau rozee. Frunze verzi, liniar subulate, neînțepătoare, 3- nervate, pe margini scabre, late de 1-1,5 mm, cu vagina de 2 mm. Caliciu glabru, verde sau purpuriu nuanțat. Dinții caliciului pe margini dens sbârlit păroși și scurt aristați. Lamina petalelor lungă de 1-2 cm, albă sau rozee, subrotundă. | Muzeul de Științe Naturale, Piatra Neamț                                         | Cimec    |
|      | Dianthus petraeus (Waldst. et Kit.), ssp. spiculifolius (Schur) (Ciocârlan) | Descoperit: jud. Harghita, Masivul Hășmaș, vf. Suhardu Mare Dimensiuni: L: 22 cm               | Rădăcină solidă, multicapitată. Plantă tufoasă, cu tulpini numeroase, tetragonale, cu 1-2 flori albe sau rozee. Frunze verzi, liniar subulate, neînțepătoare, 3- nervate, pe margini scabre, late de 1-1,5 mm, cu vagina de 2 mm. Caliciu glabru, verde sau purpuriu nuanțat. Dinții caliciului pe margini dens sbârlit păroși și scurt aristați. Lamina petalelor lungă de 1-2 cm, albă sau rozee, subrotundă. | Muzeul de Științe Naturale, Piatra Neamț                                         | Cimec    |
|      | Dianthus petraeus (Waldst. et Kit.), ssp. spiculifolius (Schur) (Ciocârlan) | Descoperit: jud. Harghita, Masivul Hășmaș, vf. Suhardu Mare Dimensiuni: L: 24 cm               | Rădăcină solidă, multicapitată. Plantă tufoasă, cu tulpini numeroase, tetragonale, cu 1-2 flori albe sau rozee. Frunze verzi, liniar subulate, neînțepătoare, 3- nervate, pe margini scabre, late de 1-1,5 mm, cu vagina de 2 mm. Caliciu glabru, verde sau purpuriu nuanțat. Dinții caliciului pe margini dens sbârlit păroși și scurt aristați. Lamina petalelor lungă de 1-2 cm, albă sau rozee, subrotundă. | Muzeul de Științe Naturale, Piatra Neamț                                         | Cimec    |
|      | Androsace villosa (L.) ssp. arachnoidea (Schott., Nym. et Kots.) (Nym.)     | Descoperit: jud. Harghita, Masivul Hășmaș, vf. Suhard Dimensiuni: L: 3,5 cm                    | Plantă scundă, formând tufe dese, acoperite cu peri lungi, albi, deși. Ramuri scurte de 2 cm, nefoliate, rigide, închis brune, la vârf cu o rozetă de frunze. Frunze numeroase, de 5 mm, liniar lanceolate. Tulpină floriferă de 3-5 cm, la vârf cu o umbelă cu mai multe flori. Bractei liniar lanceolate acute. Caliciu campanulat, de 4 mm, cu lacinii îngust lanceolate. Corolă albă sau roșcată, cu gât galben roșcat. | Muzeul de Științe Naturale, Piatra Neamț                                         | Cimec    |
|      | Centaurea pinnatifida (Schur, 1866)                                         | Descoperit: jud. Harghita, Masivul Hășmaș, vf. Suhardu Mare Dimensiuni: L: 35 cm               | Rizom repent și subțire. Tulpină scundă, ascendentă, simplă, alb tomentoasă, inferior îndesuit foliată. Frunze bazale și tulpinale inferioare lung pețiolate, lanceolate, acute, penat fidate. Cele mijlocii îngustate la bază, sesile, lanceolate, acute. Toate pe față verzi, pe dos alb-argintiu tomentoase. Antodii solitare, lat ovoidale. Foliole involucrale verzi. | Muzeul de Științe Naturale, Piatra Neamț                                         | Cimec    |
|      | Centaurea phrygia (L.) ssp. melanocalathia (Borbas) (Dostal)                | Descoperit: jud. Neamț, PIATRA-NEAMȚ, Dealul Balaurului Dimensiuni: L: 80 cm                   | Tulpină înaltă de 80 cm, muchiată, ramificată superior, acoperită cu păr creț. Frunze mari, ovat lanceolate, cele bazale îngustate în pețiol, cele tulpinale spre bază îngustate, sesile. Toate sinuat dințate, pe margini și pe dos aspru păroase. Antodii late de 16-18 mm și lungi de 18-20 mm. Apedinculii foliolelor involucrale negri. Flori purpurii, cele marginale radiante. | Muzeul de Științe Naturale, Piatra Neamț                                         | Cimec    |
|      | Dianthus petraeus (Waldst. et Kit.), ssp. spiculifolius (Schur) (Ciocârlan) | Descoperit: jud. Harghita, Cheile Bicazului Dimensiuni: L: 24 cm                               | Rădăcină solidă, multicapitată. Plantă tufoasă, cu tulpini numeroase, tetragonale, cu 1-2 flori albe sau rozee. Frunze verzi, liniar subulate, neînțepătoare, 3- nervate, pe margini scabre, late de 1-1,5 mm, cu vagina de 2 mm. Caliciu glabru, verde sau purpuriu nuanțat. Dinții caliciului pe margini dens sbârlit păroși și scurt aristați. Lamina petalelor lungă de 1-2 cm, albă sau rozee, subrotundă. | Muzeul de Științe Naturale, Piatra Neamț                                         | Cimec    |
|      | Leontopodium alpinum (Cass., 1821)                                          | Descoperit: jud. Neamț, com. CEAHLĂU, Masivul Ceahlău Dimensiuni: L: 18 cm                     | Rizom cilindric, cu resturi de frunze vechi și care emite rozete de frunze. Tulpină înaltă de 30 cm, erectă, neramificată. Frunze pe față slab, pe dos des suriu lanuginoase, întregi. Antodii emisferice, îngrămădite în cime dense, capituliforme, cu foliole inegale, stelat extinse, mai ales pe față des alb lanat tomentoase. Foliole involucrale ovat lanceolate, pe dos lanuginoase, bruniu-negre. Florile discului tubuloase, sterile, cele radiare în mai multe serii. Rareori antodiile sunt monoice. Flori puțin mai scurte decât papusul. Achenă de 1 mm lungime. | Muzeul de Științe Naturale, Piatra Neamț                                         | Cimec    |
|      | Ranunculus carpaticus (Herb., 1836)                                         | Descoperit: jud. Neamț, com. CEAHLĂU, Masivul Ceahlău Dimensiuni: L: 25 cm                     | Rizom orizontal alb, cu rădăcini fibroase abundente. Tulpină erectă, înaltă de 20 cm, simplă, unifloră. Frunze bazale 1-3, mari, lung pețiolate. Frunza tulpinală inferioară asemănătoare cu cele bazale, cea superioară sesilă, cu lacinii lanceolate. Flori mari, de 3-4 cm în diametru, galbene aurii. Sepale 5, păroase, petale de 2 cm lungime, stamine numeroase, carpele cu stigmat recurbat. | Muzeul de Științe Naturale, Piatra Neamț                                         | Cimec    |
|      | Campanula carpatica (Jacq.)                                                 | Descoperit: jud. Neamț, com. CEAHLĂU, Masivul Ceahlău Dimensiuni: L: 12 cm                     | Rizom cilindric, cu rădăcini fasciculate. Tulpină glabră, în partea inferioară culcată, apoi arcuit ascendentă. Frunze radicale rozulare, alungit lanceolate, la vârf acutiuscule. Flori tetramere axilare sau terminale, în capitul îndesuit, la bază cu 2 bractei membranoase. Caliciu campanulat, membranos. Corolă cuneat campanulată, albastră azurie, de lungimea tubului. | Muzeul de Științe Naturale, Piatra Neamț                                         | Cimec    |
|      | Leucanthemum waldsteinii (Sch. Bip.) (Pouzar)                               | Descoperit: jud. Neamț, Cheile Bicăjelului Dimensiuni: L: 42 cm                                | Rizom oblic. Tulpină arcuită la bază, simplă, foliată până aproape de inflorescență. Frunze bazale orbiculare, cordate, lung pețiolate, adânc crenate, glabre. Cele tulpinale inferioare subrotunde, brusc atenuate în pețiol; cele mijlocii și superioare lent prelungite. Antodiu mare. Involucru semiglobulos, turtit, cu foliole multiseriate, alungit triunghiulare, pe margini negre. Flori radiare albe, îngust lanceolate, lungi până la 3 cm. | Muzeul de Științe Naturale, Piatra Neamț                                         | Cimec    |
|      | Leucanthemum waldsteinii (Sch. Bip.) (Pouzar)                               | Descoperit: jud. Neamț, Cheile Bicăjelului Dimensiuni: L: 45 cm                                | Rizom oblic. Tulpină arcuită la bază, simplă, foliată până aproape de inflorescență. Frunze bazale orbiculare, cordate, lung pețiolate, adânc crenate, glabre. Cele tulpinale inferioare subrotunde, brusc atenuate în pețiol; cele mijlocii și superioare lent prelungite. Antodiu mare. Involucru semiglobulos, turtit, cu foliole multiseriate, alungit triunghiulare, pe margini negre. Flori radiare albe, îngust lanceolate, lungi până la 3 cm. | Muzeul de Științe Naturale, Piatra Neamț                                         | Cimec    |
|      | Scabiosa lucida (Vill.) ssp. barbata (Nyar.)                                | Descoperit: jud. Neamț, Masivul Hășmaș, vf. Surduc Dimensiuni: L: 35 cm                        | Tulpină erectă, ramificată. Frunzele rozetelor sterile eliptice, ușor atenuate în pețiol lung, dur dințate, glabre, lucioase; cele tulpinale inferioare lirate, cu segment terminal mare, eliptic, dur dințat și laciniile laterale lanceolate, glabre. Peduncul lung, nefoliat, unicapitulat. Capitule mari, de 3-5 cm, cu foliole involucrale mai scurte decât florile. Flori purpuriu liliachii, cele marginale radiante. | Muzeul de Științe Naturale, Piatra Neamț                                         | Cimec    |
|      | Centaurea atropurpurea (Linnaeus, 1803)                                     | Descoperit: jud. Neamț, com. GÂDINȚI, GÂDINȚI Dimensiuni: L: 450                               | Rizom gros, lemnos, tulpină erectă, înaltă de 1-2 m, la bază alb-tomentoasă cu frunze inferioare pețiolate, iar cele superioare sesile, penate, flori negre purpurii, mai rar roșii sau galbene. | Muzeul de Științe Naturale, Roman                                                | Cimec    |
|      | Centaurea atropurpurea (Linnaeus, 1803)                                     | Descoperit: jud. Neamț, com. GÂDINȚI, GÂDINȚI Dimensiuni: L: 500                               | Rizom gros, lemnos, tulpină erectă, înaltă de 1-2 m, la bază alb-tomentoasă cu frunze inferioare pețiolate, iar cele superioare sesile, penate, flori negre purpurii, mai rar roșii sau galbene. | Muzeul de Științe Naturale, Roman                                                | Cimec    |
|      | Centaurea atropurpurea (Linnaeus, 1803)                                     | Descoperit: jud. Vrancea, DOMNEȘTI Dimensiuni: L: 450                                          | Rizom gros, lemnos, tulpină erectă, înaltă de 1-2 m, la bază alb-tomentoasă cu frunze inferioare pețiolate, iar cele superioare sesile, penate, flori negre purpurii, mai rar roșii sau galbene. | Muzeul de Științe Naturale, Roman                                                | Cimec    |
|      | Centaurea atropurpurea (Linnaeus, 1803)                                     | Descoperit: jud. Neamț, com. GÂDINȚI, GÂDINȚI Dimensiuni: L: 450                               | Rizom gros, lemnos, tulpină erectă, înaltă de 1-2 m, la bază alb-tomentoasă cu frunze inferioare pețiolate, iar cele superioare sesile, penate, flori negre purpurii, mai rar roșii sau galbene. | Muzeul de Științe Naturale, Roman                                                | Cimec    |
|      | Euonymus nana (M.B., 1819)                                                  | Descoperit: jud. Neamț, ROMAN Dimensiuni: L: 400                                               | Arbust cu tulpini repente sau ascendente, cu frunze persistente, flori în diclazii axilare. | Muzeul de Științe Naturale, Roman                                                | Cimec    |
|      | Trollius europaeus (Linnaeus; 1753)                                         | Descoperit: jud. Neamț, Cheile Șugăului Dimensiuni: L: 500                                     | Erbacee, perenă, cu frunze palmat-sectate și flori mari, galbene, 5-15 tepale, 5 nectarine, înguste, liniare. | Muzeul de Științe Naturale, Roman                                                | Cimec    |
|      | Bromus Barcensis (Simk, 1886)                                               | Descoperit: jud. Vaslui, com. BEREZENI, BEREZENI Dimensiuni: L: 550                            | Plantă cu tulpini înalte, frunze păroase, ligula lipsă sau foarte scurtă, panicul lax, spiculețe verzi sau violaceu nuanțate, axa spiculețului evident, păroasă. | Muzeul de Științe Naturale, Roman                                                | Cimec    |
|      | Euonymus nana (M.B., 1819)                                                  | Descoperit: jud. Neamț, ROMAN Dimensiuni: L: 500                                               | Arbust cu tulpini repente sau ascendente, cu frunze persistente, flori în diclazii axilare, brune-purpurii. | Muzeul de Științe Naturale, Roman                                                | Cimec    |
|      | Euonymus nana (M.B., 1819)                                                  | Descoperit: jud. Neamț, ROMAN Dimensiuni: L: 400                                               | Arbust cu tulpini repente sau ascendente, cu frunze persistente, flori în diclazii axilare, brune-purpurii. | Muzeul de Științe Naturale, Roman                                                | Cimec    |
|      | Euonymus nana (M.B., 1819)                                                  | Descoperit: jud. Neamț, ROMAN Dimensiuni: L: 350-400                                           | Arbust cu tulpini repente sau ascendente, cu frunze persistente, flori în diclazii axilare, brune-purpurii. | Muzeul de Științe Naturale, Roman                                                | Cimec    |
|      | Euonymus nana (M.B., 1819)                                                  | Descoperit: jud. Neamț, ROMAN Dimensiuni: L: 400                                               | Arbust cu tulpini repente sau ascendente, cu frunze persistente, flori în diclazii axilare, brune-purpurii. | Muzeul de Științe Naturale, Roman                                                | Cimec    |
|      | Euonymus nana (M.B., 1819)                                                  | Descoperit: jud. Constanța Dimensiuni: L: 450                                                  | Arbust cu tulpini repente sau ascendente, cu frunze persistente, flori în diclazii axilare, brune-purpurii. | Muzeul de Științe Naturale, Roman                                                | Cimec    |
|      | Neottia nidus - avis; (L.); L.C. (Rich., 1818)                              | Descoperit: jud. Suceava, Codrii seculari Slătioara Dimensiuni: L: 400                         | Plantă saprofită, cu tulpină erectă, groasă, galben brunie, rizom gros, aspect de cuib de pasăre, inflorescență ovată sau cilindrică, multifloră, cu flori deschis brune cu miros de miere. | Muzeul de Științe Naturale, Roman                                                | Cimec    |
|      | Neottia nidus - avis; (L.); L.C. (Rich., 1818)                              | Descoperit: jud. Neamț, com. GÂDINȚI Dimensiuni: L: 400                                        | Plantă saprofită, cu tulpină erectă, groasă, galben brunie, rizom gros, aspect de cuib de pasăre, inflorescență ovată sau cilindrică, multifloră, cu flori deschis brune cu miros de miere. | Muzeul de Științe Naturale, Roman                                                | Cimec    |
|      | Astragalus cornutus (Pall., 1771)                                           | Descoperit: jud. Vaslui, com. BEREZENI, Depresiunea Elan Dimensiuni: L: 300-350                | Rădăcină ramificată, tulpini lignificate, ramificate, suriu-albe, frunze cu 5-7 perechi de foliole distanțate liniare, inflorescență cu peduncul lung, cu 15-19 flori violacee dispuse în racem. | Muzeul de Științe Naturale, Roman                                                | Cimec    |
|      | Centaurea napulifera (Roch., 1835)                                          | Descoperit: jud. Constanța, com. AGIGEA Dimensiuni: L: 150                                     | Rădăcini tuberos îngroșate, tulpină erectă înaltă până la 30 cm, foliată, lânos tomentoasă, simplă sau foarte rar ramificată, frunzele bazale și inferioare pețiolate, flori centrale albastre sau roșii, iar cele marginale radiante azurii-albastre. | Muzeul de Științe Naturale, Roman                                                | Cimec    |
|      | Orchis cariophora (Linnaeus, 1753)                                          | Descoperit: jud. Sibiu, com. APOLDU DE JOS Dimensiuni: L: 300                                  | Plantă cu rădăcini scurte și tuberculi întregi, tulpină înaltă până la 40 cm, frunze liniar lanceolate, inflorescență cilindrică multifloră, flori brun roșietice, rareori albe. | Muzeul de Științe Naturale, Roman                                                | Cimec    |
|      | Poa badensis (Haenke, 1797)                                                 | Descoperit: jud. Suceava, Munții Rarău Dimensiuni: L: 300                                      | Plantă ce formează tufe, cu lăstari intravaginali, cu tulpină învelită de vagine numeroase, strâns lipite, frunze plane, alungite, cenușiu sau albăstrui-verzui, cu margini evdent cartilaginoase; floarea panicul ovoid, cu spiculețe lungi și comprimate lateral, verzui-gălbui sau violet pătate cu 3 până la 9 flori. | Muzeul de Științe Naturale, Roman                                                | Cimec    |
|      | Cerastium transsilvanicum (Schur., 1851)                                    | Descoperit: jud. Neamț, Munții Ceahlău Dimensiuni: L: 350-400                                  | Plantă cu numeroase tulpini culcate la bază, apoi erecte până la 40 cm, frunze oblong lanceolate, mai late la mijloc, puțin păroase, flori dispuse în cime. | Muzeul de Științe Naturale, Roman                                                | Cimec    |
|      | Cypripedium calceolus (Linnaeus, 1753)                                      | Descoperit: jud. Neamț Dimensiuni: L: 250                                                      | Rizom repent, tulpină foliată, frunze eliptice, flori solitare sau puține, cu labelul concav, veziculos, umflat, nepintenat. | Muzeul de Științe Naturale, Roman                                                | Cimec    |
|      | Cypripedium calceolus (Linnaeus, 1753)                                      | Descoperit: jud. Neamț, Vulpășești Dimensiuni: L: 400                                          | Rizom repent, tulpină foliată, frunze eliptice, flori solitare sau puține, cu labelul concav, veziculos, umflat, nepintenat. | Muzeul de Științe Naturale, Roman                                                | Cimec    |
|      | Cypripedium calceolus (Linnaeus, 1753)                                      | Descoperit: jud. Neamț, Vulpășești Dimensiuni: L: 400                                          | Rizom repent, tulpină foliată, frunze eliptice, flori solitare sau puține, cu labelul concav, veziculos, umflat, nepintenat. | Muzeul de Științe Naturale, Roman                                                | Cimec    |
|      | Cypripedium calceolus (Linnaeus, 1753)                                      | Descoperit: jud. Neamț, Vulpășești Dimensiuni: L: 450                                          | Rizom repent, tulpină foliată, frunze eliptice, flori solitare sau puține, cu labelul concav, veziculos, umflat, nepintenat. | Muzeul de Științe Naturale, Roman                                                | Cimec    |
|      | Cypripedium calceolus (Linnaeus, 1753)                                      | Descoperit: jud. Neamț, Vulpășești Dimensiuni: L: 450                                          | Rizom repent, tulpină foliată, frunze eliptice, flori solitare sau puține, cu labelul concav, veziculos, umflat, nepintenat. | Muzeul de Științe Naturale, Roman                                                | Cimec    |
|      | Plathanthera chlorantha (Cust.) (Richb., 1828)                              | Descoperit: jud. Neamț, com. GÂDINȚI Dimensiuni: L: 450                                        | Plantă cu tuberculi alungiți, tulpină erectă, înaltă, glabră și muchiată, frunze mari, lungi, late, eliptice sau lat ovate, glabre, nelucioase, inflorescența lungă, cilindrică, ovată, flori albicioase, verzui sau gălbui, indore sau cu slab miros de ceară. | Muzeul de Științe Naturale, Roman                                                | Cimec    |
|      | Plathanthera chlorantha (Cust.) (Richb., 1828)                              | Descoperit: jud. Neamț, com. GÂDINȚI Dimensiuni: L: 330                                        | Plantă cu tuberculi alungiți, tulpină erectă, înaltă, glabră și muchiată, frunze mari, lungi, late, eliptice sau lat ovate, glabre, nelucioase, inflorescența lungă, cilindrică, ovată, flori albicioase, verzui sau gălbui, indore sau cu slab miros de ceară. | Muzeul de Științe Naturale, Roman                                                | Cimec    |
|      | Alyssum borzeanum (Nyar, 1926)                                              | Descoperit: jud. Constanța, com. AGIGEA Dimensiuni: L: 150                                     | Plantă perenă, rădăcină lemnoasă, tulpini numeroase, acoperite cu un strat alb de peri, frunze tulpinale canescente, ușor ingudtate spre bază, caduce la înflorire, inflorescență corimb simplu sau compus, flori mici galbene. | Muzeul de Științe Naturale, Roman                                                | Cimec    |
|      | Gymnadenia conopsea (L.) (R. Br., 1813)                                     | Descoperit: jud. Caraș-Severin, Munții Semenic Dimensiuni: L: 300                              | Plantă cu rădăcini relativ groase, tulpină erectă cilindrică, slab muchiată, verde gălbuie, frunze de obicei câte 6-9 liniare, inflorescență cilindrică multifloră, laxă sai densă, flori mici, deschis purpurii sai rozee, neplăcut mirositoare. | Muzeul de Științe Naturale, Roman                                                | Cimec    |
|      | Arctostaphylod uva - ursi; (L.); (Spreng, 1825)                             | Descoperit: jud. Neamț, Munții Ceahlău Dimensiuni: L: 150                                      | Plantă mică târâtoare, puternic ramificată, cu frunze alterne, pieloase, flori în raceme, roșietice sau albe. | Muzeul de Științe Naturale, Roman                                                | Cimec    |
|      | Epipactis palustris (Linnaeus, 1769)                                        | Descoperit: jud. Bacău, Munții Suhard Dimensiuni: L: 350                                       | Plantă cu rizom scurt, flori albe sau rozacee, labelul mai lung decât foliolele perigonale, partea anterioară a labelului subrotundă. | Muzeul de Științe Naturale, Roman                                                | Cimec    |
|      | Dianthus collinus ssp. Glabriusculus (W. et K., 1802)                       | Descoperit: jud. Iași, Piscu Rusului Dimensiuni: L: 350-500                                    | Tulpină desfoliată, cu frunze liniar lanceolate, flori scurt pedicelate, așezate în capitule, cu 2-8 flori. | Muzeul de Științe Naturale, Roman                                                | Cimec    |
|      | Dianthus callizonus (Schott et Kotschy, 1851)                               | Descoperit: jud. Brașov, Munții Bucegi Dimensiuni: L: 400                                      | Tulpină glabră, unifloră, neramificată, rar cu 2-5 flori, frunze bazale mai scurte decât cele tulpinale formând rozete, frunze tulpinale puțin rigide, lanceolat liniare, la bază mai late, flori de culoare carmin catifelate. | Muzeul de Științe Naturale, Roman                                                | Cimec    |
|      | SiO2; romboedric                                                            | Descoperit: jud. Maramureș, Baia Mare, Mina Băiuț Dimensiuni: G: 280                           | Piesă de dimensiuni mici: 50x70 mm, interesantă d.p.d.v. mineralogic, formată din cristale de cuarț; habitus piramidal; culoare albă; opace; înălțime a cristalelor cuprinsă între 10-20 mm. | Muzeul de Științe Naturale, Roman                                                | Cimec    |
|      | CaCO3; romboedric                                                           | Descoperit: jud. Caraș-Severin, Moldova Nouă Dimensiuni: G: 200                                | Eșantion cu habitus scurt prismatic, culoare albicioasă, luciu gras, opac. | Muzeul de Științe Naturale, Roman                                                | Cimec    |
|      | SiO2; romboedric; Calcopirită; CuFeS2                                       | Descoperit: jud. Maramureș, Cavnic Dimensiuni: G: 220                                          | Agregate compacte de calcopirită; luciu metalic, culoare galbenă; cuarț: luciu sticlos, culoare albă. | Muzeul de Științe Naturale, Roman                                                | Cimec    |
|      | FeS2                                                                        | Descoperit: jud. Bistrița-Năsăud, RODNA Dimensiuni: G: 50                                      | Agregat cristalizat, habitus reniform, culoare galbenă, luciu metalic. | Muzeul de Științe Naturale, Roman                                                | Cimec    |
|      | SiO2; romboedric                                                            | Descoperit: jud. Maramureș, Cavnic Dimensiuni: G: 50                                           | Agregate cristalizate, habitus compact, translucid, luciu, vitros, culoare roz – violacee. | Muzeul de Științe Naturale, Roman                                                | Cimec    |
|      | SiO2; romboedric; Calcit; CaCO3; romboedric                                 | Descoperit: jud. Maramureș, Cavnic Dimensiuni: G: 550                                          | Agregate cristalizate, cuarț cu habitus prismatic, translucid peste care s-a dispus o crustă calcitică cu aspect de macaroane. | Muzeul de Științe Naturale, Roman                                                | Cimec    |
|      | BASO4; rombic                                                               | Descoperit: jud. Maramureș, Cavnic Dimensiuni: G: 160                                          | Agregate cristalizate, habitus tabular, culoare albicioasă, translucidă. | Muzeul de Științe Naturale, Roman                                                | Cimec    |
|      | BASO4; rombic                                                               | Descoperit: jud. Maramureș, Cavnic Dimensiuni: G: 240                                          | Agregate cristalizate, habitus tabular 15x20 mm, culoare albă, translucidă, luciu vitros. | Muzeul de Științe Naturale, Roman                                                | Cimec    |
|      | BASO4; rombic                                                               | Descoperit: jud. Maramureș, Cavnic Dimensiuni: G: 1500                                         | Agregate cristalizate, cristale mari, opace, culoare albicioasă. | Muzeul de Științe Naturale, Roman                                                | Cimec    |
|      | SiO2; romboedric; Calcit; CaCO3; romboedric                                 | Descoperit: jud. Maramureș, Cavnic Dimensiuni: G: 840                                          | Agregate cristalizate; cuarț, habitus prismatic, cristale de 10-15 mm, transparente cu crustă de calcit, alb–gălbuie opacă. | Muzeul de Științe Naturale, Roman                                                | Cimec    |
|      | SbS3; rombic                                                                | Descoperit: jud. Maramureș, Cavnic Dimensiuni: G: 780                                          | Agregat cristalizat; cuarț, format din stibină, habitus acicular cristale cu înălțimea cuprinsă între 15-50 mm, culoare neagră-cenușie, luciu metalic și cu depuneri feruginoase, frecvente macle. | Muzeul de Științe Naturale, Roman                                                | Cimec    |
|      | SiO2; romboedric                                                            | Descoperit: jud. Caraș-Severin, Rușchița Dimensiuni: G: 660                                    | Agregate cristalizate în două generații; prima, habitus piramidal, cristale de 10-15 mm, a doua, habitus acicular, cristale piramidale subțiri și scurte, translucide, albe, luciu vitros. | Muzeul de Științe Naturale, Roman                                                | Cimec    |
|      | SiO2; romboedric                                                            | Descoperit: jud. Maramureș, Baia Sprie Dimensiuni: G: 2450                                     | Agregate cristalizate; cuarț, habitus prismatic, cristale de 15-20 mm, transparente. | Muzeul de Științe Naturale, Roman                                                | Cimec    |
|      | SbS3; rombic                                                                | Descoperit: jud. Maramureș, Baia Sprie Dimensiuni: G: 420 G: 420                               | Santion cristalizat; habitus acicular; cristale a caror lungime depaseste 40 mm, culoare cenusiuargintie; luciu metalic. | Muzeul de Științe Naturale, Roman                                                | Cimec    |
|      | MnCO3; romboedric                                                           | Descoperit: jud. Maramureș, Baia Sprie Dimensiuni: G: 200 G: 420                               | Agregate cristalizate; habitus piramidal; cristale piramidale scurte, culoare roz, luciu, sticlos, translucid; mineral descris pentru prima dată din Romania de la Săcărâmb. | Muzeul de Științe Naturale, Roman                                                | Cimec    |
|      | CaCO3; romboedric; Galenă; PbS; cubic                                       | Descoperit: jud. Maramureș, Cavnic Dimensiuni: G: 240                                          | Agregate cristalizate; calcit; habitus grăunțos, culoare albă; opac și cristale izolate de galenă, habitus cubic, fețe netede, culoare gri, luciu metalic. | Muzeul de Științe Naturale, Roman                                                | Cimec    |
|      | SiO2; romboedric                                                            | Descoperit: jud. Maramureș, Baia Sprie Dimensiuni: G: 2280                                     | Agregate cristalizate; cuarț, habitus prismatic, transparente. | Muzeul de Științe Naturale, Roman                                                | Cimec    |
|      | FeS2; cubic                                                                 | Descoperit: jud. Bistrița-Năsăud, RODNA Dimensiuni: G: 170                                     | Eșantion format prin cristalizarea sulfurii de Fe, culoare galben–verzui, luciu metalic. | Muzeul de Științe Naturale, Roman                                                | Cimec    |
|      | FeS2; cubic                                                                 | Descoperit: jud. Bistrița-Năsăud, RODNA, Valea Blaznei Dimensiuni: G: 300                      | Agregate cristaline, piritoedri, habitus cubic, culoare galbenă-verzuie. | Muzeul de Științe Naturale, Roman                                                | Cimec    |
|      | PbS; cubic                                                                  | Descoperit: jud. Maramureș, Baia Sprie Dimensiuni: G: 210                                      | Agregate cristalizate; habitus cubic; cristale bine individualizate, cu fețe netede, concrescute, culoare cenușie, luciu metalic. | Muzeul de Științe Naturale, Roman                                                | Cimec    |
|      | FeS; rombic                                                                 | Descoperit: jud. Maramureș, Baia Sprie Dimensiuni: G: 820                                      | Eșantion format din cristale cu habitus tabular 35x50 mm cu macle, culoare cenușie cu aspecte verzui. | Muzeul de Științe Naturale, Roman                                                | Cimec    |
|      | CaCO3; romboedric                                                           | Descoperit: jud. Caraș-Severin, Rușchița Dimensiuni: G: 580                                    | Agregate cristalizate, habitus piramidal, culoare albă, opaca, înălțime de 10-15 mm. | Muzeul de Științe Naturale, Roman                                                | Cimec    |
|      | BASO4; rombic                                                               | Descoperit: jud. Maramureș, Cavnic Dimensiuni: G: 540                                          | Agregate cristalizate, habitus lamelar; macle; culoare albă-albăstruie, luciu vitros. | Muzeul de Științe Naturale, Roman                                                | Cimec    |
|      | Taxus baccata (Linnaeus, 1753)                                              | Descoperit: jud. Iași, IAȘI, Grădina Botanică Dimensiuni: L: 350                               | Arbore sau arbust dioic și toxic, cu frunze aciculare și uninerve, conurile mascule formate din stamine peltate, iar semințele sunt înconjurate cu un aril cupuliform, cărnos, netoxic. | Muzeul de Științe Naturale, Roman                                                | Cimec    |
|      | Pinus cembra (Linnaeus, 1753)                                               | Descoperit: jud. Iași, IAȘI Dimensiuni: L: 450                                                 | Arbore cu frunze grupate câte 5 pe un microblast, frunze tari, groase, conuri lungi de 6-8 cm, semințe nearipate. | Muzeul de Științe Naturale, Roman                                                | Cimec    |
|      | Taxus baccata (Linnaeus, 1753)                                              | Descoperit: jud. Neamț, com. FĂUREI Dimensiuni: L: 500                                         | Arbore sau arbust dioic și toxic, cu frunze aciculare și uninerve, conurile mascule formate din stamine peltate, iar semințele sunt înconjurate cu un aril cupuliform, cărnos, netoxic. | Muzeul de Științe Naturale, Roman                                                | Cimec    |
|      | Cypripedium calceolus (Linnaeus, 1753)                                      | Descoperit: jud. Neamț, com. SAGNA, Vulpășești Dimensiuni: L: 400                              | Rizom repent, tulpină foliată, frunze eliptice, flori solitare sau puține, cu labelul concav, veziculos, umflat, nepintenat. | Muzeul de Științe Naturale, Roman                                                | Cimec    |
|      | Taxus baccata (Linnaeus, 1753)                                              | Descoperit: jud. Iași, IAȘI, Grădina Botanică Dimensiuni: L: 400                               | Arbore sau arbust dioic și toxic, cu frunze acuculare și uninerve, conurile mascule formate din stamine peltate, iar semințele sunt înconjurate cu un aril cupuliform, cărnos, netoxic. | Muzeul de Științe Naturale, Roman                                                | Cimec    |
|      | Taxus baccata (Linnaeus, 1753)                                              | Descoperit: jud. Iași, IAȘI Dimensiuni: L: 450                                                 | Arbore sau arbust dioic și toxic, cu frunze aciculare și uninerve, conurile mascule formate din stamine peltate, iar semințele sunt înconjurate cu un aril cupuliform, cărnos, netoxic. | Muzeul de Științe Naturale, Roman                                                | Cimec    |
|      | Pinus cembra (Linnaeus, 1753)                                               | Descoperit: jud. Iași, IAȘI Dimensiuni: L: 350                                                 | Arbore cu frunze grupate câte 5 pe un microblast, frunze tari, groase, conuri lungi de 6-8 cm, semințe nearipate. | Muzeul de Științe Naturale, Roman                                                | Cimec    |
|      | Taxus baccata (Linnaeus, 1753)                                              | Descoperit: jud. Iași, IAȘI, Grădina Botanică Dimensiuni: L: 200                               | Arbore sau arbust dioic și toxic, cu frunze acuculare și uninerve, conurile mascule formate din stamine peltate, iar semințele sunt înconjurate cu un aril cupuliform, cărnos, netoxic. | Muzeul de Științe Naturale, Roman                                                | Cimec    |
|      | Leotopodium alpinum (L.) (Cass. 1821)                                       | Descoperit: jud. Suceava, com. OSTRA, Vârful Smida Dimensiuni: L: 250                          | Tulpinile și frunzele penat tomentoase, frunzele înguste sau liniar-lanceolate, florile galbene-verzii. | Muzeul de Științe Naturale, Roman                                                | Cimec    |
|      | Leotopodium alpinum (L.) (Cass. 1821)                                       | Descoperit: jud. Suceava, com. OSTRA, Vârful Smida Dimensiuni: L: 300                          | Tulpinile și frunzele penat tomentoase, frunzele înguste sau liniar-lanceolate, florile galbene-verzii. | Muzeul de Științe Naturale, Roman                                                | Cimec    |
|      | Taxus baccata (Linnaeus, 1753)                                              | Descoperit: jud. Caraș-Severin, BĂILE HERCULANE Dimensiuni: L: 350                             | Arbore sau arbust dioic și toxic, cu frunze acuculare și uninerve, conurile mascule formate din stamine peltate, iar semințele sunt înconjurate cu un aril cupuliform, cărnos, netoxic. | Muzeul de Științe Naturale, Roman                                                | Cimec    |
|      | Taxus baccata (Linnaeus, 1753)                                              | Descoperit: jud. Neamț, com. FĂUREI, CLIMEȘTI Dimensiuni: L: 450                               | Arbore sau arbust dioic și toxic, cu frunze acuculare și uninerve, conurile mascule formate din stamine peltate, iar semințele sunt înconjurate cu un aril cupuliform, cărnos, netoxic. | Muzeul de Științe Naturale, Roman                                                | Cimec    |
|      | Taxus baccata (Linnaeus, 1753)                                              | Descoperit: jud. Caraș-Severin, BĂILE HERCULANE Dimensiuni: L: 350                             | Arbore sau arbust dioic și toxic, cu frunze acuculare și uninerve, conurile mascule formate din stamine peltate, iar semințele sunt înconjurate cu un aril cupuliform, cărnos, netoxic. | Muzeul de Științe Naturale, Roman                                                | Cimec    |
|      | Taxus baccata (Linnaeus, 1753)                                              | Descoperit: jud. Neamț, com. FĂUREI, CLIMEȘTI Dimensiuni: L: 450                               | Arbore sau arbust dioic și toxic, cu frunze acuculare și uninerve, conurile mascule formate din stamine peltate, iar semințele sunt înconjurate cu un aril cupuliform, cărnos, netoxic. | Muzeul de Științe Naturale, Roman                                                | Cimec    |
|      | Paleonia tenuifolia (Linnaeus; 1753)                                        | Descoperit: jud. Mureș, TÂRGU MUREȘ Dimensiuni: L: 500                                         | Specie erbacee, cu frunze alternante multipenate, flori mari actinomorfe alternante, solitare, petale roșii, lungi de circa 6 cm. | Muzeul de Științe Naturale, Roman                                                | Cimec    |
|      | Paleonia tenuifolia (Linnaeus; 1753)                                        | Descoperit: jud. Mureș, TÂRGU MUREȘ Dimensiuni: L: 450                                         | Specie erbacee, cu frunze alternante multipenate, flori mari actinomorfe alternante, solitare, petale roșii, lungi de circa 6 cm. | Muzeul de Științe Naturale, Roman                                                | Cimec    |
|      | Taxus baccata (Linnaeus, 1753)                                              | Descoperit: jud. Neamț Dimensiuni: L: 300                                                      | Arbore sau arbust dioic și toxic, cu frunze acuculare și uninerve, conurile mascule formate din stamine peltate, iar semințele sunt înconjurate cu un aril cupuliform, cărnos, netoxic. | Muzeul de Științe Naturale, Roman                                                | Cimec    |
|      | Cypripedium calceolus (Linnaeus, 1753)                                      | Descoperit: jud. Neamț, SLOBOZIA Dimensiuni: L: 300                                            | Rizom repent, tulpină foliată, frunze eliptice, flori solitare sau puține, cu labelul concav, veziculos, umflat, nepintenat. | Muzeul de Științe Naturale, Roman                                                | Cimec    |
|      | Taxus baccata (Linnaeus, 1753)                                              | Descoperit: jud. Neamț, com. FĂUREI, CLIMEȘTI Dimensiuni: L: 400                               | Arbore sau arbust dioic și toxic, cu frunze acuculare și uninerve, conurile mascule formate din stamine peltate, iar semințele sunt înconjurate cu un aril cupuliform, cărnos, netoxic. | Muzeul de Științe Naturale, Roman                                                | Cimec    |
|      | Taxus baccata (Linnaeus, 1753)                                              | Descoperit: jud. Neamț, com. FĂUREI, CLIMEȘTI Dimensiuni: L: 400                               | Arbore sau arbust dioic și toxic, cu frunze acuculare și uninerve, conurile mascule formate din stamine peltate, iar semințele sunt înconjurate cu un aril cupuliform, cărnos, netoxic. | Muzeul de Științe Naturale, Roman                                                | Cimec    |
|      | Taxus baccata (Linnaeus, 1753)                                              | Descoperit: jud. Neamț, com. FĂUREI, CLIMEȘTI Dimensiuni: L: 400                               | Arbore sau arbust dioic și toxic, cu frunze acuculare și uninerve, conurile mascule formate din stamine peltate, iar semințele sunt înconjurate cu un aril cupuliform, cărnos, netoxic. | Muzeul de Științe Naturale, Roman                                                | Cimec    |
|      | Taxus baccata (Linnaeus, 1753)                                              | Descoperit: jud. Caraș-Severin, BĂILE HERCULANE Dimensiuni: L: 450                             | Arbore sau arbust dioic și toxic, cu frunze acuculare și uninerve, conurile mascule formate din stamine peltate, iar semințele sunt înconjurate cu un aril cupuliform, cărnos, netoxic. | Muzeul de Științe Naturale, Roman                                                | Cimec    |
|      | Taxus baccata (Linnaeus, 1753)                                              | Descoperit: jud. Caraș-Severin, BĂILE HERCULANE Dimensiuni: L: 400                             | Arbore sau arbust dioic și toxic, cu frunze acuculare și uninerve, conurile mascule formate din stamine peltate, iar semințele sunt înconjurate cu un aril cupuliform, cărnos, netoxic. | Muzeul de Științe Naturale, Roman                                                | Cimec    |
|      | Taxus baccata (Linnaeus, 1753)                                              | Descoperit: jud. Caraș-Severin, BĂILE HERCULANE Dimensiuni: L: 400                             | Arbore sau arbust dioic și toxic, cu frunze acuculare și uninerve, conurile mascule formate din stamine peltate, iar semințele sunt înconjurate cu un aril cupuliform, cărnos, netoxic. | Muzeul de Științe Naturale, Roman                                                | Cimec    |
|      | Achillea coarctata (Poiret.)                                                | Descoperit: jud. Constanța, MANGALIA Dimensiuni: L: 450                                        | Plantă cenușiu sură, cu rizom gros, lemnos, cu 1-5 tulpini florifere, descrescent foliate, frunze semiamplexicaule, liniar-lanceolate, inflorescență corimb indesuit și compact, flori radiare, galbene. | Muzeul de Științe Naturale, Roman                                                | Cimec    |
|      | Cypripedium calceolus (Linnaeus, 1753)                                      | Descoperit: jud. Neamț, com. SAGNA, Vulpășești Dimensiuni: L: 320                              | Rizom repent, tulpină foliată, frunze eliptice, flori solitare sau puține, cu labelul concav, veziculos, umflat, nepintenat. | Muzeul de Științe Naturale, Roman                                                | Cimec    |
|      | Cypripedium calceolus (Linnaeus, 1753)                                      | Descoperit: jud. Neamț, com. SAGNA, Vulpășești Dimensiuni: L: 220                              | Rizom repent, tulpină foliată, frunze eliptice, flori solitare sau puține, cu labelul concav, veziculos, umflat, nepintenat. | Muzeul de Științe Naturale, Roman                                                | Cimec    |
|      | Cypripedium calceolus (Linnaeus, 1753)                                      | Descoperit: jud. Neamț, com. SAGNA, Vulpășești Dimensiuni: L: 250                              | Rizom repent, tulpină foliată, frunze eliptice, flori solitare sau puține, cu labelul concav, veziculos, umflat, nepintenat. | Muzeul de Științe Naturale, Roman                                                | Cimec    |
|      | Cypripedium calceolus (Linnaeus, 1753)                                      | Descoperit: jud. Neamț, com. SAGNA, Vulpășești Dimensiuni: L: 320                              | Rizom repent, tulpină foliată, frunze eliptice, flori solitare sau puține, cu labelul concav, veziculos, umflat, nepintenat. | Muzeul de Științe Naturale, Roman                                                | Cimec    |
|      | Ephedra distachya (Linnaeus; 1753)                                          | Descoperit: jud. Constanța, com. AGIGEA Dimensiuni: L: 450                                     | Subarbust dioic, tulpini ramificate, noduroase, culcate, adesea radicante, adesea radicante, ramuri foarte rugoase, frunze mici în formă de solzi, amenți masculini elipsoidali, cei femeiești drepți, solitari cu flori galbene. | Muzeul de Științe Naturale, Roman                                                | Cimec    |
|      | Paleonia tenuifolia (Linnaeus; 1753)                                        | Descoperit: jud. Mureș, TÂRGU MUREȘ Dimensiuni: L: 350                                         | Specie erbacee, cu frunze alternante multipenate, flori mari actinomorfe alternante, solitare, petale roșii, lungi de circa 6 cm. | Muzeul de Științe Naturale, Roman                                                | Cimec    |
|      | Trollius europaeus (Linnaeus; 1753)                                         | Descoperit: jud. Neamț, Munții Ceahlău; Cabana Fântânele Dimensiuni: L: 400                    | Erbacee, perenă, cu frunze palmat-sectate și flori mari, galbene, 5-15 tepale, 5 nectarine, înguste, liniare. | Muzeul de Științe Naturale, Roman                                                | Cimec    |
|      | Pinus cembra (Linnaeus, 1753)                                               | Descoperit: jud. Iași, IAȘI Dimensiuni: L: 300                                                 | Arbore cu frunze grupate câte 5 pe un microblast, frunze tari, groase, conuri lungi de 6-8 cm, semințe nearipate. | Muzeul de Științe Naturale, Roman                                                | Cimec    |
|      | Silene zawadzkii (Herb., 1835)                                              | Descoperit: jud. Neamț, com. CEAHLĂU, Masivul Ceahlău Dimensiuni: L: 18 cm                     | Tulpină ascendentă, pubescentă, simplă, cu 3 flori. Frunze pieloase, îngroșate, mărunt ciliate pe margini, glabre, late de 1-4 cm, oblomgi, acuminate; cele tulpinale mai mici, lanceolate. Petale întregi, coronate, caliciu puțin umflat. | Muzeul de Științe Naturale, Piatra Neamț                                         | Cimec    |
|      | Hepatica transilvanica (Fuss., 1848)                                        | Descoperit: jud. Neamț, com. HANGU, RUGINEȘTI Dimensiuni: L: 17 cm                             | Plantă cu rizom lung, oblic. Lobii frunzelor de două ori trilobați, cu lobuli obtuzi, rotunjiți. Flori mari de 2,5-4 cm în diametru, violete. Foliole involucrale 2-3 dințate la vârf. | Muzeul de Științe Naturale, Piatra Neamț                                         | Cimec    |
|      | Leontopodium alpinum (Cass., 1821)                                          | Descoperit: jud. Neamț, com. CEAHLĂU, Masivul Ceahlău Dimensiuni: L: 30 cm                     | Rizom cilindric, cu resturi de frunze vechi și care emite rozete de frunze. Tulpină înaltă de 30 cm, erectă, neramificată. Frunze pe față slab, pe dos des suriu lanuginoase, întregi. Antodii emisferice, îngrămădite în cime dense, capituliforme, cu foliole inegale, stelat extinse, mai ales pe față des alb lanat tomentoase. Foliole involucrale ovat lanceolate, pe dos lanuginoase, bruniu- negre. Florile discului tubuloase, sterile, cele radiare în mai multe serii. Rareori antodiile sunt monoice. Flori puțin mai scurte decât papusul. Achenă de 1 mm lungime. | Muzeul de Științe Naturale, Piatra Neamț                                         | Cimec    |
|      | Erysimum wittmanni (Zaw., 1835)                                             | Descoperit: jud. Neamț, com. CEAHLĂU, Masivul Ceahlău Dimensiuni: L: 31 cm                     | Rădăcină pivotantă groasă, cu ramuri subțiri. Tulpină erectă, de 31 cm înălțime, groasă, colțuroasă, verde, ramificată. Frunze tulpinale lanceolate, mai late la mijloc, cele inferioare în semirozetă. Racem florifer scurt și foarte dens. Flori odorante de culoare galben-deschisă, pedicel floral lung de 4-6 cm. Sepale liniar lanceolate lungi de 9-10,5 cm, albe-gălbui, submembranoase, la vârf murdar verzi. Două opuse dilatate saciform și ceva mai lungi decât cele nedilatate. Petale mari, mai lungi de cca. 2 ori față de caliciu. Silicve erecte sau arcuite lungi de 8-10 cm. | Muzeul de Științe Naturale, Piatra Neamț                                         | Cimec    |
|      | Erysimum wittmanni (Zaw., 1835)                                             | Descoperit: jud. Neamț, Masivul Ceahlău Dimensiuni: L: 25 cm                                   | Rădăcină pivotantă, groasă. Tulpină erectă, înaltă de 25 cm, groasă, colțuroasă, cu peri bifurcați, dens foliată. Frunze tulpinale lanceolate, mai late la mijloc. Cele inferioare dese, în semirozetă, distanțat sinuat dințate. Frunze superioare liniar lanceolate. Inflorescența - racem florifer scurt și foarte dens. Flori odorante galben deschis ca lămâia. Sepale liniar lanceolate, albe-gălbui, submembranoase, fin păroase, două opuse dilatate saciform la bază și mai lungi decât cele nedilatate. Petale de 2 ori mai mari decât sepalele. Silicve erecte sau arcuite. | Muzeul de Științe Naturale, Piatra Neamț                                         | Cimec    |
|      | Erysimum wittmanni ssp. Transsilvanicum (Schur, 1866)                       | Descoperit: jud. Harghita, Lacul Roșu Dimensiuni: L: 32 cm                                     | Rădăcină oblică; colet scvamos cu rămășițe de frunze din anii precedenți.Tulpină erectă, rigidă de 32 cm înălțime, verde, colțuroasă, acoperită cu peri bifurcați. Frunze bazale în rozetă densă, persistentă până la sfârșitul înfloririi, liniar oblanceolate. Frunze tulpinale inferioare asemănătoare cu ale rozetei. Frunze mijlocii și superioare foarte dense, erecte, rigide, îngust lanceolate. Inflorescența - racem scurt și dens, cu flori mari, odorante, de culoare galbenă deschisă. Pedicel floral, de 5 mm, mai scurt decât caliciul. Sepale de 9-10 mm, liniar lanceolate, albe-gălbui, la vârf murdar verzi, cu margini membranoase, 2 opuse, dilatate saciform la bază. Petale obovate. | Muzeul de Științe Naturale, Piatra Neamț                                         | Cimec    |
|      | Erysimum wittmanni ssp. Transsilvanicum (Schur, 1866)                       | Descoperit: jud. Suceava, Munții Rarău Dimensiuni: L: 16 cm                                    | Rădăcină oblică, colet scavamos. Tulpină erectă, dreaptă, rigidă, lungă de 16 cm, colșuroasă, solitară, neramificată. Frunze bazale în rozetă densă cu frunze liniar oblanceolate, dens sinuat dentate, acoperite cu peri trifurcați. Frunze tulpinale foarte dese, erecte, îngust lanceolate, mărunt și distanțat denticulate. Inflorescența - un racem scurt și dens, cu flori mari, odorante, galben deschise. Pedicel floral de 5 mm, sepale de 9-10 mm liniar lanceolate, albe-gălbui, la vârf murdar verzui, la margini membranoase, 2 opuse dilatate saciform la bază. Petale de 18-25 mm, cu lamina subrotundă.                                                                                     | Muzeul de Științe Naturale, Piatra Neamț                                         | Cimec    |
|      | Leontopodium alpinum (Cass., 1821)                                          | Descoperit: jud. Neamț, com. CEAHLĂU, Masivul Ceahlău Dimensiuni: L: 15 cm                     | Rizom cilindric, acoperit cu resturi de frunze vechi. Tulpină înaltă de 15 cm, neramificată, tomentoasă. Frunzele rozetei sublanceolate, obtuziuscule, cele tulpinale alungit lanceolate. Frunze pe față slab, pe dos des suriu lanuginoase. Antodii emisferice îngrămădite în cime dense, capituliforme, înconjurate de 5-15 foliole lanceolate, inegale ca lungime, mai ales pe față alb lanat tomentoase. Foliole involucrale imbricate, ovat lanceolate, pe dos lanuginoase, la vârf glabre. Florile discului tubuloase, femele, sterile, cele radiare femele, în mai multe serii, îngust tubuloase. Rareori antodiile sunt monoice. Flori mai scurte decât papusul.                                    | Muzeul de Științe Naturale, Piatra Neamț                                         | Cimec    |
|      | Erysimum wittmanni (Zaw., 1835)                                             | Descoperit: jud. Harghita, Cheile Bicazului Dimensiuni: L: 35 cm                               | Rădăcină pivotantă, groasă. Tulpină erectă, înaltă de 35 cm, groasă, colțuroasă, verde, acoperită cu peri bifurcați, dens foliată. Rozeta bazală prezentă la începutul înfloririi fiind dens foliată, cu frunze îngust oblanceolate, atenuate în pețiol, adânc sinuat dințate, verzi, cu peri trifurcați risipiți. Frunze tulpinale alungit lanceolate, îngustate spre capete. Frunze superioare liniar lanceolate. Racem florifer scurt și foarte dens. Flori odorante, galbene deschis; sepale liniar lanceolate, fin păroase, submembranoase, la vârf murdar verzi. 2 sepale opuse dilatate saciform la bază, celelalte 2 nedilatate, la vârf glugate.                                                   | Muzeul de Științe Naturale, Piatra Neamț                                         | Cimec    |
|      | Silene zawadzkii (Herb., 1835)                                              | Descoperit: jud. Harghita, Cheile Bicazului Dimensiuni: L: 30 cm                               | Tulpină înaltă de 30 cm, ascendentă, pubescentă, simplă. Inflorescență cimoasă paucifloră, cu 1-7 flori. Frunze pieloase, îngroșate, scabre pe ambele fețe, glabre, mărunt ciliate pe margini. Frunze radicale oblongi, late de 1-4 cm, acuminate, îndesuite, cele tulpinale mai mici, lanceolate. Caliciu lung de 1,5 cm, puțin umflat, pubescent, cu dinții ovați, obtuzi. Petale întregi, coronate. | Muzeul de Științe Naturale, Piatra Neamț                                         | Cimec    |
|      | Melampyrum sylvaticum ssp. saxosum (Baumg.) (Beauv., 1816)                  | Descoperit: jud. Harghita, Mt. Hășmaș, Telecu Mare Dimensiuni: L: 25 cm                        | Tulpină gracilă, de 25 cm înălțime, erectă, biserial pubescentă ramificată superior. Frunze scurt pețiolate, late de 3-5 mm, liniar lanceolate, întregi. Bractei lanceolate, lung ascuțite, întregi. Caliciu scurt pedicelat, de 5-6 mm, glabru, cu dinți lanceolați, acuțiți, erecți. Corolă albă, de 9-12 mm, cu gâtul deschis. Labiul inferior cu 3-5 strii roșii și 2 pete galbene aurii. Labiul superior arcuit în formă de coif. Antere mari, lungi. | Muzeul de Științe Naturale, Piatra Neamț                                         | Cimec    |
|      | Hepatica transilvanica (Fuss., 1848)                                        | Descoperit: jud. Neamț, com. HANGU, RUGINEȘTI Dimensiuni: L: 19 cm                             | Plantă de 19 cm înălțime, cu rizom oblic, lung, la vârf cu frunze și flori. Frunze cu lobii încă o dată lobulați, cu lobuli obtuzi, rotunjiți. Flori mari de 2,5-4 cm în diametru. Foliole involucrale 2-3 ori dințate la vârf. | Muzeul de Științe Naturale, Piatra Neamț                                         | Cimec    |
|      | Hepatica transilvanica (Fuss., 1848)                                        | Descoperit: jud. Neamț, com. HANGU, RUGINEȘTI Dimensiuni: L: 18 cm                             | Plantă de 18 cm, cu rizom lung, oblic, la vârf cu grupe de frunze și flori. Frunzele cu lobi de 2 ori 3 - lobulați, cu lobuli obtuzi. Flori mari, de 2,5-4 cm în diametru. Foliole involucrale 2-3 dințate la vârf. | Muzeul de Științe Naturale, Piatra Neamț                                         | Cimec    |
|      | Hepatica transilvanica (Fuss., 1848)                                        | Descoperit: jud. Neamț, com. HANGU, RUGINEȘTI Dimensiuni: L: 13 cm                             | Plantă de 13 cm, cu rizom lung, oblic. Are la vărf smoc de frunze și flori. Frunzele sunt de 2 ori 3 - lobulate, cu lobii obtuzi. Flori mari, de 2,5-4 cm în diametru. Foliole involucrale de 2-3 ori dințate la vîrf. | Muzeul de Științe Naturale, Piatra Neamț                                         | Cimec    |
|      | Hepatica transilvanica (Fuss., 1848)                                        | Descoperit: jud. Neamț, com. HANGU, RUGINEȘTI Dimensiuni: L: 17 cm                             | Plantă de 17 cm, cu rizom lung, oblic. La vîrf cu grupe de frunze și flori. Frunzele sunt dublu 3 - lobulate, cu lobuli obtuzi. Flori mari de 2,5-4 cm în diametru. Foliolele involucrului uneori 2-3 dințate la vărf. | Muzeul de Științe Naturale, Piatra Neamț                                         | Cimec    |
|      | Silene zawadzkii (Herb., 1835)                                              | Descoperit: jud. Harghita, Cheile Bicazului Dimensiuni: L: 28 cm                               | Tulpină înaltă de 28 cm, ascendentă, pubescentă, simplă, unifloră sau cimoasă. Inflorescența din 1-7 flori. Frunze pieloase, îngroșate, glabre, mărunt ciliate pe margini, cele radicale oblongi, late de 1-4 cm, acuminate, subsesile, îndesuite, cele tulpinale mai mici, lanceolate sau liniare. Caliciu de 1,5 cm, puțin umflat, multistriat, reticulat, pubescent. | Muzeul de Științe Naturale, Piatra Neamț                                         | Cimec    |
|      | Silene zawadzkii (Herb., 1835)                                              | Descoperit: jud. Harghita, Cheile Bicazului Dimensiuni: L: 39 cm                               | Tulpină înaltă de 39 cm, ascendentă, pubescentă, simplă, unifloră sau paucifloră. Inflorescența din 1-7 flori. Frunze pieloase, îngroșate, pe ambele fețe punctat scabre, glabre, mărunt ciliate pe margini, oblongi ovate, late de 1-4 cm, acuminate, subsesile, îndesuite, lanceolate. Caliciu lung de 1,5 cm, puțin umflat, multistriat, reticulat, pubescent. | Muzeul de Științe Naturale, Piatra Neamț                                         | Cimec    |
|      | Silene zawadzkii (Herb., 1835)                                              | Descoperit: jud. Neamț, com. CEAHLĂU, Masivul Ceahlău Dimensiuni: L: 26 cm                     | Tulpină înaltă de 37 cm, ascendentă, pubescentă, simplă, paucifloră. Inflorescența din 1-7 flori. Frunzele pieloase, îngroșate, scabre, glabre, mărunt ciliate pe margini, late de 1-4 cm, acuminate, îndesuite. Caliciu lung de 1,5 cm, puțin umflat, multistriat, reticulat, pubescent, cu dinți ovați, obtuzi. Petale întregi, coronate. | Muzeul de Științe Naturale, Piatra Neamț                                         | Cimec    |
|      | Erysimum wittmanni (Zaw., 1835)                                             | Descoperit: jud. Neamț, com. CEAHLĂU, Masivul Ceahlău Dimensiuni: L: 22 cm                     | Rădăcină pivotantă, groasă, cu ramuri subțiri. Tulpină erectă, de 22 cm, groasă, colțuroasă, verde, acoperită cu peri bifurcați. Rozetă bazală dens foliată, cu frunze lanceolate. Frunze tulpinale alungit lanceolate. Flori odorante, de culoare galbenă deschisă ca sulful. Separeu liniar lanceolate, albe-gălbui, submembranoase, două opuse dilatate saciform la bază. Petale mari, mai mari de 2 ori decât caliciul, cu lamina surotundă. | Muzeul de Științe Naturale, Piatra Neamț                                         | Cimec    |
|      | Erysimum wittmanni ssp. Transsilvanicum (Schur, 1866)                       | Descoperit: jud. Harghita, Vf. Ghilcoș Dimensiuni: L: 40 cm                                    | Rădăcină oblică cu coletul scvamos. Tulpină erectă, dreaptă, rigidă, verde, la bază violet- brunie, colțuroasă. Frunze bazale în rozetă densă, frunze liniar- oblanceolate. Frunze tulpinale dese, erecte, îngust lanceolate. Inflorescența - un racem scurt și dens, cu flori mari odorante, de culoare galbenă deschisă. Sepale mai mici, liniar lanceolate. Stamine lungi, vizibile la gâtul florii. | Muzeul de Științe Naturale, Piatra Neamț                                         | Cimec    |
|      | Leontopodium alpinum (Cass., 1821)                                          | Descoperit: jud. Neamț, com. CEAHLĂU, Masivul Ceahlău Dimensiuni: L: 24 cm                     | Rizom cilindric acoperit de frunze vechi. Tulpină esrectă, simplă. Frunzele rozetelor sublanceolate, obtuziuscule. Antodii emisferice, îngrămădite în cime dense, capituliforme, înconjurate de 5-15 foliole lanceolate, inegale ca lungime, stelat extinse, alb lanat tomentoase. Foliole involucrale imbricate, ovat lanceolate. Florile discului tubuloase. Flori mai scurte decât papusul. | Muzeul de Științe Naturale, Piatra Neamț                                         | Cimec    |
|      | Leontopodium alpinum (Cass., 1821)                                          | Descoperit: jud. Neamț, com. CEAHLĂU, Masivul Ceahlău Dimensiuni: L: 12 cm                     | Rizom cilindric acoperit de frunze vechi. Frunzele rozetelor sublanceolate, pe față slab, pe dos des suriu lanuginoase. Antodii emisferice, îngrămădite în cime dense, capituliforme, înconjurate de 5-15 foliole lanceolate, inegale, stelate, des alb lanat tomentoase. Foliole involucrate imbricate. Florile discului tubuloase. | Muzeul de Științe Naturale, Piatra Neamț                                         | Cimec    |
|      | Leontopodium alpinum (Cass., 1821)                                          | Descoperit: jud. Neamț, com. CEAHLĂU, Masivul Ceahlău Dimensiuni: L: 13 cm                     | Rizom cilindric acoperit de frunze vechi. Tulpină esrectă, simplă. Frunzele rozetelor sublanceolate, obtuziuscule. Antodii emisferice, îngrămădite în cime dense, capituliforme, înconjurate de 5-15 foliole lanceolate, inegale ca lungime, stelat extinse, alb lanat tomentoase. Foliole involucrale imbricate, ovat lanceolate. Florile discului tubuloase. Flori mai scurte decât papusul. | Muzeul de Științe Naturale, Piatra Neamț                                         | Cimec    |
|      | Leontopodium alpinum (Cass., 1821)                                          | Descoperit: jud. Neamț, com. CEAHLĂU, Masivul Ceahlău Dimensiuni: L: 20 cm                     | Rizom cilindric acoperit de frunze vechi. Tulpină esrectă, simplă. Frunzele rozetelor sublanceolate, obtuziuscule. Antodii emisferice, îngrămădite în cime dense, capituliforme, înconjurate de 5-15 foliole lanceolate, inegale ca lungime, stelat extinse, alb lanat tomentoase. Foliole involucrale imbricate, ovat lanceolate. Florile discului tubuloase. Flori mai scurte decât papusul. | Muzeul de Științe Naturale, Piatra Neamț                                         | Cimec    |
|      | Leontopodium alpinum (Cass., 1821)                                          | Descoperit: jud. Neamț, com. CEAHLĂU, Masivul Ceahlău Dimensiuni: L: 15 cm                     | Rizom cilindric acoperit de frunze vechi. Tulpină esrectă, simplă. Frunzele rozetelor sublanceolate, obtuziuscule. Antodii emisferice, îngrămădite în cime dense, capituliforme, înconjurate de 5-15 foliole lanceolate, inegale ca lungime, stelat extinse, alb lanat tomentoase. Foliole involucrale imbricate, ovat lanceolate. Florile discului tubuloase. Flori mai scurte decât papusul. | Muzeul de Științe Naturale, Piatra Neamț                                         | Cimec    |
|      | Leontopodium alpinum (Cass., 1821)                                          | Descoperit: jud. Neamț, com. CEAHLĂU, Masivul Ceahlău Dimensiuni: L: 18 cm                     | Rizom cilindric acoperit de frunze vechi. Tulpină esrectă, simplă. Frunzele rozetelor sublanceolate, obtuziuscule. Antodii emisferice, îngrămădite în cime dense, capituliforme, înconjurate de 5-15 foliole lanceolate, inegale ca lungime, stelat extinse, alb lanat tomentoase. Foliole involucrale imbricate, ovat lanceolate. Florile discului tubuloase. Flori mai scurte decât papusul. | Muzeul de Științe Naturale, Piatra Neamț                                         | Cimec    |
|      | Silene zawadzkii (Herb., 1835)                                              | Descoperit: jud. Harghita, Mt. Hășmașu Mare, vf. Suhardu Mare Dimensiuni: L: 37 cm             | Tulpină înaltă de 37 cm, ascendentă, pubescentă, simplă, paucifloră. Inflorescența compusă din 1-7 flori. Frunze pieloase, îngroșate, glabre, scabre, mărunt ciliate pe margini, late de 1-4 cm, acuminate, îndesuite. Caliciu lung de 1,5 cm, puțin umflat, multistriat, reticulat, pubescent, cu dinți ovați, obtuzi. Petale întregi, coronate. | Muzeul de Științe Naturale, Piatra Neamț                                         | Cimec    |
|      | Andromeda polifolia (L.)                                                    | Descoperit: jud. Suceava, Poiana Stampei Dimensiuni: L: 28 cm                                  | Plantă cu tulpini lungi, cu ramuri numeroase, subțiri, glabre, cenușii. Frunze alterne, persistente, piloase, liniar lanceolate, acute, cu margini întregi, puternic revolute, cu nervura mediană proeminentă. Flori albe sau roșietice, lung pedunculate, în raceme umbeliforme, cu pediceli roșietici. Caliciu adânc 5-lobat, cu lobi glabri. Corolă aproape globuloasă, cu petale reunite, la interior păroase, cu lacinii scurte, triunghiulare. Stamine cu filamente păroase. | Muzeul de Științe Naturale, Piatra Neamț                                         | Cimec    |
|      | Andromeda polifolia (L.)                                                    | Descoperit: jud. Maramureș, Valea Runcului Dimensiuni: L: 40 cm                                | Plantă cu tulpini lungi, cu ramuri numeroase, subțiri, glabre, cenușii. Frunze alterne, persistente, piloase, liniar lanceolate, acute, cu margini întregi, puternic revolute, cu nervura mediană proeminentă. Flori albe sau roșietice, lung pedunculate, în raceme umbeliforme, cu pediceli roșietici. Caliciu adânc 5-lobat, cu lobi glabri. Corolă aproape globuloasă, cu petale reunite, la interior păroase, cu lacinii scurte, triunghiulare. Stamine cu filamente păroase. | Muzeul de Științe Naturale, Piatra Neamț                                         | Cimec    |
|      | Drosera rotundifolia (L.)                                                   | Descoperit: jud. Bacău, com. DĂRMĂNEȘTI Dimensiuni: L: 10 cm                                   | Tulpini scunde. Frunze în rozete la baza tulpinii, cu limb rotund. Peri glandulari capitați, acoperă partea superioară a limbului. Pețioli glabri. Tulpini florifere erecte, întrec de 2-4 ori frunzele. Inflorescență - cimă scorpioidă. Caliciu tubulos campanulat. Corolă albă, alungit obovată, de 4-6 cm. | Muzeul de Științe Naturale, Piatra Neamț                                         | Cimec    |
|      | Vaccinium oxycoccos (L.)                                                    | Descoperit: jud. Bacău, com. DĂRMĂNEȘTI Dimensiuni: L: 15 cm                                   | Arbust târâtor, pitic, cu tulpini subțiri, lungi de 80 cm, adeseori roșii. Frunze pieloase, cu pețioli scurți, ovat eliptice, cu margini revolute. Inflorescențe umbelate, din 2-4 flori, cu pediceli păroși, filiformi, roscați. Caliciu din 4 sepale scurte. Corolă cu 4 petale roz carmin, alungite, fidate. Stamine exerte cu filamente purpurii, păroase. | Muzeul de Științe Naturale, Piatra Neamț                                         | Cimec    |
|      | Amygdalus nana (L.)                                                         | Descoperit: jud. Bacău, com. ONEȘTI Dimensiuni: L: 45 cm                                       | Arbust înalt de 0,5- 1,5 m, cu stoloni. Lujeri tineri, rotunzi, spre vârf usor costați. Muguri cu solzi brunii, glabri, pe margini păroși. Frunze pieloase, neregulate, lung acuminate, la bază cuneate. Flori sesile sau scurt pețiolate. Sepale lat ovate, glabre. Petale alungite, la bază îngustate, spre vârf crestate, rozee, deschis roșii. Stamine lungi de 4-8 mm, cu filamente roșii, stigmat cuneat. | Muzeul de Științe Naturale, Piatra Neamț                                         | Cimec    |
|      | Erysimum wittmanni (Zaw., 1835)                                             | Descoperit: jud. Neamț, com. CEAHLĂU, Masivul Ceahlău Dimensiuni: L: 35 cm                     | Rădăcină oblică, colet scavamos. Tulpină erectă, dreaptă, rigidă, lungă de 16 cm, colsuroasă, solitară, neramificată. Frunze bazale în rozetă densă cu frunze liniar oblanceolate, dens sinuat dentate, acoperite cu peri trifurcați. Frunze tulpinale foarte dese, erecte, îngust lanceolate, mărunt și distanțat denticulate. Inflorescența - un racem scurt și dens, cu flori mari, odorante, galben deschise. Pedicel floral de 5 mm, sepale de 9-10 mm liniar lanceolate, albe-gălbui, la vârf murdar verzui, la margini membranoase, 2 opuse dilatate saciform la bază. Petale de 18- 25 mm, cu lamina subrotundă.                                                                                    | Muzeul de Științe Naturale, Piatra Neamț                                         | Cimec    |
|      | Dentaria glandulosa (W. et K.)                                              | Descoperit: jud. Neamț, com. BICAZ, Izvoru Alb Dimensiuni: L: 22 cm                            | Rizom alb, lung, orizontal, ramificat. Tulpină erectă, cilindrică, glabră, neramificată, foliată sub inflorescență. Frunze tulpinale-3, în verticil, pețiolate, trifoliate, acute, dur dințate. Inflorescență cu 1-10 flori mari, erecte, pedicelate. Sepale ovat lanceolate, membranoase, alburiu- violete. Petale de 15- 20 mm, intens purpuriu violete, alungit obovate, atenuate în unguiculă. | Muzeul de Științe Naturale, Piatra Neamț                                         | Cimec    |
|      | Nigritella rubra (Wettst.) (Richt.)                                         | Descoperit: jud. Neamț, com. CEAHLĂU, Masivul Ceahlău Dimensiuni: L: 15 cm                     | Tuberculi 2-5 palmat divizați, comprimați. Tulpină erectă. Frunze numeroase liniare, relativ groase, canaliculate și carenate, glabre, pe dos mai palide. Inflorescența ovoidal globuloasă. Bractei îngust lanceolate, acuminate, negricioase purpurii. Flori negricios- purpurii, cu miros de vanilie. Tepale lanceolate, acute, uninervate. Label aproape de lungimea tepalelor, romboidal, acuminat, brusc îngustat la bază, cu marginile răsucite spre interior. Pinten lung ce cca. 2 mm, saciform, obtuz. | Muzeul de Științe Naturale, Piatra Neamț                                         | Cimec    |
|      | Juniperus sabina (L.)                                                       | Descoperit: jud. Harghita, Mt. Hășmașu Mare, vf. Suhardu Mare Dimensiuni: L: 35 cm             | Arbust cu tulpini culcate, foarte ramificate. Frunze solzoase, ovat-rombice, mici de 1mm, obtuze, așezate opus pe 4 șiruri, imbricate. Flori monoice sau dioice. Cele femele terminale. Fructele-pseudobace cu 4 solzi, sferice sau globulos ovate, pedunculate, negre-albăstrui. | Muzeul de Științe Naturale, Piatra Neamț                                         | Cimec    |
|      | Dianthus petraeus (Wald. et Kit.) ssp. spiculifolius (Schur) (Ciocârlan)    | Descoperit: jud. Neamț, Cheile Bicazului Dimensiuni: L: 25 cm                                  | Rădăcină solidă, multicapitată. Plantă tufoasă, cu tulpini numeroase, tetragonale, cu 1-2 flori albe sau rozee. Frunze verzi, liniar subulate, neînțepătoare, 3-nervate, pe margini scabre, late de 1-1,5 mm, cu vagina de 2 mm. Caliciu glabru, verde sau purpuriu nuanțat. Dinții caliciului pe margini dens sbârlit păroși și scurt aristați. Lamina petalelor lungă de 1-2 cm, albă sau rozee, subrotundă. | Muzeul de Științe Naturale, Piatra Neamț                                         | Cimec    |
|      | Helictotrichon decorum (Huds.) (Pilger)                                     | Descoperit: jud. Harghita, Cheile Bicazului Dimensiuni: L: 60 cm                               | Plantă cespitoasă, foarte scurt stoloniferă. Frunze late de 3-5 mm, adesea convolute, pe față des costate, canaliculate, dens și fin păroase, pe dos netede, necostate. Vagine netede sau glabriuscule. Ligula f. scurtă sau lipsește. Panicul multilateral, contras, de 15 cm, cu ramuri subțiri, flexuoase, cu câte 1-3 spiculețe, fiecare cu câte 3-4 flori. | Muzeul de Științe Naturale, Piatra Neamț                                         | Cimec    |
|      | Androsace villosa (L.) ssp. arachnoidea (Schott., Nym. et Kots.) (Nym.)     | Descoperit: jud. Harghita, Mt. Hășmaș, vf. Suhard Dimensiuni: L: 8 cm                          | Plantă scundă, formând tufe dese, acoperite cu peri lungi, albi, deși. Ramuri scurte de 2 cm, nefoliate, rigide, închis brune, la vârf cu o rozetă de frunze. Frunze numeroase, de 5 mm, liniar lanceolate. Tulpină floriferă de 3-5 cm, la vârf cu o umbelă cu mai multe flori. Bractei liniar lanceolate acute. Caliciu campanulat, de 4 mm, cu lacinii îngust lanceolate. Corolă albă sau roșcată, cu gât galben roșcat. | Muzeul de Științe Naturale, Piatra Neamț                                         | Cimec    |
|      | Thymus comosus (Heuff.)                                                     | Descoperit: jud. Neamț, Cheile Bicazului Dimensiuni: L: 10 cm                                  | Rizom lemnos, viguros, cu numeroase tulpini suberecte, ascendente și prostrate, abundent ramificate în partea inferioară. Ramuri florifere cilindrice, de jur împrejur fin puberule. Frunze lat ovate, rotunjite, la bază brusc cuneate, cu pețiol lung patent ciliați și lamina glabră, cu nervație marginată. Inflorescență globuloasă, în partea inferioară întreruptă. Flori mari. Caliciu de 3-5 mm, păros pe partea ventrală, pe cea dorsală glabrescent, cu dinți triunghiulari lanceolați. | Muzeul de Științe Naturale, Piatra Neamț                                         | Cimec    |
|      | Thymus comosus (Heuff.)                                                     | Descoperit: jud. Harghita, Mt. Hășmaș Dimensiuni: L: 13 cm                                     | Rizom lemnos, viguros, cu numeroase tulpini suberecte, ascendente și prostrate, abundent ramificate în partea inferioară. Ramuri florifere cilindrice, de jur împrejur fin puberule. Frunze lat ovate, rotunjite, la bază brusc cuneate, cu pețiol lung patent ciliați și lamina glabră, cu nervație marginată. Inflorescență globuloasă, în partea inferioară întreruptă. Flori mari. Caliciu de 3-5 mm, păros pe partea ventrală, pe cea dorsală glabrescent, cu dinți triunghiulari lanceolați. | Muzeul de Științe Naturale, Piatra Neamț                                         | Cimec    |
|      | Aconitum toxicum (Rchb.)                                                    | Descoperit: jud. Harghita, Mt. Hășmaș Dimensiuni: L: 45 cm                                     | Tulpină des foliată, inflorescență foarte ramificată. Frunze superioare înguste. Axa inflorescenței cu peri drepți, deși, patenți, amestecați sau glanduloși. Bracteile pedunculilor de formă ovată. Flori mari, violete. Coif mult mai înalt decât lat, ca o căciulă umflată și aplecată în față. | Muzeul de Științe Naturale, Piatra Neamț                                         | Cimec    |
|      | Centaurea melanocalathia (Borb.)                                            | Descoperit: jud. Neamț, Valea Bicăjelului Dimensiuni: L: 80 cm                                 | Tulpină înaltă, muchiată, ramificată superior, creț păroasă. Frunze mari, ovat lanceolate, lat eliptice, cele bazale îngustate în pețiol, cele tulpinale îngustate la bază, sesile, sinuat dințate. Pe margini și pe dos frunzele sunt aspru păroase. Antodii negre sau negre-brunii. Apendicele foliolelor involucrale negre, cu 10-15 perechi de fimbrii dese, suprapuse, acoperind complet foliolele involucrale. Flori purpurii, cele marginale radiante. | Muzeul de Științe Naturale, Piatra Neamț                                         | Cimec    |
|      | Leucanthemum waldsteinii (Schultz) (Pouzar)                                 | Descoperit: jud. Harghita, Mt. Hășmaș Dimensiuni: L: 45 cm                                     | Rizom orizontal. Tulpină arcuită la bază, apoi erectă, glabră, simplă. Frunze bazale orbiculare, cordate, lung pețiolate, adânc crenate, glabre, cele tulpinale inferioare subrotunde, brusc atenuate în pețiol scurt, adânc crenate. Cele superioare lent prelungite, lat eliptice sau rombice. Antodiu mare până la 6 cm diametru. Involucru semiglobulos, turtit, cu foliole multiseriate, alungit triunghiulare, cu margini negre, la mijloc verzi. | Muzeul de Științe Naturale, Piatra Neamț                                         | Cimec    |
|      | Nigritella rubra (Wettst.) (Richt.)                                         | Descoperit: jud. Harghita, Cheile Bicazului Dimensiuni: L: 17 cm                               | Tuberculi 2-5 palmat divizați, comprimați. Tulpină erectă. Frunze numeroase liniare, relativ groase, canaliculate și carenate, glabre, pe dos mai palide. Inflorescența ovoidal globuloasă. Bractei îngust lanceolate, acuminate, negricioase purpurii. Flori negricios-purpurii, cu miros de vanilie. Tepale lanceolate, acute, uninervate. Label aproape de lungimea tepalelor, romboidal, acuminat, brusc îngustat la bază, cu marginile răsucite spre interior. Pinten lung ce cca. 2 mm, saciform, obtuz. | Muzeul de Științe Naturale, Piatra Neamț                                         | Cimec    |
|      | Dentaria glandulosa (W. et K. 1801)                                         | Descoperit: jud. Neamț, com. PETRICANI, ȚOLICI Dimensiuni: L: 30 cm                            | Rizom alb, lung, orizontal, ramificat. Tulpină erectă, cilindrică, glabră, neramificată, foliată sub inflorescență. Frunze tulpinale-3, în verticil, pețiolate, trifoliate, acute, dur dințate. Inflorescență cu 1-10 flori mari, erecte, pedicelate. Sepale ovat lanceolate, membranoase, alburiu-violete. Petale de 15-20 mm, intens purpuriu violete, alungit obovate, atenuate în unguiculă. | Muzeul de Științe Naturale, Piatra Neamț                                         | Cimec    |
|      | Aconitum toxicum (Rchb.)                                                    | Descoperit: jud. Mehedinți, Valea Tesnei Dimensiuni: L: 55 cm                                  | Rizom cărnos, ramificat. Tulpini erecte ramificate, glabrescente, cu frunze bazale foarte mari, lung pețiolate, cu pețioli păroși, sectate. Frunze tulpinale glabre, de-a lungul nervurilor păroase. Inflorescența - racem lung. Flori purpurii-violete. Coif cilindroconic cu vârf boltit. Foliole laterale sau și inferioare la exterior bombate cu marginile glabre și mijlocul păros. Carpele și folicule pubescente sau glabre. | Muzeul de Științe Naturale, Piatra Neamț                                         | Cimec    |
|      | Symphytum cordatum (W. et K., 1802)                                         | Descoperit: jud. Neamț, com. PÂNGĂRAȚI, PÂNGARAȚI, Dealul Gicovanu Dimensiuni: L: 55 cm        | Rizom gros, cărnos, orizontal repent, ramificat. În primul an emite 1-2 frunze bazale, în anul următor una sau mai multe tulpini. Tulpină simplă, înaltă de 25 cm, glabrescentă, cu puțini perișori. Frunze bazale lung pețiolate, scurt acuminate la vârf, la bază adânc cordate, pe față glabriuscule. Frunze tulpinale 2-3, lat ovate, la bază cordate, scurt pețiolate. Cincine pauciflore, cu pediceli mărunt pubescenți și cu peri mai lungi, disperși. Caliciu pubescent, cu 5 lacinii lanceolate, ciliate. Coraola auriu galbenă, de 2 ori mai lungă decât caliciul. | Muzeul de Științe Naturale, Piatra Neamț                                         | Cimec    |
|      | Symphytum cordatum (W. et K., 1802)                                         | Descoperit: jud. Neamț, com. PÂNGĂRAȚI, PÂNGARAȚI Dimensiuni: L: 32 cm                         | Rizom gros, cărnos, orizontal repent, ramificat. În primul an emite 1-2 frunze bazale, în anul următor una sau mai multe tulpini. Tulpină simplă, înaltă de 25 cm, glabrescentă, cu puțini perișori. Frunze bazale lung pețiolate, scurt acuminate la vârf, la bază adânc cordate, pe față glabriuscule. Frunze tulpinale 2-3, lat ovate, la bază cordate, scurt pețiolate. Cincine pauciflore, cu pediceli mărunt pubescenți și cu peri mai lungi, disperși. Caliciu pubescent, cu 5 lacinii lanceolate, ciliate. Corola auriu galbenă, de 2 ori mai lungă decât caliciul. | Muzeul de Științe Naturale, Piatra Neamț                                         | Cimec    |
|      | Primula elatior (L.) Hill. ssp. Leucophylla (Pax.) (Harrison, 1897)         | Descoperit: jud. Neamț, com. PÂNGĂRAȚI, PÂNGARAȚI, Dealul Păru Dimensiuni: L: 18 cm            | Plante cu rizom oblic, cu numeroase rădăcini fibroase. Frunze eliptice, îngustate în pețiol, crenulate, aproape întregi, pe dos cenușiu sau alb tomentoase. Scap florifer mai lung decât frunzele, la început pubescent, apoi glabrescent, la vârf cu o umbelă multifloră. Caliciu de 6-8 mm, scurt păros, îngust tubulos, cu dinți lanceolați, acuți. Corolă galbenă sulfurie, la uscare deseori verde, cu tubul cilindric, puțin mai lung decât caliciul. | Muzeul de Științe Naturale, Piatra Neamț                                         | Cimec    |
|      | Angelica archangelica (L., 1753)                                            | Descoperit: jud. Neamț, com. HANGU, BUHALNIȚA Dimensiuni: L: 65 cm                             | | Muzeul de Științe Naturale, Piatra Neamț                                         | Cimec    |
|      | Hepatica transsilvanica (Fuss 1850)                                         | Descoperit: jud. Neamț, com. BICAZ-CHEI, Ruginești Dimensiuni: L: 15 cm                        | | Muzeul de Științe Naturale, Piatra Neamț                                         | Cimec    |
|      | Ranunculus carpaticus (Herb., 1836)                                         | Descoperit: jud. Neamț, com. PÂNGĂRAȚI, PÂNGARAȚI, Dealul Păru Dimensiuni: L: 18 cm            | | Muzeul de Științe Naturale, Piatra Neamț                                         | Cimec    |
|      | Silene nutans L. ssp. dubia (Herb., 1859)                                   | Descoperit: jud. Neamț, com. CEAHLĂU, Masivul Ceahlău Dimensiuni: L: 26 cm                     | | Muzeul de Științe Naturale, Piatra Neamț                                         | Cimec    |
|      | Silene zawadzkii (Herb., 1859)                                              | Descoperit: jud. Harghita, Cheile Bicazului Dimensiuni: L: 20 cm                               | Tulpină ascendentă, pubescentă, simplă, cu trei flori. Frunze pieloase, îngroșate, mărunt ciliate pe margini, glabre, lare de 1-4 cm, oblomgi, acumiate; cele tulpinale mai mici, lanceolate. Petale întregi, coronate, caliciu puțin umflat. | Muzeul de Științe Naturale, Piatra Neamț                                         | Cimec    |
|      | Dentaria glandulosa (W. et K. 1801)                                         | Descoperit: jud. Neamț, com. PÂNGĂRAȚI, Dealul Botoșanu Dimensiuni: L: 25 cm                   | Rizom alb, lung, orizontal, ramificat. Tulpină erectă, cilindrică, glabră, neramificată, foliată sub inflorescență. Frunze tulpinale-3, în verticil, pețiolate, trifoliate, acute, dur dințate. Inflorescență cu 1-10 flori mari, erecte, pedicelate. Sepale ovat lanceolate, membranoase, alburiu-violete. Petale de 15-20 mm, intens purpuriu violete, alungit obovate, atenuate în unguiculă. | Muzeul de Științe Naturale, Piatra Neamț                                         | Cimec    |
|      | Dentaria glandulosa (W. et K. 1801)                                         | Descoperit: jud. Neamț, com. PÂNGĂRAȚI, Dealul Gicovanu Dimensiuni: L: 30 cm                   | Rizom alb, lung, orizontal, ramificat. Tulpină erectă, cilindrică, glabră, neramificată, foliată sub inflorescență. Frunze tulpinale-3, în verticil, pețiolate, trifoliate, acute, dur dințate. Inflorescență cu 1-10 flori mari, erecte, pedicelate. Sepale ovat lanceolate, membranoase, alburiu-violete. Petale de 15-20 mm, intens purpuriu violete, alungit obovate, atenuate în unguiculă. | Muzeul de Științe Naturale, Piatra Neamț                                         | Cimec    |
|      | Dentaria glandulosa (L., 1753)                                              | Descoperit: jud. Neamț, POTOCI Dimensiuni: L: 25 cm                                            | Rizom orizontal gros, cărnos. Tulpină erectă, înaltă de 25 cm, simplă, glabră, cilindrică. Frunze bazale rare, lung pețiolate. Frunze tulpinale - 3, așezate sub inflorescență. Inflorescență cu 5-10 flori mari, erecte, lung pedicelate. Sepale gălbui, lanceolate, petale ochroleuce, alungit obovate, de 15-20 mm, atenuate în unguiculă lungă. | Muzeul de Științe Naturale, Piatra Neamț                                         | Cimec    |
|      | Ranunculus carpaticus (Herb., 1836)                                         | Descoperit: jud. Neamț, com. CEAHLĂU, Masivul Ceahlău Dimensiuni: L: 23 cm                     | Rizom orizontal, alb, gros, cu rădăcini fibroase abundente. Tulpină erectă, înaltă de 18 cm, simplă. Toată planta glabrescentă. Frunze bazale 1-3, mari, late, lung pețiolate, adânc trisectate, lat rombic obovate. Frunza superioară sesilă. Flori mari, de 3-4 cm diametru, galbene-aurii. Sepale 5, alungit ovale, petale de 2 cm, lat obovate, stamine numeroase. | Muzeul de Științe Naturale, Piatra Neamț                                         | Cimec    |
|      | Erysimum wittmanni (Zaw., 1835)                                             | Descoperit: jud. Suceava, Muntele Rarău Dimensiuni: L: 30 cm                                   | Rădăcină pivotantă groasă, cu ramuri subțiri. Tulpină erectă, de 31 cm înălțime, groasă, colțuroasă, verde, ramificată. Frunze tulpinale lanceolate, mai late la mijloc, cele inferioare în semirozetă. Racem florifer scurt și foarte dens. Flori odorante de culoare galben-deschisă, pedicel floral lung de 4-6 cm. Sepale liniar lanceolate lungi de 9-10,5 cm, albe-gălbui, submembranoase, la vârf murdar verzi. Două opuse dilatate saciform și ceva mai lungi decât cele nedilatate. Petale mari, mai lungi de cca. 2 ori față de caliciu. Silicve erecte sau arcuite lungi de 8-10 cm. | Muzeul de Științe Naturale, Piatra Neamț                                         | Cimec    |
|      | Silene zawadzkii (Herb., 1843)                                              | Descoperit: jud. Neamț, com. CEAHLĂU, Masivul Ceahlău Dimensiuni: L: 18 cm                     | Tulpină ascendentă, pubescentă, simplă, cu 3 flori. Frunze pieloase, îngroșate, mărunt ciliate pe margini, glabre, late de 1-4 cm, oblomgi, acuminate; cele tulpinale mai mici, lanceolate. Petale întregi, coronate, caliciu puțin umflat. | Muzeul de Științe Naturale, Piatra Neamț                                         | Cimec    |
|      | Silene zawadzkii (Herb., 1843)                                              | Descoperit: jud. Neamț, com. CEAHLĂU, Masivul Ceahlău Dimensiuni: L: 19 cm                     | Tulpină ascendentă, pubescentă, simplă, cu 3 flori. Frunze pieloase, îngroșate, mărunt ciliate pe margini, glabre, late de 1-4 cm, oblomgi, acuminate; cele tulpinale mai mici, lanceolate. Petale întregi, coronate, caliciu puțin umflat. | Muzeul de Științe Naturale, Piatra Neamț                                         | Cimec    |
|      | Dianthus tenuifolius (Schur, 1859)                                          | Descoperit: jud. Harghita, Lacu Roșu Dimensiuni: L: 22 cm                                      | Plantă de 22 cm, îndesuit cespitoasă. Tulpini numeroase. Frunze tulpinale liniare, acute, trinerve. Glomerule florale cu puține flori. Bractei ierboase sau uscate. Scvamele involucrale ale caliciului ovate, foarte late, negre-brunii. Caliciu verde, la vârf brun verde. Dinții caliciului lanceolați, triunghiulari, acuți. Lamina petalelor de 8-12 cm, roșie închisă. | Muzeul de Științe Naturale, Piatra Neamț                                         | Cimec    |
|      | Gypsophila petraea (Baumg.) (Rchb., 1832)                                   | Descoperit: jud. Neamț, com. CEAHLĂU, Masivul Ceahlău Dimensiuni: L: 18 cm                     | Plantă suriu-verde, mică, tufoasă, formând pernițe compacte. Tulpini mici, erecte, simple, viloase. Frunze liniare relativ îngroșate, obtuziuscule, cele tulpinale opuse, sesile, amplexicaule, la vârf violet nuanțate. Flori albe-trandafirii, în dichazii îngrămădite. Capitule de 1-2 cm diametru. Caliciu 5-partit, petale 5, stamine 10, stile 2 filiforme. | Muzeul de Științe Naturale, Piatra Neamț                                         | Cimec    |
|      | Dianthus tenuifolius (Schur, 1859)                                          | Descoperit: jud. Neamț, com. CEAHLĂU, Masivul Ceahlău Dimensiuni: L: 22 cm                     | Plantă de 22 cm, îndesuit cespitoasă. Tulpini numeroase. Frunze tulpinale liniare, acute, trinerve. Glomerule florale cu puține flori. Bractei ierboase sau uscate. Scvamele involucrale ale caliciului ovate, foarte late, negre-brunii. Caliciu verde, la vârf brun verde. Dinții caliciului lanceolați, triunghiulari, acuți. Lamina petalelor de 8-12 cm, roșie închisă. | Muzeul de Științe Naturale, Piatra Neamț                                         | Cimec    |
|      | Dianthus tenuifolius (Schur, 1859)                                          | Descoperit: jud. Neamț, com. CEAHLĂU, Masivul Ceahlău Dimensiuni: L: 18 cm                     | Plantă de 22 cm, îndesuit cespitoasă. Tulpini numeroase. Frunze tulpinale liniare, acute, trinerve. Glomerule florale cu puține flori. Bractei ierboase sau uscate. Scvamele involucrale ale caliciului ovate, foarte late, negre-brunii. Caliciu verde, la vârf brun verde. Dinții caliciului lanceolați, triunghiulari, acuți. Lamina petalelor de 8-12 cm, roșie închisă. | Muzeul de Științe Naturale, Piatra Neamț                                         | Cimec    |
|      | Silene nutans L. ssp. dubia (Herb., 1859)                                   | Descoperit: jud. Neamț, com. BORCA Dimensiuni: L: 25 cm                                        | Tulpină înaltă de 26 cm, în partea inferioară acoperită cu peri mici, alipiți. Inflorescență compusă din dichazii scurt pedunculate, nutante. Caliciu de 10-11 mm, acoperit cu peri setiformi, cu puține glande. Petale galbene, de 14-17 mm, cu unguicule auriculate. | Muzeul de Științe Naturale, Piatra Neamț                                         | Cimec    |
|      | Gentiana phlogifolia (Schott. et Ky.)                                       | Descoperit: jud. Neamț, com. CEAHLĂU, Masivul Ceahlău Dimensiuni: L: 16 cm                     | Rizom cilindric, cu rădăcini fasciculate. Tulpină glabră, în partea inferioară culcată, apoi arcuit ascendentă. Frunze radicale rozulare, alungit lanceolate, la vârf acutiuscule. Flori tetramere axilare sau terminale, în capitul îndesuit, la bază cu 2 bractei memranoase. Caliciu campanulat, membranos. Corolă cuneat campanulată, albastră azurie, de lungimea tubului. | Muzeul de Științe Naturale, Piatra Neamț                                         | Cimec    |
|      | Campanula carpatica (Jacq., 1770)                                           | Descoperit: jud. Suceava, Munții Rarău Dimensiuni: L: 18 cm                                    | Rizom cilindric, cu rădăcini fasciculate. Tulpină glabră, în partea inferioară culcată, apoi arcuit ascendentă. Frunze radicale rozulare, alungit lanceolate, la vârf acutiuscule. Flori tetramere axilare sau terminale, în capitul îndesuit, la bază cu 2 bractei memranoase. Caliciu campanulat, membranos. Corolă cuneat campanulată, albastră azurie, de lungimea tubului. | Muzeul de Științe Naturale, Piatra Neamț                                         | Cimec    |
|      | Leontopodium alpinum (Cass., 1821)                                          | Descoperit: jud. Neamț, com. CEAHLĂU, Masivul Ceahlău Dimensiuni: L: 15 cm                     | Rizom cilindric acoperit de frunze vechi și care emite rozete de frunze. Tulpină înaltă de 30 cm, erectă, neramificată. Frunze pe față slab, pe dos des auriu lanuginoase, întregi. Antodii emisferice, îngrămădite în cime dense, capituliforme, cu foliole inegale, stelat extinse, mai ales pe față alb lanat tomentoase. Foliole involucrale ovat lanceolate, pedos lanuginoase, bruniu-negre. Florile discului tubuloase, sterile, cele radiare în mai multe serii. Rareori antodiile sunt monoice. Flori puțin mai scurte decât papusul. Achenă de 1 mm lungime. | Muzeul de Științe Naturale, Piatra Neamț                                         | Cimec    |
|      | Primula elatior (L.) Grufb. ssp. leucophylla (Pax, 1897)                    | Descoperit: jud. Neamț, PIATRA NEAMȚ, Muntele Pietricica Dimensiuni: L: 23 cm                  | Rizom cilindric, cu resturi de frunze vechi si care emite rozete de frunze. Tulpină înaltă de 30 cm, erectă, neramificată. Frunze pe față slab, pe dos des suriu lanuginoase, întregi. Antodii emisferice, îngrămădite în cime dense, capituliforme, cu foliole inegale, stelat extinse, mai ales pe față des alb lanat tomentoase. Foliole involucrale ovat lanceolate, pe dos lanuginoase, bruniu-negre. Florile discului tubuloase, sterile, cele radiare în mai multe serii. Rareori antodiile sunt monoice. Flori puțin mai scurte decât papusul. Achenă de 1 mm lungime. | Muzeul de Științe Naturale, Piatra Neamț                                         | Cimec    |
|      | Dianthus tenuifolius (Schur, 1859)                                          | Descoperit: jud. Neamț, com. CEAHLĂU, Masivul Ceahlău Dimensiuni: L: 22 cm                     | Plantă de 22 cm, îndesuit cespitoasă. Tulpini numeroase. Frunze tulpinale liniare, acute, trinerve. Glomerule florale cu puține flori. Bractei ierboase sau uscate. Scvamele involucrale ale caliciului ovate, foarte late, negre-brunii. Caliciu verde, la vârf brun verde. Dinții caliciului lanceolați, triunghiulari, acuți. Lamina petalelor de 8-12 cm, roșie închisă. | Muzeul de Științe Naturale, Piatra Neamț                                         | Cimec    |
|      | Gypsophila petraea (Baumg.) (Rchb., 1832)                                   | Descoperit: jud. Neamț, com. CEAHLĂU, Masivul Ceahlău Dimensiuni: L: 9 cm                      | Plantă suriu-verde, mică, tufoasă, formând pernițe compacte. Tulpini mici, erecte, simple, viloase. Frunze liniare relativ îngroșate, obtuziuscule, cele tulpinale opuse, sesile, amplexicaule, la vârf violet nuanțate. Flori albe-trandafirii, în dichazii îngrămădite. Capitule de 1-2 cm diametru. Caliciu 5-partit, petale 5, stamine 10, stile 2 filiforme. | Muzeul de Științe Naturale, Piatra Neamț                                         | Cimec    |
|      | Primula elatior (L.) Grufb. ssp. leucophylla (Pax, 1897)                    | Descoperit: jud. Neamț, PIATRA NEAMȚ, Bâtca Doamnei Dimensiuni: L: 24 cm                       | Rizom cilindric, cu resturi de frunze vechi și care emite rozete de frunze. Tulpină înaltă de 30 cm, erectă, neramificată. Frunze pe față slab, pe dos des suriu lanuginoase, întregi. Antodii emisferice, îngrămădite în cime dense, capituliforme, cu foliole inegale, stelat extinse, mai ales pe față des alb lanat tomentoase. Foliole involucrale ovat lanceolate, pe dos lanuginoase, bruniu-negre. Florile discului tubuloase, sterile, cele radiare în mai multe serii. Rareori antodiile sunt monoice. Flori puțin mai scurte decât papusul. Achenă de 1 mm lungime. | Muzeul de Științe Naturale, Piatra Neamț                                         | Cimec    |
|      | Gentiana phlogifolia (Schott et Ky., 1851)                                  | Descoperit: jud. Neamț, com. CEAHLĂU, Masivul Ceahlău Dimensiuni: L: 25 cm                     | Rizom cilindric, cu rădăcini fasciculate. Tulpină glabră, în partea inferioară culcată, apoi arcuit ascendentă. Frunze radicale rozulare, alungit lanceolate, la vârf acutiuscule. Flori tetramere axilare sau terminale, în capitul îndesuit, la bază cu 2 bractei memranoase. Caliciu campanulat, membranos. Corolă cuneat campanulată, albastră azurie, de lungimea tubului. | Muzeul de Științe Naturale, Piatra Neamț                                         | Cimec    |
|      | Centaurea pinnatifida (Schur, 1866)                                         | Descoperit: jud. Neamț, com. CEAHLĂU, Masivul Ceahlău Dimensiuni: L: 15 cm                     | Rizom repent și subțire. Tulpină scundă, ascendentă, simplă, alb tomentoasă, inferior îndesuit foliată. Frunze bazale și tulpinale inferioare lung pețiolate, lanceolate, acute, penat fidate. Cele mijlocii îngustate la bază, sesile, lanceolate, acute. Toate pe față verzi, pe dos alb argintiu tomentoase. Antodii solitare, lat ovoidale. Foliole involucrale verzi. | Muzeul de Științe Naturale, Piatra Neamț                                         | Cimec    |
|      | Larix decidua ssp. Carpatica (Mill, 1768)                                   | Descoperit: jud. Neamț, com. CEAHLĂU, Masivul Ceahlău Dimensiuni: L: 25 cm                     | Arbore până la 50 m înălțime, cu trunchi drept, coroana răsfirată, luminoasă, regulată. Ramuri aproape orizontale, cu vârfurile arcuite în sus. Lujeri subțiri, pendenți, gălbui. Flori femele roșii purpurii sau verzui. Conuri ovoide, până la 4 cm lungime, cu 40-50 solzi ovat-rotunzi, în stare uscată cu marginea răsfrntă în afară. | Muzeul de Științe Naturale, Piatra Neamț                                         | Cimec    |
|      | Dianthus tenuifolius (Schur, 1859)                                          | Descoperit: jud. Neamț, com. PÂNGĂRAȚI, Dealul Păru Dimensiuni: L: 24 cm                       | Plantă de 24 cm lungime, îndesuit cespitoasă, cu tulpini numeroase. Frunze tulpinale liniare, trinervate. Glomerule florale cu puține flori. Bractei ierboase sau uscate. Scvamele involucrale ale caliciului ovate, negre-brunii. Caliciu verde, la vârf brun verde. Dinții caliciului lanceolați, triunghiulari, acuți. Lamina petalelor de lungimea caliciului. | Muzeul de Științe Naturale, Piatra Neamț                                         | Cimec    |
|      | Dianthus tenuifolius (Schur, 1859)                                          | Descoperit: jud. Harghita, Mt. Hășmaș, vf. Suhardu Mic Dimensiuni: L: 22 cm                    | Plantă de 22 cm, îndesuit cespitoasă. Tulpini numeroase. Frunze tulpinale liniare, acute, trinerve. Glomerule florale cu puține flori. Bractei ierboase sau uscate. Scvamele involucrale ale caliciului ovate, foarte late, negre-brunii. Caliciu verde, la vârf brun verde. Dinții caliciului lanceolați, triunghiulari, acuți. Lamina petalelor de 8-12 cm, roșie închisă. | Muzeul de Științe Naturale, Piatra Neamț                                         | Cimec    |
|      | Gypsophila petraea (Baumg.) (Rchb., 1832)                                   | Descoperit: jud. Neamț, com. CEAHLĂU, Masivul Ceahlău Dimensiuni: L: 8 cm                      | Plantă suriu-verde, mică, tufoasă, formând pernițe compacte. Tulpini mici, erecte, simple, viloase. Frunze liniare relativ îngroșate, obtuziuscule, cele tulpinale opuse, sesile, amplexicaule, la vârf violet nuanțate. Flori albe-trandafirii, în dichazii îngrămădite. Capitule de 1-2 cm diametru. Caliciu 5-partit, petale 5, stamine 10, stile 2 filiforme. | Muzeul de Științe Naturale, Piatra Neamț                                         | Cimec    |
|      | Silene nutans L. ssp. dubia (Herb., 1859)                                   | Descoperit: jud. Neamț, com. BICAZ, Potoci-Secu Dimensiuni: L: 26 cm                           | Tulpină înaltă de 26 cm, în partea inferioară acoperită cu peri mici, alipiți. Inflorescență compusă din dichazii scurt pedunculate, nutante. Caliciu de 10-11 mm, acoperit cu peri setiformi, cu puține glande. Petale galbene, de 14-17 mm, cu unguicule auriculate. | Muzeul de Științe Naturale, Piatra Neamț                                         | Cimec    |
|      | Ranunculus carpaticus (Herb., 1836)                                         | Descoperit: jud. Neamț, com. PÂNGĂRAȚI, Dealul Păru Dimensiuni: L: 20 cm                       | Rizom orizontal alb, cu rădăcini fibroase abundente. Tulpină erectă, înaltă de 20 cm, simplă, unifloră. Frunze bazale 1-3, mari, lung pețiolate. Frunza tulpinală inferioară asemănătoare cu cele bazale, cea superioară sesilă, cu lacinii lanceolate. Flori mari, de 3-4 cm în diametru, galbene aurii. Sepale 5, păroase, petale de 2 cm lungime, stamine numeroase, carpele cu stigmat recurbat. | Muzeul de Științe Naturale, Piatra Neamț                                         | Cimec    |
|      | Aconitum moldavicum (Hacq., 1790)                                           | Descoperit: jud. Neamț, POTOCI Dimensiuni: L: 35 cm                                            | Rizom cărnos, ramificat. Tulpini erecte, ramificate, glabrescente, cu frunze bazale mari, reniforme, lung pețiolate, cu pețioli păroși, sectate. Inflorescența - racem lung, ramificat. Flori purpurii-violete lungi de 30 mm, glabrescente: Coif cilindro-conic cu vârf boltit, adesea mai umflat, la mijloc îngustat, fruntea arcuită, cioc proeminent. | Muzeul de Științe Naturale, Piatra Neamț                                         | Cimec    |
|      | Dentaria glandulosa (W. et K.)                                              | Descoperit: jud. Neamț, BICAZ, Baraj Dimensiuni: L: 20 cm                                      | Rizom alb, lung, orizontal, ramificat. Tulpină erectă, cilindrică, glabră, neramificată, foliată sub inflorescență. Frunze tulpinale-3, în verticil, pețiolate, trifoliate, acute, dur dințate. Inflorescență cu 1-10 flori mari, erecte, pedicelate. Sepale ovat lanceolate, membranoase, alburiu-violete. Petale de 15-20 mm, intens purpuriu-violete, alungit obovate, atenuate în unguiculă. | Muzeul de Științe Naturale, Piatra Neamț                                         | Cimec    |
|      | Angelica archangelica (L.)                                                  | Descoperit: jud. Neamț, com. PÂNGĂRAȚI, Lac Pângărați Dimensiuni: L: 65 cm                     | Rizom gros, napiform. Tulpină robustă, înaltă, erectă, ramificată. Frunze glabre de 3 ori penat sectate, foarte mari. Cele inferioare până la 90 cm lungime. Foliolele de ultimul ordin de 5-8 cm, sesile, ovate, inegal dublu serate. Vagina frunzelor mare, ventricos umflată. Umbele mari, globuloase, lung pedunculate, de 8-15 cm în diametru, cu 10-20 radii muchiate. Umbelule cu flori numeroase, lung pedicelate. Involucru de obicei lipsă. Involucel cu foliole numeroase. Dinții caliciului minusculi. Petale lungi de 1-1,5 mm și late de 1 mm. Fructe elipsoidale cu coaste dorsale evidente.                                                                                                 | Muzeul de Științe Naturale, Piatra Neamț                                         | Cimec    |
|      | Primula elatior (L.) Hill. ssp. leucophylla (Pax.)                          | Descoperit: jud. Neamț, com. PÂNGĂRAȚI, C. Babel Dimensiuni: L: 15 cm                          | Plante cu rizom oblic, cu numeroase rădăcini fibroase. Frunze eliptice, îngustate în pețiol, crenulate, aproape întregi, pe dos cenușiu sau alb tomentoase. Scap florifer mai lung decât frunzele, la început pubescent, apoi glabrescent, la vârf cu o umbelă multifloră. Caliciu de 6-8 mm, scurt păros, îngust tubulos, cu dinți lanceolați, acuți. Corolă galbenă sulfurie, la uscare deseori verde, cu tubul cilindric, puțin mai lung decât caliciul. | Muzeul de Științe Naturale, Piatra Neamț                                         | Cimec    |
|      | Symphytum cordatum (W. et K., 1802)                                         | Descoperit: jud. Neamț, com. PÂNGĂRAȚI, Vf. Muncelu Dimensiuni: L: 25 cm                       | Rizom gros, cărnos, orizontal repent, ramificat. În primul an emite 1-2 frunze bazale, în anul următor una sau mai multe tulpini. Tulpină simplă, înaltă de 25 cm, glabrescentă, cu puțini perișori. Frunze bazale lung pețiolate, scurt acuminate la vârf, la bază adânc cordate, pe față glabriuscule. Frunze tulpinale 2-3, lat ovate, la bază cordate, scurt pețiolate. Cincine pauciflore, cu pediceli mărunt pubescenți și cu peri mai lungi, disperși. Caliciu pubescent, cu 5 lacinii lanceolate, ciliate. Coraola auriu galbenă, de 2 ori mai lungă decât caliciul. | Muzeul de Științe Naturale, Piatra Neamț                                         | Cimec    |
|      | Gentiana phlogifolia (Schott.)                                              | Descoperit: jud. Neamț, com. PÂNGĂRAȚI, Dealul Botoșanu Dimensiuni: L: 15 cm                   | Rizom cilindric, cu rădăcini fasciculate. Tulpină glabră, în partea inferioară culcată, apoi arcuit ascendentă. Frunze radicale rozulare, alungit lanceolate, la vârf acutiuscule. Flori tetramere axilare sau terminale, în capitul îndesuit, la bază cu 2 bractei memranoase. Caliciu campanulat, membranos. Corolă cuneat campanulată, albastră azurie, de lungimea tubului. | Muzeul de Științe Naturale, Piatra Neamț                                         | Cimec    |
|      | Campanula carpatica (Jacq., 1770)                                           | Descoperit: jud. Neamț, BICAZ, Poiana Cârnului Dimensiuni: L: 22 cm                            | Rizom subțire, ramificat, care emite rozete sterile. Tulpină glabră, cilindrică, subțire, flexuoasă, simplă. Frunze lung pețiolate, cu lamina ovată. Cele inferioare cordiforme, acuminate, serate. Flori solitare sau puține, la vârful tulpinii, lung pedunculate. Laciniile caliciului lat triunghiulare. Corolă mare, larg campanulată, de culoare violet intensă. | Muzeul de Științe Naturale, Piatra Neamț                                         | Cimec    |
|      | Cypripedium calceolus (L., 1753)                                            | Descoperit: jud. Neamț, com. PÂNGĂRAȚI, Dealul Fundoaia Dimensiuni: L: 25 cm                   | Rizom repent, acoperit de solzi, cu rădăcini relativ groase.Tulpina pubescentă, cilindrică. Frunze alterne, câte 3-4, lat eliptice, cu baza vaginiform amplexicaulă, acute, proeminent nervate, cutate. Flori solitare, mari de 3-4 cm diametru. Tepale 4, patente, așezate în cruce, cele 2 laterale lanceolate, acute, răsucite, cea superioară mai lată, cea inferioară adesea la vârf bidințată. Label mai scurt decât celelalte tepale. | Muzeul de Științe Naturale, Piatra Neamț                                         | Cimec    |
|      | Helictotrichon decorum (Janka) (Henrard)                                    | Descoperit: jud. Neamț, com. PÂNGĂRAȚI, Dealul Frasin Dimensiuni: L: 60 cm                     | Plantă cespitoasă, foarte scurt stoloniferă. Frunze late de 3-5 mm, adesea convolute, pe față des costate, canaliculate, dens și fin păroase, pe dos netede, necostate. Vagine netede sau glabriuscule. Ligula foarte scurtă sau lipsește. Panicul multilateral, contras, de 15 cm, cu ramuri subțiri, flexuoase, cu câte 1-3 spiculețe, cu câte 3-4 flori. | Muzeul de Științe Naturale, Piatra Neamț                                         | Cimec    |
|      | Dianthus giganteus ssp. banaticus (Heuff.) (Borb.)                          | Descoperit: jud. Mehedinți, Valea Tesnei Dimensiuni: L: 30 cm                                  | Plantă în pâlcuri stufoase. Frunzele inovațiunilor scurte, slab scabre, pe margini scabre. Tulpina patruunghiulară, inferior scabră, cu frunze liniare, lung acuminate. Capitule pauciflore, cu 2-12 flori. Bractei verzi, puțin aristate sau nearistste, abrupt acute. Scvame cu margine ondulat încrețită. Caliciu de 1,5 cm lungime. Lamina petalelor sanguinee sau purpurie, de 6-8 mm. | Muzeul de Științe Naturale, Piatra Neamț                                         | Cimec    |
|      | Cerastium transsilvanicum (Schur, 1851)                                     | Descoperit: jud. Neamț, com. CEAHLĂU, Masivul Ceahlău Dimensiuni: L: 25 cm                     | Plantă cespitoasă, cu numeroase tulpini culcate la bază, apoi erecte. Frunze lungi de 2-5 cm, oblongi, acute, mai late la mijloc, puțin păroase, cu margini viloase. Bractei opuse, păroase. Flori dispuse câte 3-12 în cime lung pedunculate. Sepale oblong lanceolate, ierbacee, acute, lungi de 8-10 mm, cele interne lat hialin marginate. | Muzeul de Științe Naturale, Piatra Neamț                                         | Cimec    |
|      | Nigritella rubra (Wettst.) (Richt., 1890)                                   | Descoperit: jud. Neamț, com. CEAHLĂU, Masivul Ceahlău Dimensiuni: L: 15 cm                     | Tuberculi 2-5 palmat divizați, comprimați. Tulpină erectă. Frunze numeroase liniare, relativ groase, canaliculate și carenate, glabre, pe dos mai palide. Inflorescența ovoidal globuloasă. Bractei îngust lanceolate, acuminate, negricioase purpurii. Flori negricios-purpurii, cu miros de vanilie. Tepale lanceolate, acute, uninervate. Label aproape de lungimea tepalelor, romboidal, acuminat, brusc îngustat la bază, cu marginile răsucite spre interior. Pinten lung ce cca. 2 mm, saciform, obtuz. | Muzeul de Științe Naturale, Piatra Neamț                                         | Cimec    |
|      | Dentaria glandulosa (W. et K., 1801)                                        | Descoperit: jud. Neamț, PIATRA NEAMȚ, Muntele Cernegura Dimensiuni: L: 28 cm                   | Rizom orizontal, gros, alb-gălbui. Tulpină erectă, simplă, glabră, cilindrică. Frunze bazale rare, lung pețiolate, trifoliate. Frunze tulpinale-3, asezate sub inflorescență, subverticilate, pețiolate, din 3 foliole mari, sesile, alungit ovate. Inflorescență cu 5-10 flori mari, erecte, lung pedicelate. Sepale gălbui, lanceolate. Petale ochroleuce, alungit obovate, atenuate în unguiculă destul de lungă. | Muzeul de Științe Naturale, Piatra Neamț                                         | Cimec    |
|      | Primula elatior (L.) Hill. Ssp. Leucophylla (Pax) (Harrison, 1897)          | Descoperit: jud. Neamț, com. CEAHLĂU, Masivul Ceahlău Dimensiuni: L: 23 cm                     | Plante cu rizom oblic, cu numeroase rădăcini fibroase. Frunze eliptice, rugoase, îngustate treptat spre pețiol, crenulate, pe dos cenușiu tomentoase. Scap florifer mai lung decât frunzele, labrescent, la vârf cu o umbelă multifloră. Bractei mici, liniare, acute. Pediceli de cca. 1 cm, caliciu de 6-8 mm, scurt păros, îngust tubulos, cu dinți lanceolați acuți, de 2-3 ori mai scurți decât tubul. Corolă galbenă sulfurie, la uscare adesea verde, cu tubul cilindric, cu limbul de cca. 2 cm. | Muzeul de Științe Naturale, Piatra Neamț                                         | Cimec    |
|      | Thymus bihorensis (Jalas)                                                   | Descoperit: jud. Neamț, com. CEAHLĂU, Masivul Ceahlău Dimensiuni: L: 10 cm                     | Rizom oblic. Tulpină suberectă, cu 4 muchii, goniotriche. Frunze pețiolate, lat ovate, la vârf rotunjite, la bază lat cuneate, pe dos cu 2-3 perechi de nervuri laterale proeminente și confluente în nervura marginală îngroșată. Pețioli de 2-4 mm, la margine ciliați, cu peri lungi, patenți. Inflorescența - capitul globulos. Bractei egale cu frunzele. Caliciu pe partea ventrală cu peri mici, inegali, cu dinții îngust triunghiular subulați, lung ciliați. | Muzeul de Științe Naturale, Piatra Neamț                                         | Cimec    |
|      | Cypripedium calceolus (Linnaeus, 1753)                                      | Descoperit: jud. Neamț, com. POIANA TEIULUI, DREPTU Dimensiuni: L: 30 cm                       | Rizom repent, acoperit de solzi, cu rădăcini relativ groase.Tulpina pubescentă, cilindrică. Frunze alterne, câte 3-4, lat eliptice, cu baza vaginiform amplexicaulă, acute, proeminent nervate, cutate. Flori solitare, mari de 3-4 cm diametru. Tepale 4, patente, așezate în cruce, cele 2 laterale lanceolate, acute, răsucite, cea superioară mai lată, cea inferioară adesea la vârf bidințată. Label mai scurt decât celelalte tepale. | Muzeul de Științe Naturale, Piatra Neamț                                         | Cimec    |
|      | Centaurea pinnatifida (Schur, 1866)                                         | Descoperit: jud. Neamț, com. CEAHLĂU, Masivul Ceahlău Dimensiuni: L: 20 cm                     | Rizom repent și subțire. Tulpină scundă, ascendentă, simplă, alb tomentoasă, inferior îndesuit foliată. Frunze bazale și tulpinale inferioare lung pețiolate, lanceolate, acute, penat fidate. Cele mijlocii îngustate la bază, sesile, lanceolate, acute. Toate pe față verzi, pe dos alb argintiu tomentoase. Antodii solitare, lat ovoidale. Foliole involucrale verzi. | Muzeul de Științe Naturale, Piatra Neamț                                         | Cimec    |
|      | Centaurea pinnatifida (Schur, 1866)                                         | Descoperit: jud. Neamț, com. CEAHLĂU, Masivul Ceahlău Dimensiuni: L: 23 cm                     | Rizom repent și subțire. Tulpină scundă, ascendentă, simplă, alb tomentoasă, inferior îndesuit foliată. Frunze bazale și tulpinale inferioare lung pețiolate, lanceolate, acute, penat fidate. Cele mijlocii îngustate la bază, sesile, lanceolate, acute. Toate pe față verzi, pe dos alb argintiu tomentoase. Antodii solitare, lat ovoidale. Foliole involucrale verzi. | Muzeul de Științe Naturale, Piatra Neamț                                         | Cimec    |
|      | Leontopodium alpinum (Cass., 1821)                                          | Descoperit: jud. Neamț, com. CEAHLĂU, Masivul Ceahlău Dimensiuni: L: 22 cm                     | Rizom cilindric, acoperit cu resturi de frunze vechi. Tulpină erectă, neramificată, tomentoasă. Frunzele rozetelor sublanceolate, cele tulpinale alungit lanceolate, acute. Frunze pe față slab, pe dos des suriu lanuginoase, întregi. Antodii emisferice, îngrămădite în cime dense, capituliforme, înconjurate de 5-15 foliole lanceolate, inegale, stelat extinse. Foliole involucrale imbricate, ovat lanceolate. Florile discului tubuloase, femele, sterile; cele radiare femele, în mai multe serii. Rareori antodiile sunt monoice. | Muzeul de Științe Naturale, Piatra Neamț                                         | Cimec    |
|      | Campanula carpatica (Jacq., 1770)                                           | Descoperit: jud. Neamț, com. CEAHLĂU, Masivul Ceahlău Dimensiuni: L: 32 cm                     | Rizom subțire, ramificat, care emite rozete sterile. Tulpină glabră, cilindrică, subțire, flexuoasă, simplă. Frunze lung pețiolate, cu lamina ovată. Cele inferioare cordiforme, acuminate, serate. Flori solitare sau puține, la vârful tulpinii, lung pedunculate. Laciniile caliciului lat triunghiulare. Corolă mare, larg campanulată, de culoare violet intensă. | Muzeul de Științe Naturale, Piatra Neamț                                         | Cimec    |
|      | Campanula polymorpha (Witas, 1906)                                          | Descoperit: jud. Harghita, Lacu Roșu Dimensiuni: L: 12 cm                                      | Rizom subțire, multicapitat. Tulpină ascendentă, glabră. Frunzele fasciculelor sterile reniforme, groase, late, crenat dințate, lung și fin pețiolate, nu sunt prezente la înflorire. Cele inferioare eliptice sau lanceolate, denticulate, pețiolate sau atenuate în pețiol, cele mijlocii liniar lanceolate, la vârf obtuziuscule. Tulpină paucifloră. Bobocii și florile mari, erecte, albastre violacee închis. Laciniile caliciului variabile, mai scurte decât jumătatea corolei, alipite de corolă. Corolă mare, erectă, campanulată. | Muzeul de Științe Naturale, Piatra Neamț                                         | Cimec    |
|      | Taxus baccata (Linnaeus, 1753)                                              | Descoperit: jud. Bacău, DĂRMĂNEȘTI Dimensiuni: L: 45 cm                                        | Arbori cu frunze aciculare persistente, așezate spiralat. Flori dioice. Flori mascule cu 6-14 stamine, cu filamente lățite la vârf, în formă de scut. Florile femele înconjurate de 3 perechi de solzi, stau pe câte un lujer scurt. Sămânță cu tegument lemnos, acoperită incomplet de un aril cărnos, în formă de cupă. | Muzeul de Științe Naturale, Piatra Neamț                                         | Cimec    |
|      | Phyteuma tetramerum (Schur, 1859)                                           | Descoperit: jud. Suceava, Masivul Rarău Dimensiuni: L: 12 cm                                   | Plantă scundă, cu rizom relativ gros, cilindric, cu rozetă bazală. Tulpină glabră, simplă, erectă. Frunze bazale întregi, liniare, cele tulpinale 1-3, cele superioare ovat lanceolate, cu baza mai dilatată. Toate frunzele întregi sau neînsemnat dințate la vârf. Inflorescența - capitul terminal globulos cu 5-12 flori albastru violacee. Caliciu cu dinți îngust triunghiulari. | Muzeul de Științe Naturale, Piatra Neamț                                         | Cimec    |
|      | Mammuthus primigenius                                                       | Datare: 30.000 - 15.000 Descoperit: jud. Neamț, com. Horia, Horia, albia Moldovei Material: os | Femur, aparținând unui animal preistoric, cel mai probabil mamut. Piesa prezintă numeroase crăpături, datorate acțiunii mediului umed în care a zăcut. Are o culoare gălbuie, cu pete brune spre capătul superior. Piesa este întreagă. | Complexul Muzeal Județean Neamț. Muzeul de Istorie și Arheologie, Piatra Neamț   | Cimec    |